# Trận Vòng cung Kursk
Trận vòng cung Kursk (lịch sử Nga gọi là Chiến dịch phòng ngự - phản công Kursk) là một trong những chiến dịch lớn nhất trên chiến trường Xô-Đức trong Chiến tranh thế giới thứ hai, kéo dài từ ngày 5 tháng 7 đến 23 tháng 8 năm 1943 giữa quân đội Liên Xô và quân đội Đức Quốc xã tại vùng đồng bằng giữa các thành phố Kursk (tiếng Nga: Курск), Oryol (Орёл), Belgorod (Белгород) và Kharkov (Харьков) thuộc Liên Xô (cũ), nay thuộc miền trung tây nước Nga và đông Ukraina. Trong chiến dịch này, có trận đánh này nổi tiếng là trận đấu xe tăng lớn nhất trong lịch sử các cuộc chiến tranh bắt đầu từ ngày 10 tháng 7 tại Prokhorovka (Прохоровка) và lên đến đến đỉnh điểm là ngày 12 tháng 7 tại cánh đồng Prokhorovka (Прохоровка). Trong ba ngày, hai bên đã tung vào trận đánh những binh đoàn xe tăng hùng mạnh nhất với tổng số lên đến trên 1.200 xe tăng và pháo chống tăng tự hành.
Chiến dịch Kursk gồm hai giai đoạn:
- Giai đoạn Đức Quốc xã tấn công từ ngày 4 tháng 7 đến ngày 19 tháng 7:
- Giai đoạn Liên Xô phản công từ ngày 20 tháng 7 đến ngày 23 tháng 8:

Với thắng lợi thuộc về phía quân đội Xô Viết, trận vòng cung Kursk trở thành một trong những chiến thắng bước ngoặt quan trọng của họ trong cuộc chiến này, đánh dấu sự "xuống dốc" của quân đội Đức Quốc xã trên chiến trường Xô-Đức cũng như trong Chiến tranh thế giới thứ hai. Sau trận tấn công cuối cùng của Hitler trên Mặt trận phía đông này, quân đội Đức Quốc xã đã mất hẳn quyền chủ động tấn công chiến lược và rơi vào thế phòng thủ bị động. Mặc dù vẫn còn những tiềm lực không nhỏ nhưng nhìn chung, quân đội Đức Quốc xã chịu tổn hại to lớn và sức chiến đấu của họ đã bước vào thời kỳ suy sụp và chỉ còn có thể phòng ngự kết hợp một số trận phản công không lớn và hầu hết đều không thành công cho đến khi đầu hàng toàn bộ vào tháng 5 năm 1945. Chiến thắng này được xem là do lòng quả cảm của các chiến sĩ, và sự triển khai đúng đắn của Bộ Chỉ huy Liên Xô, cũng như sự phát triển của nghệ thuật quân sự Liên Xô khi ấy, đã giáng cho quân Thiết giáp Đức một thảm bại lớn nhất của họ. Không những là một thắng lợi quyết định này hoàn toàn đem lại quyền chủ động chiến lược cho Liên Xô, đại thắng ở trận Kursk cùng với những sự kiện cùng năm tại Ý và Bắc Phi đã chuyển đổi thế trận theo chiều hướng có lợi cho phe Đồng Minh, khiến cho sự toàn bại của Đế chế Đức cũng như sự giải phóng nhân loại ra khỏi ách áp bức của chủ nghĩa phát xít chỉ còn là vấn đề thời gian.

## Bối cảnh lịch sử

### Tình hình chung trên mặt trận Xô-Đức

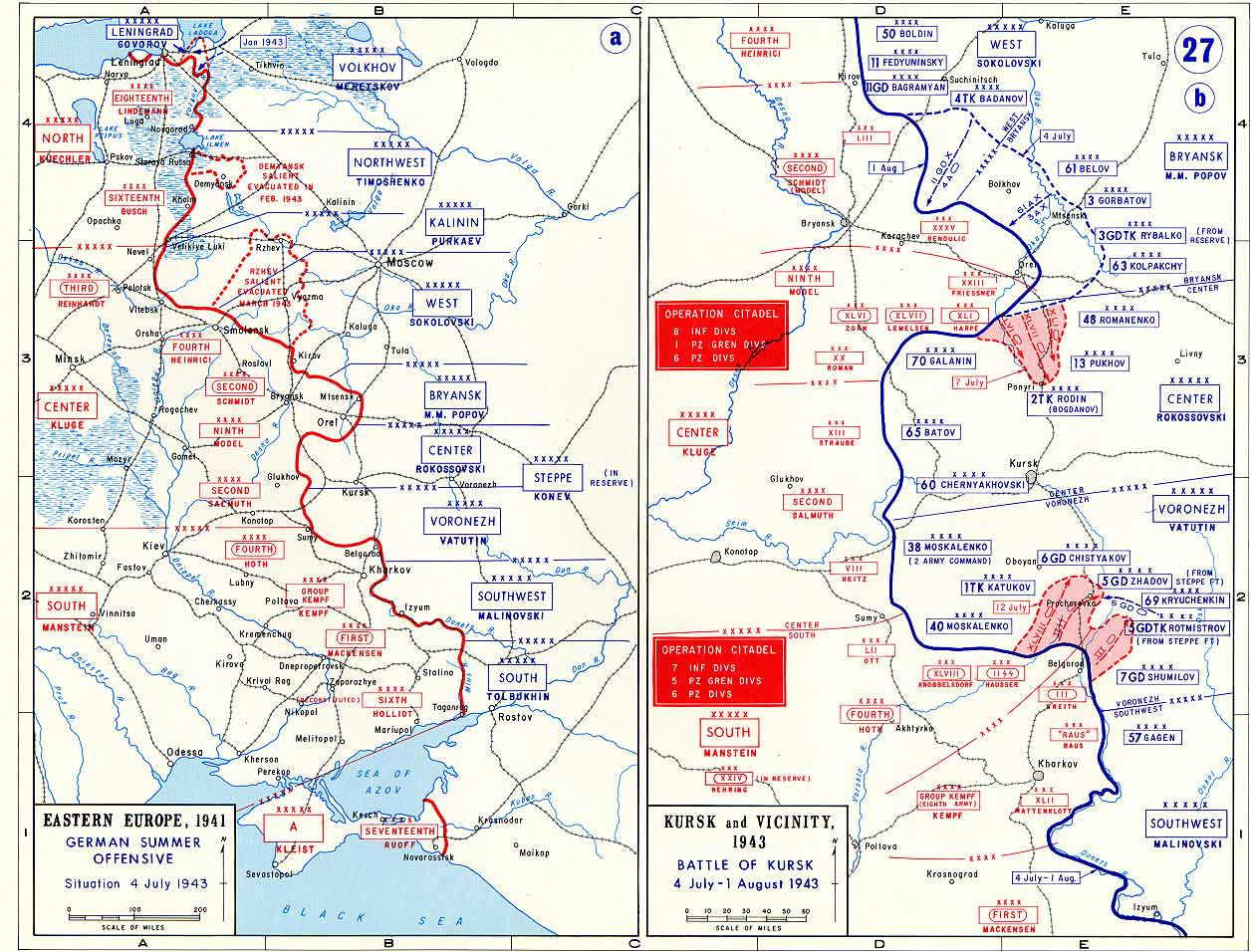
Tình hình mặt trận Xô-Đức từ ngày 4 tháng 7 năm 1943

Sau thất bại ở trận Stalingrad và phải rút quân khỏi Chiến dịch Kavkaz, mục tiêu đánh bại Liên Xô của kế hoạch Blau hoàn toàn phá sản. Chỉ nhờ những thắng lợi cục bộ tạm thời mà thống chế Erich von Manstein thu được trong cuộc phản công mùa xuân năm 1943 tại thượng lưu sông Đông cùng những cố gắng duy trì các bàn đạp tại Spas Demyansk, Rzhev - Vyazma và Taman, quân đội Đức Quốc xã mới có thể tránh khỏi sự thua trận toàn diện. Mặc dù vẫn duy trì ở mặt trận Xô-Đức 204 trong tổng số 298 sư đoàn nhưng chất lượng quân đội Đức Quốc xã không còn như những năm 1941-1942. Thương vong đến hơn 3 triệu quân chỉ trong vòng 2 năm đã lấy đi của quân đội này những đơn vị thiện chiến cùng với một số tướng lĩnh dày dạn kinh nghiệm trận mạc như Walther von Reichenau, Carl-Heinrich von Stülpnagel, Eugen Ritter von Schobert, Friedrich Paulus. Chỉ tính riêng từ tháng 1 đến tháng 3 năm 1943, thương vong của Đức ở Mặt trận phía đông lên tới 689.260 người, trong khi chỉ bổ sung được 370.700 người. Trước hoàn cảnh đó, quân đội Đức Quốc xã đã phải điều động sang chiến trường Xô-Đức 68 sư đoàn không thuộc thành phần lục quân như không quân dã chiến, quân bảo vệ, quân dự bị và cả quân của các nước đồng minh của Đức như Ý, Phần Lan, Rumania, Hungary. Trong bản báo cáo ngày 9 tháng 3 năm 1943, Thượng tướng Heintz Guderian, Tổng thanh tra các lực lượng xe tăng Đức đã viết: "Tiếc rằng hiện giờ, chúng ta không còn một sư đoàn nào có đầy đủ sức chiến đấu"..
Bước sang năm 1943, Adof Hitler hối thúc Bộ chỉ huy tối cao quân đội Đức Quốc xã tìm cách khôi phục lại thế trận, cố gắng giành lại quyền chủ động chiến lược đã mất. Một cuộc tổng động viên được đẩy mạnh từ giữa tháng 1 năm 1943, thậm chí cả những người trên 50 tuổi cũng bị gọi vào quân đội. Vào mùa hè năm 1943, quân số quân đội Đức Quốc xã tại mặt trận phía đông đã là 4,8 triệu quân, chiếm 71% tổng quân số của quân đội Đức Quốc xã. Ngoài ra, quân đội các nước chư hầu của nước Đức Quốc xã cũng có 525.000 quân. Tổng số đơn vị phía Đức trên mặt trận Xô - Đức tháng 6 năm 1943 có 232 sư đoàn, trên 54.000 pháo và súng cối, trên 5.800 xe tăng và pháo tấn công, gần 3.000 máy bay và 277 tàu chiến. Mặc dù đã rút nhiều binh đoàn lớn từ Tây Âu, Đông Âu và ngay trong nước Đức để điều sang mặt trận phía đông nhưng quân đội Đức Quốc xã vẫn không thể nào đạt đến quân số như mùa thu năm 1942 trước thời điểm diễn ra trận Stalingrad.
Để tăng cường sức chiến đấu cho quân đội, nền công nghiệp chiến tranh của Đức tiếp tục nâng cấp vũ khí, cải tiến phương tiện chiến tranh. Bộ Chỉ huy tối cao quân đội Đức Quốc xã đặc biệt chú trọng phục hồi sức mạnh của lực lượng tăng - thiết giáp - cơ giới vốn từng làm mưa làm gió trên chiến trường Tây Âu với chiến thuật đánh nhanh thắng nhanh nay đã bị què quặt nhiều trên chiến trường nước Nga. Năm 1943, sản lượng xe tăng của những Đức phát-xít đã tăng gấp đôi so với năm 1942. Từ Chiến dịch Donets, trong các sư đoàn xe tăng, cơ giới Đức trên chiến trường Xô-Đức đã xuất hiện các loại xe tăng hạng nặng "Con Cọp", "Con Báo" và pháo tự hành "Elefant" đều thuộc loại mới nhất. Không quân cũng được trang bị loại máy bay tiêm kích mới Fw-190, máy bay tiêm kích chủ lực của Đức Me-109 được nâng cấp với các phiên bản Me-109G2 và Me-109G4. Bên cạnh loại máy bay cường kích chủ lực Ju-87, không quân Đức cũng được trang bị thêm loại Henschel Hs 129 ưu việt hơn.
Quân đội Liên Xô sau các chiến dịch lớn tại Stalingrad, Kavkaz, Rzhev - Vyazma, Volkhov... mặc dù thu được thắng lợi nhưng cũng chịu những thiệt hại không nhỏ. Tuy nhiên, nhờ những cố gắng của người dân Liên Xô, nền công nghiệp quốc phòng đã hoạt động bình thường và tăng nhanh sản lượng. Đến ngày 1 tháng 7 năm 1943, tổng quân số của quân đội Liên Xô đã lên đến 6.442.000 người, trong đó 90% tập trung ở mặt trận Xô-Đức, được trang bị 6.232 xe tăng hạng nặng và hạng trung, 99.000 pháo và súng cối, gần 2.200 dàn Katyusha 8.298 máy bay chiến đấu. Nếu như vào tháng 3 năm 1943, quân đội Liên Xô chỉ có trong tay một lực lượng dự bị khá mỏng với 4 tập đoàn quân (24, 46, 66 và dự bị 2) thì đến tháng 5 năm 1943, lực lượng dự bị này đã lên đến 10 tập đoàn quân bao gồm: Các tập đoàn quân bộ binh 24, 46, 53, 57 và 66; các tập đoàn quân xe tăng 1 và xe tăng cận vệ 5; các tập đoàn quân binh chủng hợp thành dự bị 2 và 3. Tập đoàn quân không quân 5 được tách ra từ Tập đoàn quân không quân 4 và được điều động từ Kavkaz về lực lượng dự bị của Đại bản doanh.

### Hình thế chiến trường
Tháng 3 năm 1943, sau khi Bộ Tổng tư lệnh quân đội Liên Xô (Stavka) phát động Cuộc tấn công xuân-hè 1943 nhằm đánh bật quân Đức về tuyến sông Dniepr, Phương diện quân Trung tâm đã thực hiện kế hoạch đột phá qua Gomen, Novozybkov, Unecha và Pochev tới Mogilev, Roslavl và xa hơn nữa, đến Orsha và Smolensk, đánh vào sau lưng Cụm tập đoàn quân Trung tâm của Đức. Cụm xung kích của chiến dịch này gồm Tập đoàn quân xe tăng 2, Tập đoàn quân 65 và 1 quân đoàn kỵ binh. Mặc dù Cụm xung kích này đã tiến sâu từ 100 đến 120 km theo hướng Starodub - Novozybkov - Mogilev, đã tiếp cận phía bắc Novgorod-Seversky và tuyến sông Desna, uy hiếp các tuyến giao thông chủ yếu tiếp tế cho mặt trận của Cụm tập đoàn quân Trung tâm (Đức). Tuy nhiên, đến ngày 10 tháng 3 thì Phương diện quân Trung tâm của Liên Xô đã không còn lực lượng dự bị để phát huy chiến quả. Ngày 15 tháng 3, 9 sư đoàn của Tập đoàn quân 2 và Tập đoàn quân 9 (Đức) mở cuộc phản công chiến lược, đánh bại 2 sư đoàn trượt tuyết và 3 sư đoàn kỵ binh Liên Xô trên khu vực phía nam Mogilev - Roslavl. Ngày 20 tháng 3, quân Đức đẩy lùi kỵ binh và bộ binh Liên Xô về khu vực Sevsk. Ngành 21 tháng 3, tướng K. K. Rokossovsky ra lệnh chấm dứt cuộc tấn công, chuyển Phương diện quân Trung tâm sang tư thế phòng ngự trên tuyến Mtsensk - Novosin - Sevsk - Rynsk, hình thành mặt chính diện phía bắc của vòng cung Kursk. Ở phía nam Kursk, thất bại trong chiến dịch "Bước nhảy vọt" và Chiến dịch Ngôi Sao, Phương diện quân Voronezh và Phương diện quân Tây Nam của Liên Xô đã phải lùi về giữ tuyến phòng ngự từ Gaponovo qua Trefilovka, Belgorod đến Vovpchalsk, hình thành chính diện phía nam của vòng cung Kursk.
Do kết quả các trận tấn công của quân đội Đức Quốc xã và các trận phòng ngự của quân đội Liên Xô sau Chiến dịch Bryansk lần thứ nhất và Chiến dịch Bước nhảy vọt của quân đội Liên Xô không thành công, Cụm tập đoàn quân Trung tâm Đức đã tạo được một khu lõm ăn sâu vào tuyến phòng thủ của quân đội Liên Xô ở phía bắc Kursk 70 km trong khu vực Lyudinovo, Mtsensk và Oryol. Cách thành phố Kursk khoảng 100 km về phía nam, Cụm tập đoàn quân Nam của Đức đang chiếm đóng Kharkov - Belgorod, tiến sát thành phố Vovchansk và cũng tạo nên một khu lõm thứ hai tại đây. Giữa hai chỗ lõm này là chỗ lồi Kursk, một trận tuyến hình cánh cung nhô về phía tây có chiều dài trên 500 km. Trong vòng cung đó có hai phương diện quân Liên Xô, hai bên cánh cung cũng có hai phương diện quân và sau cánh cung đó có một phương diện quân dự bị. Như thường thấy trong chiến tranh, các chỗ lồi, lõm trên mặt trận đều chứa đựng những khả năng đánh vào hai bên sườn nhau của cả hai bên tham chiến.
Địa hình khu vực Kursk và các vùng lân cận tương đối bằng phẳng với nhiều cánh đồng lúa mì rộng lớn xen kẽ những đồi thấp và các con sông nhỏ và nông. Đáng kể nhất chỉ có các sông Oskol, Seym, Sosna và Psyon đều không rộng quá 100 m. Mùa hè ở trung Nga khô ráo, ít mây và mưa, rất thuận tiện cho các việc triển khai các lực lượng trên bộ, phát huy tối đa hỏa lực của xe tăng, thiết giáp, pháo binh và không quân. Phía sau chỗ lồi Kursk là vùng thảo nguyên mênh mông phía tây thượng lưu sông Đông mà quân đội Đức Quốc xã đã từng đi qua hồi mùa hè năm 1942 trong Chiến dịch Blau. Tóm lại, đây là một chiến trường quen thuộc đối với quân đội của cả hai bên.

### Bối cảnh quốc tế
Hội nghị Casablanca họp tháng 1 năm 1943 giữa hai nước đồng minh chống phát xít là Hoa Kỳ và Anh đã đi đến thỏa thuận sơ bộ về việc sẽ mở mặt trận thứ hai tại Tây Âu trong năm 1943. Lục quân, hải quân và công nhân quốc phòng của hai nước đã chuẩn bị kỹ càng cho những hoạt động chiến lược. Tuy nhiên, đến tháng 4 năm 1943, phía Anh cho rằng, chưa thể đổ bộ trực diện lên nước Pháp vì tại mặt trận Bắc Phi, quân Đồng minh còn đang tiến hành cuộc công kích bao vây Tập đoàn quân 20 của thống chế Rommel tại Tunis. Tháng 6 năm 1943, phía Anh thông qua tùy viên quân sự của Đại sứ quán Anh tại Moskva thông báo cho Chính phủ Liên Xô biết các Đồng minh chỉ có thể tiến hành một chiến dịch đổ bộ lên miền Nam nước Ý sau khi tiêu diệt Tập đoàn quân 20 (Đức) tại Tunis ngày 12 tháng 5. Còn chiến dịch Overlord sẽ phải hoãn lại đến năm 1944 do chưa chuẩn bị đủ binh lực và vật chất. Chính phủ Liên Xô coi việc hoãn mở mặt trận phía tây là một sự thách thức lớn về lòng tin của họ đối với các đồng minh Phương Tây.
Tại các cuộc điện đàm ngày 19 và ngày 27 tháng 6 năm 1943 với Tổng tư lệnh Liên bang Xô viết I. V. Stalin, Thủ tướng Anh Wintson Churchill nói rằng phía Anh đang có trong tay những tài liệu tin cậy về việc Hitler đã phải hoãn kế hoạch tấn công mùa hè năm 1943 tại mặt trận Xô-Đức. Trong khi đó thì đến tháng 6 năm 1943, quân đội Đức gần như đã hoàn tất việc tập trung binh lực cho "Chiến dịch Thành Trì" (tiếng Đức: Untrenchmen Zitadelle, danh xưng này do Adolf Hitler đặt). Tuy nhiên, phía Liên Xô cũng đã có trong tay các tài liệu của mình cho phép nhận định rằng mùa hè năm 1943, quân đội Đức Quốc xã sẽ tổ chức chiến dịch tấn công lớn trên mặt trận Xô-Đức và vị trí của nó không quá khó để xác định. Đó là "Vòng cung Kursk". Hầu như tất cả các tướng lĩnh Liên Xô tại Bộ Tổng tham mưu cũng như các tư lệnh Phương diện quân đều thống nhất nhận định này khi trả lời bức điện của I. V. Stalin ngày 12 tháng 4 năm 1943 chỉ gồm một câu hỏi duy nhất: "Cho biết ý kiến về hướng hoạt động chính của quân Đức trong mùa hè năm 1943".

## Kế hoạch và binh lực của các bên

### Quân đội Đức Quốc xã

Ý đồ tấn công của quân đội Đức Quốc xã tại vùng cung Kursk theo kế hoạch "Citadel" tháng 4 năm 1943, triển khai ngày 4 tháng 7 năm 1943

#### Kế hoạch
Sau các cuộc phản công thắng lợi của Cụm tập đoàn quân Nam (Đức) trong chiến dịch Donets, ngày 21 tháng 3 năm 1943, Bộ Tổng tư lệnh Lục quân Đức Quốc xã (Oberkommando des Heeres - 'OKH) bắt tay vào việc soạn thảo một kế hoạch tấn công giành lại quyền chủ động chiến lược trên mặt trận phía đông. Tuy nhiên, quân đội Đức buộc phải lựa chọn hướng tấn công chính vì lực lượng của họ không còn mạnh như mùa hè năm 1942, khi lục quân Đức Quốc xã và đồng minh của có quân số và số lượng các sư đoàn cao nhất trên mặt trận phía đông. Sau khi xem xét kỹ, các hướng bị loại trừ là Leningrad do điều kiện khí hậu không thuận tiện với một nửa thời gian trong năm là mùa đông. Hướng Moskva cũng bị loại vì người Đức cho rằng binh lực phòng thủ chủ yếu của quân đội Liên Xô tập trung tại đây. Hướng cực Nam cũng không khả quan vì vướng hai con sông lớn là Don và Volga mà quân đội Đức Quốc xã với lực lượng mạnh hơn vào năm 1942 đã không vượt qua được. Về hướng tây nam thì trong lãnh đạo quân sự Đức Quốc xã đã có mâu thuẫn. Günther von Kluge cho rằng với những kết quả đạt được hồi mùa xuân năm 1943, có thể giữ chặt hướng Kharkov và tập trung binh lực đánh vào sườn Bắc của vòng cung Kursk nhưng không nhằm phát triển về phía đông nam mà tấn công lên hướng đông bắc. Trước mắt, dùng cánh trái của Cụm tập đoàn quân Trung tâm và cánh phải của Cụm tập đoàn quân Bắc để kiềm chế quân đội Liên Xô ở phía tây Moskva. Còn mũi tiến công chủ đạo sẽ từ khu vực Oryol, Mtsensk, Bolkhov và Lyudinovo tấn công lên hướng đông bắc và luồn vào Moskva từ phía sau. Binh lực còn lại của Cụm tập đoàn quân Nam cũng sẽ tấn công Kursk nhằm kiềm chế hai phương diện quân Liên Xô tại chỗ lồi này để cánh Bắc rảnh tay hoạt động. Hitler không bác bỏ hoàn toàn kế hoạch này nhưng thấy rằng nếu để cả hai phương diện quân Liên Xô tồn tại phía sau cánh quân xung kích tấn công vào phía nam Moskva sẽ là quá mạo hiểm. Ông cho rằng phải thanh toán chỗ lồi Kursk trước tiên. Erich von Manstein cho rằng với lực lượng hiện có, nên tập trung lực lượng để bảo vệ khu vực Donbass - Kharkov - Nikopol mà theo ông, mất khu vực này đồng nghĩa với việc sẽ mất cả Kiev và đồng nghĩa với thất bại. Erich von Manstein cho rằng với kinh nghiệm sử dụng xe tăng phòng ngự, phản công trong các chiến dịch Kavkaz và Donets, Cụm tập đoàn quân Nam sẽ đánh bại các cuộc tấn công tiếp theo của quân đội Liên Xô. Hitler chê trách Manstein thoái chí và ra lệnh cho ông này phải tham gia soạn thảo kế hoạch cùng với bộ tham mưu của OKH. Cuối cùng, OKH đã chọn vòng cung Kursk để vạch kế hoạch chiến dịch.

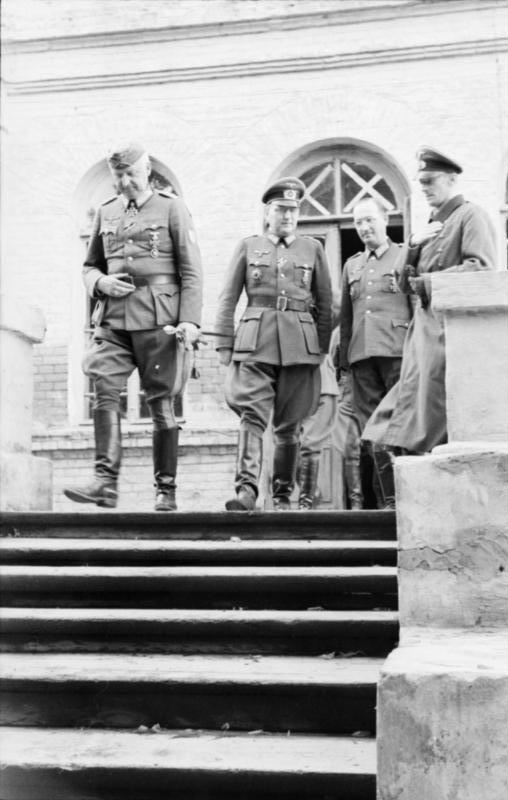
Thống chế Erich von Manstein sau cuộc họp ngày 21 tháng 6 năm 1943 triển khai việc chuẩn bị tấn công của quân đội Đức Quốc xã

Tướng Heinz Guderian, Tổng thanh tra lực lượng xe tăng Đức Quốc xã đã bỏ ra hai ngày 3 và 4 tháng 5 trong thời gian diễn ra Hội nghị các chỉ huy tối cao Đức tại Munich để nghiên cứu các bức không ảnh chụp các tuyến phòng thủ của quân đội Liên Xô tại Kursk và đi đến kết luận rằng cần tập trung tối đa lực lượng xe tăng, thiết giáp để tăng thêm chiều sâu đột phá, nếu người Đức muốn chứng minh cho các đồng minh phương Tây thấy rằng quân đội Đức Quốc xã vẫn còn đủ sức mạnh để đánh bại đối phương.
Ý đồ tấn công của quân đội Đức tại Kursk rất đơn giản. Từ hai hướng Bắc và Nam vòng cung Kursk, tập trung trên các khu vực Oryol và Belgorod các binh đoàn xe tăng mạnh, giáng đòn đột kích đồng tâm từ hai phía vào hợp điểm tại thành phố Kursk, cắt đứt chỗ lồi Kursk, bao vây và tiêu diệt khoảng 8 đến 10 tập đoàn quân Liên Xô đang phòng thủ trong chỗ lồi đó. Bước thứ hai, tiếp tục tấn công về phía đông, hất quân đội Liên Xô trở lại tả ngạn sông Đông, khôi phục lại thế trận ở thượng lưu sông Đông như cuối mùa hè năm 1942. Toàn bộ chiều sâu nhiệm vụ của chiến dịch chỉ có 50 km ở hướng Bắc và 85 km ở hướng Nam. Ở thời điểm những năm 1940 - 1942, các binh đoàn xe tăng Đức có thể vượt qua khoảng cách này chỉ trong vòng từ 1 đến 2 ngày. Trong trận này, quân Đức áp dụng chiến thuật ưa thích của họ trong suốt chiến tranh là chiến thuật gọng kìm (tiếng Đức: Kesselschlacht, nghĩa là "chiến thuật cái chảo") theo hình mẫu của trận Cannae kết hợp cùng với chiến thuật chiến tranh chớp nhoáng nhằm khai thác tối đa hiệu quả. Tuy nhiên, lúc đó, quân Đức đã không nắm trong tay một lợi thế quan trọng bậc nhất của chiến thuật này: tính bất ngờ. Thật vậy, Hồng quân Xô Viết đã nhanh chóng nhận ra rằng Kursk hiển nhiên là mục tiêu kế tiếp của phát xít Đức. Tuy đồng thuận về khía cạnh quân sự thuần túy nhưng một số tướng lĩnh Đức đã nghi ngờ về sự cần thiết của chiến dịch này. Một điều đáng ngạc nhiên là người cật vấn Hitler nhiều nhất lại là tướng Heinz Guderian, Tổng thanh tra các lực lượng xe tăng Đức. Ngày 8 tháng 5, Guderian nói với Hitler:
| “ | Có thật là chúng ta cần phải tấn công Kursk và tập trung vào mặt trận phía đông trong năm nay? Liệu trên thế giới này có ai biết Kursk nằm ở chỗ nào? Cả cái thế giới này chả cần quan tâm việc chúng ta có lấy được Kursk hay không. Thế thì lý do gì mà chúng ta cần phải tấn công ở Kursk, và hơn nữa, tấn công trên toàn Mặt trận phía đông trong năm nay? | ” |

Hitler đã có một câu trả lời càng đáng ngạc nhiên hơn:
| “               | Tôi hiểu chứ. Chính những điều này đã khiến tôi rất sốt ruột. | ” |
| — Adolf Hitler, |                                                               |   |

Tuy nhiên, nền công nghiệp quốc phòng của nước Đức Quốc xã dù đã đẩy sản lượng hàng tháng lên đến lên đến 1.955 chiếc vẫn chưa đủ xe tăng để cung cấp cho mặt trận. Ngày 10 tháng 5, Hitler ra lệnh hoãn triển khai tấn công cho đến khi loại bỏ 250 xe tăng cũ kiểu Pz-III và phải thay thế ngay bằng 324 chiếc Tiger-I. Mặt khác, việc vận chuyển xe tăng ra mặt trận bị chậm do các tuyến đường sắt vốn đã quá tải còn bị các đội du kích Liên Xô liên tục đánh phá đã khiến Bộ Chỉ huy tối cao quân đội Đức Quốc xã lần thứ hai phải hủy bỏ thời điểm mở chiến dịch trong khoảng từ ngày 19 đến 26 tháng 5. Bình luận về việc hoãn đi hoãn lại thời điểm tấn công của quân đội Đức Quốc xã, thống chế Erich von Manstein đã gọi đó là "sự do dự chết người". Mãi đến ngày 3 tháng 7, Adolf Hitler mới phát đi bản nhật lệnh số 6:
| “               | Tôi ra lệnh, trong điều kiện thời tiết mấy ngày tới cho phép, sẽ tiến một trận tấn công lớn đầu tiên trong năm nay vào quân Nga. Các bạn sắp tham gia vào các cuộc tấn công mà kết quả của nó sẽ có tác động quyết định đối với cuộc chiến tranh này. Hơn bao giờ hết, chiến thắng của các bạn sẽ làm cho cả thế giới phải tin rằng, cuối cùng, mọi sự chống cự lại quân đội Đức Quốc xã đều là uổng công. | ” |
| — Adolf Hitler, | |   |

#### Binh lực
OKH huy động cả hai cụm tập đoàn quân Trung tâm và Nam tham gia trận Kursk. Cánh phải của Cụm tập đoàn quân Trung tâm ở phía bắc được tăng cường những lực lượng của Tập đoàn quân 9 mới rút khỏi chỗ lồi Rzhev - Vyazma. Cánh trái của Cụm tập đoàn quân Nam tấn công ở phía nam Kursk, chỉ để lại Tập đoàn quân xe tăng 1 và Cụm tác chiến Hollidt giữ sườn phía nam đến Biển Đen.
- Cụm tập đoàn quân Trung tâm do thống chế Günther von Kluge chỉ huy, sử dụng 2 tập đoàn quân tham gia chiến dịch. Trang bị vũ khí đột kích cơ bản gồm 590 xe tăng và 424 pháo tự hành:[4][5][6]

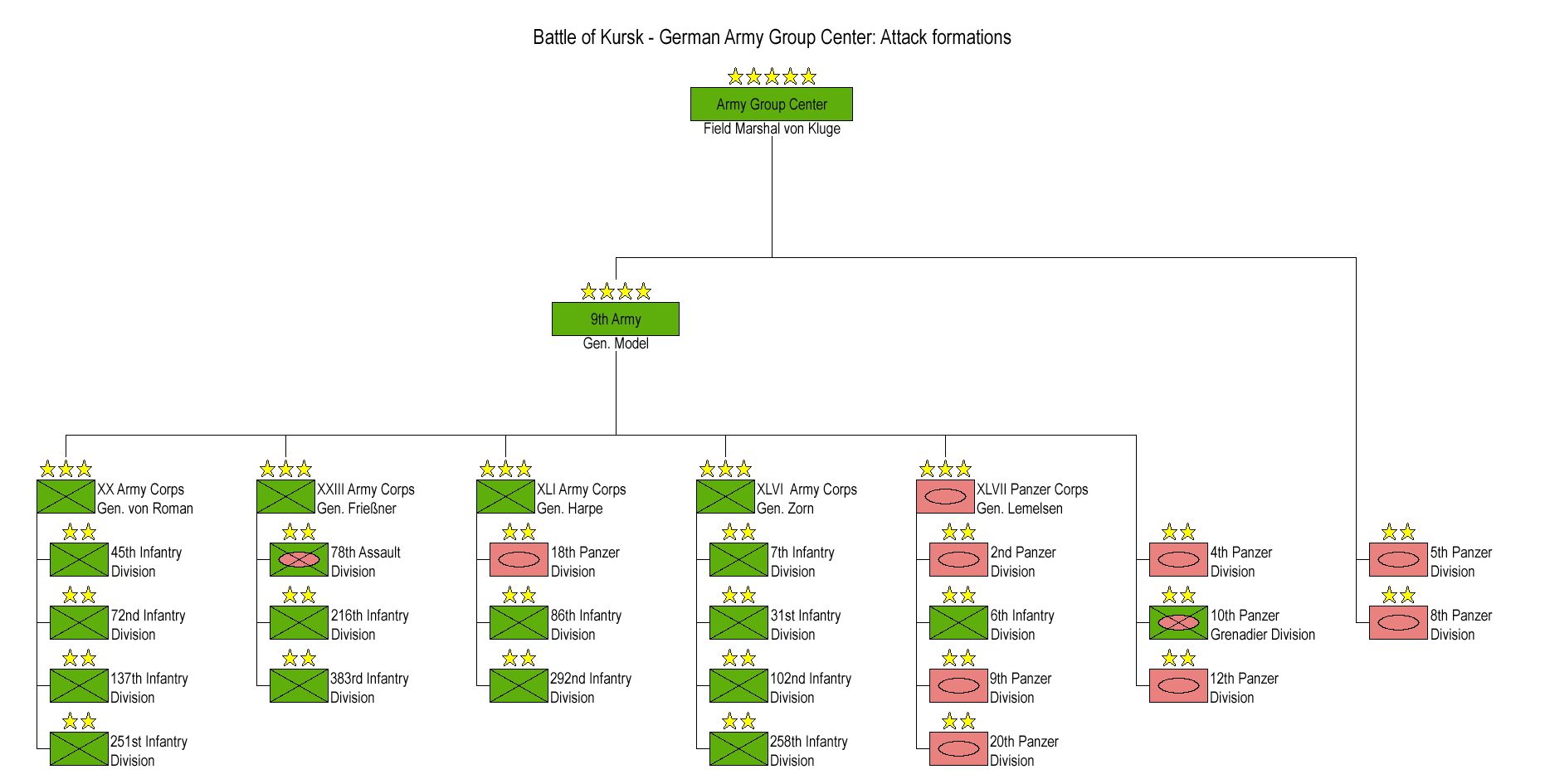
Binh lực của Quân đội Đức Quốc xã trên phía Bắc Vòng cung Kursk

- - Tập đoàn quân xe tăng 2 do các tướng Heinrich Clößner và Walter Model (từ 15 tháng 7) chỉ huy, sở chỉ huy tập đoàn quân đóng tại Oryol; trong biên chế có:
    - Quân đoàn xe tăng 41 của tướng Helmuth Weidling gồm các sư đoàn xe tăng 2 và 18, các sư đoàn bộ binh 86 và 292.
    - Quân đoàn xe tăng 46 của tướng Hans Zorn và Hans Gollnick (từ tháng 8 năm 1943) chỉ huy, gồm các sư đoàn xe tăng 4 và 12, các sư đoàn bộ binh 7 và 258.
    - Quân đoàn xe tăng 47 của tướng Joachim Lemelsen gồm các sư đoàn xe tăng 9 và 20, các sư đoàn bộ binh 6 và 78.
    - Quân đoàn bộ binh 53 của tướng Friedrich Gollwitzer gồm các sư đoàn bộ binh 208, 211 và 293.
    - Quân đoàn bộ binh 55 (quân đoàn Pilau) của tướng Erich Jaschke gồm các sư đoàn bộ binh 110, 134, 296 và 339.

  - Tập đoàn quân 9 do các tướng Walter Model và Josef Harpe (từ 15 tháng 7) chỉ huy; sở chỉ huy tập đoàn quân đóng tại Nikolskoye; trong biên chế có:
    - Quân đoàn xe tăng 56 của tướng Friedrich Hoßbach gồm các sư đoàn xe tăng 5, 25, các sư đoàn bộ binh 14 và 131.
    - Quân đoàn bộ binh 23 của tướng Johannes Frießner gồm các sư đoàn bộ binh 76, 216, 383 và sư đoàn cơ giới 10.
    - Quân đoàn bộ binh 35 của các tướng Lothar Rendulic và Friedrich Wiese (từ ngày 5 tháng 8) gồm các sư đoàn bộ binh 34, 56, 262 và 299.

  - Tập đoàn quân 2 do tướng Walter Weiss chỉ huy; sở chỉ huy Tập đoàn quân đóng tại Konotop; có nhiệm vụ kiềm chế chính diện phía tây của các Phương diện quân Trung tâm và Voronezh; trong biên chế có:
    - Quân đoàn bộ binh 7 của tướng Ernst-Eberhard Hell gồm các sư đoàn bộ binh 26, 75 và 68.
    - Quân đoàn bộ binh 13 của tướng Friedrich Siebert gồm các sư đoàn bộ binh 82, 327 và 340.
    - Quân đoàn bộ binh 20 của tướng Rudolf Freiherr von Roman gồm các sư đoàn bộ binh 45, 137 và 251.

  - Tập đoàn quân không quân 6 của tướng Robert Ritta von Greim có khoảng 1.200 máy bay phối thuộc Cụm tập đoàn quân Trung tâm.
  - Trực thuộc Cụm tập đoàn quân có các sư đoàn bộ binh 102, 208 và sư đoàn kỵ binh 8 SS.
- Cụm tập đoàn quân Nam do thống chế Erich von Manstein chỉ huy, sử dụng Tập đoàn quân xe tăng 4 và Cụm tác chiến Kemf tham gia chiến dịch. Trang bị vũ khí đột kích cơ bản có 1.269 xe tăng và 245 pháo tự hành:[4][5][6]

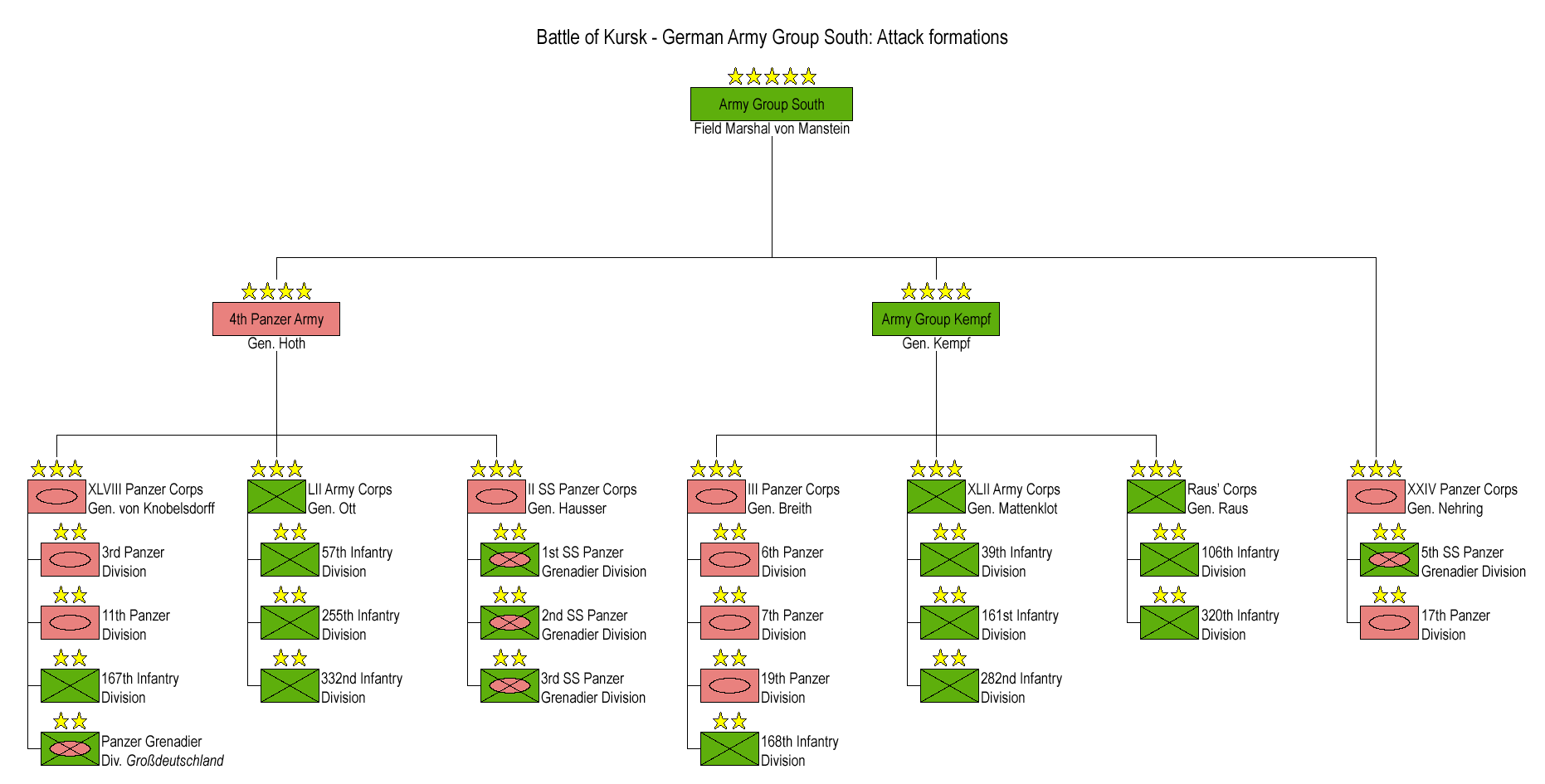
Binh lực quân đội Đức Quốc xã ở phía Nam vòng cung Kursk

- - Tập đoàn quân xe tăng 4 do tướng Hermann Hoth chỉ huy, sở chỉ huy đóng tại Bogodukhov, trong biên chế có:
    - Quân đoàn xe tăng 2 SS của tướng Paul Hausser gồm các sư đoàn xe tăng 1 SS ("Adolf Hitler"), 2 SS ("Das Reich"), 3 SS("Totenkopf") và sư đoàn bộ binh 167.
    - Quân đoàn xe tăng 48 của các tướng Dietrich von Choltitz và Otto von Knobelsdorff (từ tháng 8 năm 1943) gồm các sư đoàn xe tăng 3, 11, sư đoàn cơ giới "Großdeutschland" và sư đoàn bộ binh 176.
    - Quân đoàn bộ binh 52 (quân đoàn Hannover) của tướng Eugen Ott gồm các sư đoàn bộ binh 57, 112, 255 và 332.
    - Quân đoàn cơ giới 57 (nguyên là quân đoàn xe tăng 57) của tướng Friedrich Kirchner, gồm sư đoàn xe tăng 17, các sư đoàn bộ binh 15 và 328.

  - Cụm tác chiến Kemf của tướng Werner Kempf, sở chỉ huy đặt tại Kharkov, trong biên chế có:
    - Quân đoàn xe tăng 3 của tướng Hermann Breith gồm các sư đoàn xe tăng 6, 7, 19 và sư đoàn bộ binh 168.
    - Quân đoàn "Raus" (nguyên là Quân đoàn bộ binh 11) của tướng Erhard Raus gồm các sư đoàn bộ binh 106 và 320.
    - Quân đoàn bộ binh 42 của tướng Franz Mattenklott gồm sư đoàn xe tăng 13, các sư đoàn bộ binh 153, 355 và 381.

  - Tập đoàn quân không quân 4 của tướng Wolfram von Richthofen phối thuộc Cụm tập đoàn quân Nam có khoảng 1.000 máy bay.

Tổng số binh lực mà lục quân, không quân Đức huy động cho "Kế hoạch Thành Trì" có mật độ chưa từng có kể từ ngày đầu cuộc Chiến tranh Xô-Đức. Trên một địa đoạn chỉ 600 km phía trước và hai bên vòng cung Kursk (chiếm không quá 14% tổng độ dài mặt trận Xô-Đức), Quân đội Đức Quốc xã đã tập trung 950.000 quân, 2.078 xe tăng và 850 pháo tự hành (tổng cộng 2.928 xe), 9.467 pháo (không kể pháo dưới 45 mm), hơn 2.200 máy bay chiếm 17% số sư đoàn bộ binh, 70% số sư đoàn xe tăng, 30% số sư đoàn cơ giới và 60% số máy bay của Đức trên mặt trận phía đông.
Về chất lượng vũ khí, Đức đưa ra một loạt vũ khí mới để tung vào chiến dịch này. Trong số 2.928 xe tăng và pháo tự hành, chỉ có 108 chiếc Panzer II là loại hạng nhẹ (dùng để trinh sát), 2.820 xe tăng và pháo tự hành còn lại của Đức đều là các loại hạng trung hoặc hạng nặng. Các xe tăng hạng trung Panzer IV và pháo tự hành StuG-3 đã được nâng cấp để trang bị pháo 75mm L/48, có thể đối đầu hiệu quả với xe tăng T-34 của Liên Xô. Trên hết, Hitler đặc biệt kỳ vọng vào hai loại xe tăng hạng nặng kiểu mới Tiger I (Con Cọp), Panther (Con Báo), và pháo tự hành hạng nặng Elefant (Con Voi). Đức đã huy động tổn cộng 259 chiếc Panther, 211 chiếc Tiger I và 90 chiếc Elefant cho chiến dịch (tổng cộng 560 chiếc). Đây là các loại xe hạng nặng có hỏa lực mạnh và vỏ giáp dày hơn hẳn đối thủ hạng trung T-34 của Liên Xô, qua đó sẽ giành lại ưu thế cho lực lượng thiết giáp Đức. Giáp trước của các loại xe này cũng được chế tạo đủ dày để chống chọi tốt với loại pháo chống tăng 76mm của Liên Xô nhằm tăng thêm khả năng đột phá, chọc thủng phòng tuyến của đối phương. Tất nhiên, để có được những ưu thế công nghệ, các loại xe hạng nặng này phải đánh đổi bằng chi phí sản xuất đắt đỏ, không dễ để chế tạo thay thế nếu bị tổn thất với số lượng lớn.

### Quân đội Liên Xô

#### Kế hoạch

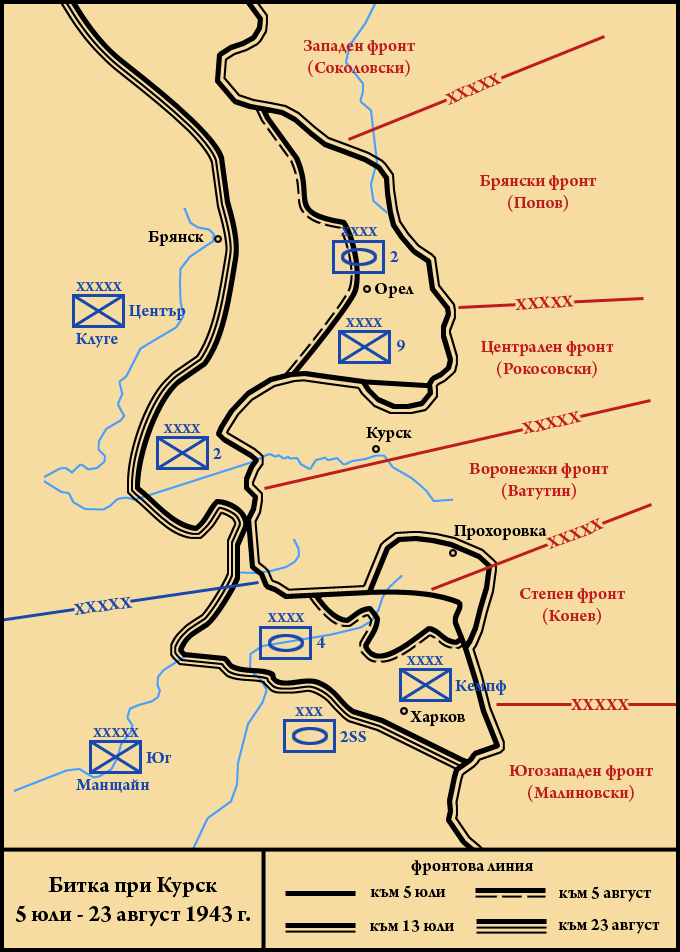
Sơ đồ bố trí binh lực hai bên trong trận Kursk

Những thông tin đầu tiên về một kế hoạch tấn công có tên là "Thành Trì" (Zitadelle) đã được một nhóm tính báo Xô Viết mật danh "Dora" do sĩ quan GPU Radó Sándor (người Hungari) thu nhận được. Thông qua nhân viên tình báo Liên Xô có bí danh Rudolf Rössler hoạt động tại Thụy Sĩ, những tin tức này được chuyển đến Đại bản doanh Bộ Tổng tư lệnh tối cao Liên Xô ngày 18 tháng 3 năm 1943, khi Bộ Tổng tư lệnh Lục quân Đức mới chỉ hình thành ý đồ của kế hoạch này. Dựa vào các tin tức ban đầu và tin tức phối kiểm, ngày 8 tháng 4 năm 1943, nguyên soái G. K. Zhukov báo cáo với Tổng tư lệnh tối cao Stalin:
| “               | Tình hình ở khu vực giữa mặt trận Xô-Đức cho thấy kẻ thù sẽ cố gắng để cắt đứt "chỗ lồi" Kursk, bao vây và tiêu diệt các lực lượng quân đội Liên Xô thuộc Phương diện quân Trung tâm và Phương diện quân Voronezh đang bố trí tại đây. Hiện tại, cả hai phương diện quân mới có 15 sư đoàn xe tăng, trong khi quân Đức tại hướng Belgorod - Kharkov đã tập trung tới 17 sư đoàn xe tăng, phần lớn thuộc các loại xe tăng mới như Tiger I, Panther cải tiến, Jagdpanzer IV và một số pháo chống tăng tự hành Marder II, Marder III. | ” |
| — Konstantinov. | |   |

Ban đầu, I. V. Stalin chưa tin vào kết luận của Zhukov. Tuy nhiên, từ ngày 12 đến ngày 15 tháng 4, khi I. V. Stalin điện hỏi ý kiến của tất cả các tư lệnh phương diện quân và các sĩ quan cao cấp của Bộ Tổng tham mưu thì đều nhận được câu trả lời thống nhất: Đó là Kursk. Từ cuối tháng 4 năm 1943 đến đầu tháng 6 năm 1943, quân đội Liên Xô bắt đầu xây dựng ba tuyến phòng thủ tại khu vực Oryol - Lgov - Kursk - Oboyan - Vovchansk - Elets - Stary Oskol - Novo Oskol và Voronezh dài trên 600 km, sâu gần 300 km. Tại chỗ lồi Kursk bố trí 3 lớp phòng thủ tuyến ngoài, chạy gần như song song với tuyến mặt trận, lần lượt cách tuyến đầu 5 đến 8 km, 15 đến 25 km và 30 đến 35 km với ba trung tâm vững chắc là Lgovsk, Kursk và Shchigry. Tuyến thứ hai gần như song song với kinh tuyến 38o Đông, gồm hai lớp phòng thủ. Lớp thứ nhất chạy dọc theo sông Tim từ Khomutovo qua Livny, Evlanovo, Cheremisinovo, Tim, Gushino (Kuskino), Novy Oskol. Lớp thứ hai tách ra từ Livny dọc theo sông Kshyon đến phía tây Stary Oskol, nối lại với lớp thứ nhất ở Gubkin. Cuối cùng là tuyến phòng thủ quốc gia chạy dọc theo sông Đông, trùng với tuyến phòng thủ của quân đội Liên Xô trước ngày 1 tháng 1 năm 1943.
Từ tháng 3 đến tháng 6 năm 1943, quân đội Liên Xô chuẩn bị kỹ lưỡng cho chiến dịch. Đã có hai lần, các mặt trận nhận được "báo động khẩn cấp". Lần thứ nhất, tình báo Liên Xô cho biết cuộc tấn công sẽ bắt đầu trong khoảng từ ngày 10 đến ngày 12 tháng 5 nhưng nó đã không diễn ra. Lần thứ hai, các tin tình báo lại cho biết quân Đức sẽ chuyển sang tấn công vào khoảng từ ngày 19 đến 26 tháng 5 nhưng quân Đức vẫn án binh bất động. Trong thời gian chờ đợi đó, một số tư lệnh phương diện quân như K. K. Rokossovsky, Popov đề nghị nên tranh thủ thời gian quân Đức còn đang chuẩn bị để ra đòn tấn công chặn trước đối phương. Trái với các ý kiến đó, các lãnh đạo chủ chốt của Đại bản doanh Bộ Tổng tư lệnh tối cao Liên Xô đều thấy tốt nhất là nên mở chiến dịch phòng ngự, đánh tiêu hao các tập đoàn quân xe tăng Đức trên các tuyến phòng thủ. Sau khi cuộc tấn công của quân Đức suy yếu và buộc phải dừng lại thì lúc đó, với lực lượng dự bị dồi dào trong tay, quân đội Liên Xô sẽ ngay lập tức mở tiếp cuộc phản công mà không cần có thời gian tạm dừng chiến dịch.

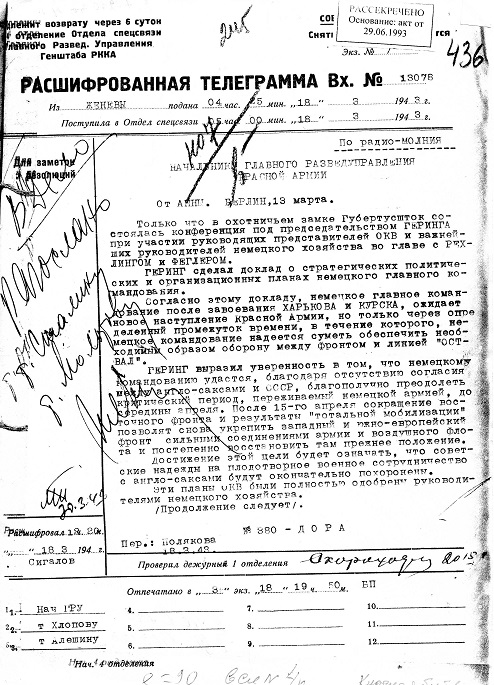
Bức điện báo những thông tin đầu tiên về "Kế hoạch Thành trì" của Đức Quốc xã do nhóm tình báo "Dora" thu thập được và báo cáo về Đại bản doanh qua đường dây Thụy Sĩ

Một điều hài hước là quân Đức đã trì hoãn ngày tấn công để tăng cường thêm binh lực, nhưng chính việc này lại giúp cho Hồng quân có thêm ba tháng quý báu để chuẩn bị kỹ lưỡng cho trận đại chiến, và kết quả vòng cung Kursk trở thành một trong những khu vực được bố phòng dày đặc nhất trong lịch sử chiến tranh. Phương diện quân Trung tâm và Phương diện quân Voronezh sẽ là hai đơn vị đối mặt với các mũi tấn công của phát xít Đức. Với những lực lượng dự bị mới được xây dựng lên đến 10 tập đoàn quân. Đại bản doanh Bộ Tổng tư lệnh tối cao Liên Xô đã xây dựng cả một Phương diện quân dự bị mới (từ ngày 9 tháng 7 đổi thành Phương diện quân Thảo nguyên) và bố trí nó trên tuyến phòng thủ chiến lược quốc gia dài trên 300 km, cách vòng cung Kursk từ 150 đến 300 km về phía đông là các đơn vị dự bị chiến lược. Ngoài ra, hơn một triệu quả mìn đã được binh sĩ và nhân dân Liên Xô chôn dày đặc trên tổng chiều dài các chiến hào phòng thủ lên đến 5.000 km. Tổng cộng số quân Liên Xô tham chiến là 1,3 triệu người, 3.600 xe tăng, 20.000 pháo cối và 2.792 máy bay, chiếm 26% quân số và số lượng pháo cối, 35% số máy bay và 46% số xe tăng thiết giáp của Hồng quân Xô Viết.
Công tác hậu cần cũng được chú trọng chuẩn bị hơn rất nhiều so với các chiến dịch trước đó. Mỗi sư đoàn Liên Xô đều được biên chế một tiểu đoàn quân y với hai bệnh viện dã chiến và hàng chục trạm phẫu thuật. Đạn dược các loại được tích lũy từ 10 đến 15 cơ số. Riêng đạn lựu pháo và đạn pháo tăng đạt 18 cơ số. Xăng dầu cho các đơn vị xe tăng được đảm bảo 20 cơ số. Đến thời điểm trước tháng 7 năm 1943, quân đội Liên Xô đã có ưu thế chung trên toàn mặt trận Xô-Đức so với quân đội Đức Quốc xã. Riêng tại khu vực vòng cung Kursk, quân đội Liên Xô cũng đã có ưu thế 1,4:1 về người; 1,9:1 về pháo và súng cối; 1,3:1 về xe tăng và 1,6:1 về máy bay. Mật độ pháo chống tăng của quân đội Liên Xô trên các tuyến cũng cao hơn bất kỳ chiến dịch phòng thủ nào trước đó. Ở Ponyri trên hướng Oryol - Kursk, một quân đoàn pháo binh lấy từ lực lượng dự bị của Đại bản doanh đã được triển khai gồm hơn 700 khẩu, đạt mật độ 92 khẩu pháo chống tăng trên 1 km chính diện. Ở hướng Belgorod - Kursk mật độ này cũng đạt 30 khẩu pháo chống tăng trên 1 km chính diện. Về xe tăng, ngoài xe tăng hạng trung T-34 được sử dụng phổ biến, mỗi quân đoàn xe tăng Liên Xô đều có từ 1 đến 2 tiểu đoàn được trang bị xe tăng hạng nặng IS-1 có tính năng không thua kém xe tăng Tiger I của Đức. Không quân Liên Xô có loại máy bay cường kích IL-2 hoạt động ở tầm thấp (dưới 100 m) chuyên dùng để diệt xe tăng. Không quân Đức Quốc xã không có vũ khí tương đương. Tất cả những yếu tố đó đã làm cho Đại bản doanh Bộ Tổng tư lệnh tối cao Liên Xô tự tin hạ quyết tâm mở chiến dịch phòng thủ - phản công.

#### Binh lực

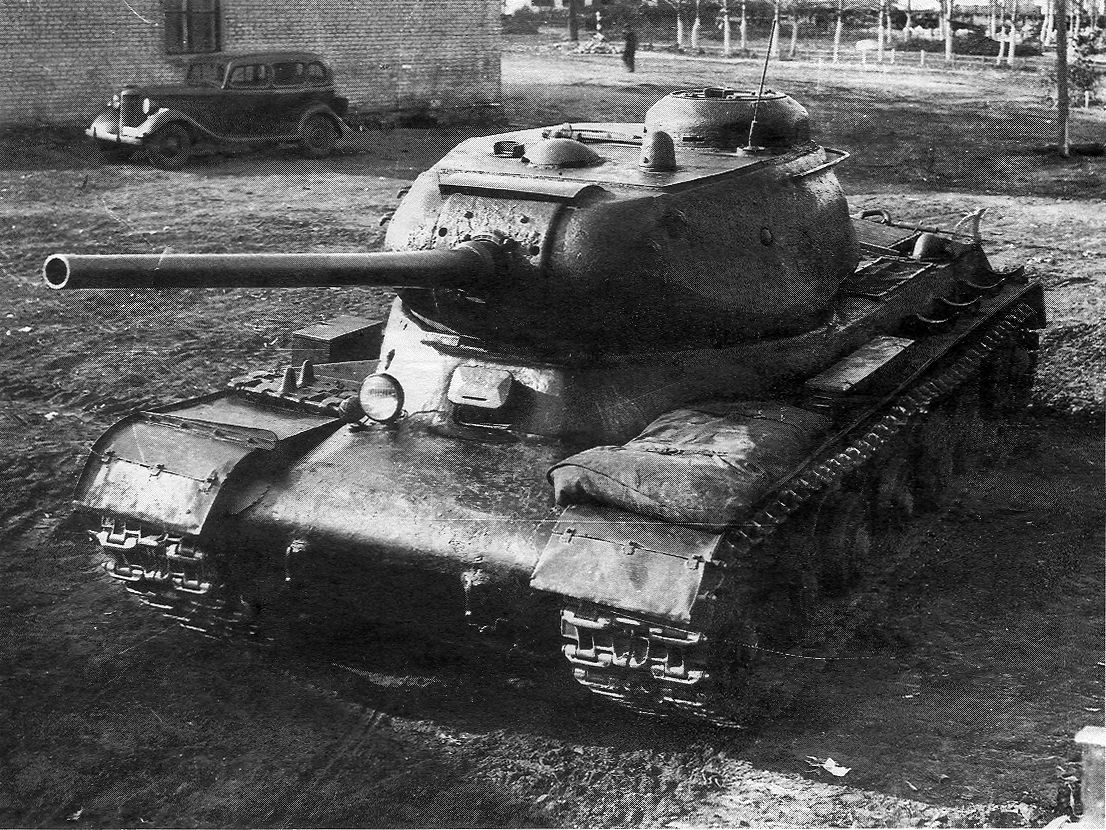
Xe tăng hạng nặng IS-1, vũ khí mới của Liên Xô trong trận Kursk

Trong tổng số năm Phương diện quân Liên Xô có mặt tại miền trung nước Nga năm 1943 và tham gia trận Kursk, hai phương diện quân Trung tâm và Voronezh giữ vai trò chính trong giai đoạn phòng ngự. Các đơn vị cánh trái của Phương diện quân Bryansk và cánh phải của Phương diện quân tây nam cùng toàn bộ Phương diện quân Thảo nguyên tham gia vào giai đoạn phản công.
- Phương diện quân Trung Tâm do thượng tướng Konstantin Konstantinovich Rokossovsky làm tư lệnh, sở chỉ huy đặt tại Vorobievka, trong biên chế có:
  - Tập đoàn quân xe tăng 2 của tướng Aleksey Grigoryevich Rodin, gồm các quân đoàn xe tăng 3, 16 và 19, các lữ đoàn bộ binh 16 và 115.
  - Tập đoàn quân 13 của tướng Nikolay Pavlovich Pukhov, gồm Quân đoàn bộ binh 29 (các sư đoàn 8, 74, 143) các sư đoàn bộ binh 15, 132, 148, 307, lữ đoàn xe tăng 2, các lữ đoàn bộ binh 118 và 129.
  - Tập đoàn quân 48 của tướng Prokofy Logvinovich Romanenko, gồm Quân đoàn bộ binh cận vệ 17 (sư đoàn bộ binh cận vệ 6 và các sư đoàn bộ binh 41, 81), các sư đoàn bộ binh 73, 211, 280 và lữ đoàn xe tăng 202.
  - Tập đoàn quân 60 của tướng Ivan Danilovich Chernyakhovsky, gồm các sư đoàn bộ binh 100, 121, 206, 232 và 303, các lữ đoàn bộ binh 8, 14 và 16, các lữ đoàn xe tăng 14 và 180.
  - Tập đoàn quân 65 của tướng Pavel Ivanovich Batov, gồm Quân đoàn xe tăng 9, sư đoàn bộ binh cận vệ 27, các sư đoàn bộ binh 23, 24, 173, 214, 233 và 304.
  - Tập đoàn quân 70 của tướng I. B. Galanin, gồm các sư đoàn bộ binh 102, 106, 140, 162, 175, 181 và lữ đoàn xe tăng 27.
  - Tập đoàn quân không quân 16 của tướng Sergey Ignatevich Rudenko gồm sư đoàn tiêm kích 2 (gồm các trung đoàn 223, 285), các sư đoàn cường kích 220 và 283 sư đoàn ném bom 228, sư đoàn ném bom ban đêm 271 và sư đoàn vận tải 16.
  - Số lượng xe tăng được trang bị: 135 xe T-60, 239 xe T-70, 841 xe T-34, 85 xe M3 Lee, 9 xe M3 Stuart, 38 xe M4 Sherman, 19 xe Valentine/Matilda, 75 xe KV-1. Số pháo tự hành được trang bị: 44 xe SU-76, 47 xe SU-122 và 24 xe SU-152.
- Phương diện quân Voronezh do đại tướng Nikolai Fyodorovich Vatutin làm tư lệnh, sở chỉ huy đặt tại Vobryshevo (cách Oboyan 20 km về phía đông), trong biên chế có:

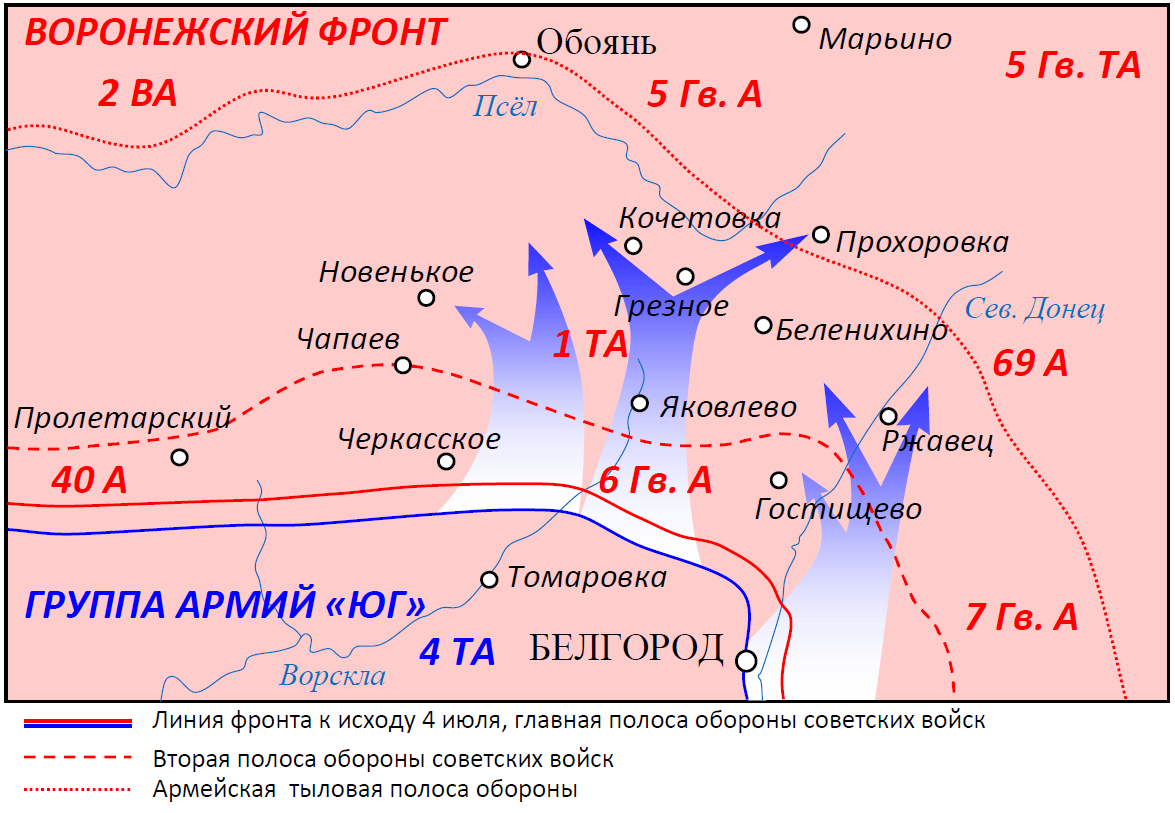
Bố trí binh lực phòng thủ của Quân đội Liên Xô ở phía Nam Vòng cung Kursk

- - Tập đoàn Xe tăng 1 của tướng Mikhail Yefimovich Katukov gồm Quân đoàn xe tăng cận vệ 5, các quân đoàn xe tăng 6, 31 và quân đoàn cơ giới 3.
  - Tập đoàn quân cận vệ 6 của tướng Ivan Mikhailovich Chistyakov gồm các quân đoàn bộ binh cận vệ 22, 23.
  - Tập đoàn quân cận vệ 7 của tướng M. S. Sumilov gồm các quân đoàn bộ binh cận vệ 24 và 25.
  - Tập đoàn quân 38 của tướng Nikandr Evlampievich Chibisov gồm các sư đoàn bộ binh 167, 181, 204, 232, 240, 340 và lữ đoàn xe tăng 192.
  - Tập đoàn quân 40 của tướng Kirill Semyonovich Moskalenko gồm các sư đoàn bộ binh 161, 184, 206, 219, 237, 309 và lữ đoàn xe tăng 86.
  - Tập đoàn quân 69 của tướng Vasily Dmitryevich Kryuchenkin gồm Quân đoàn xe tăng cận vệ 2, các sư đoàn bộ binh 31, 183, 390, 270, các sư đoàn đổ bộ đường không 1 và 37, Lữ đoàn pháo chống tăng 173.
  - Quân đoàn bộ binh cận vệ 35.
  - Tập đoàn quân không quân 2 của tướng Stepan Akimovich Krasovsky gồm các sư đoàn tiêm kích 5 và 10, sư đoàn cường kích 202, 208, các sư đoàn ném bom 227 và 291, các sư đoàn ném bom ban đêm 372 và 385, các sư đoàn trinh sát, liên lạc 50 và 66.
- Phương diện quân Thảo nguyên do đại tướng Ivan Stepanovich Konev làm tư lệnh, sở chỉ huy đóng tại Voronezh, trong biên chế có:
  - Tập đoàn quân xe tăng cận vệ 5 của tướng Pavel Alekseyevich Rotmistrov gồm các quân đoàn xe tăng cận vệ 18, 29, quân đoàn xe tăng 10 và quân đoàn cơ giới cận vệ 5.
  - Tập đoàn quân cận vệ 5 của tướng Aleksey Semenovich Zhadov gồm Quân đoàn xe tăng 2 và các quân đoàn bộ binh cận vệ 32, 33.
  - Tập đoàn quân 27 của tướng Sergey Georgievich Trofimenko gồm Quân đoàn kỵ binh cận vệ 3, Quân đoàn bộ binh 47 (gồm các sư đoàn 38, 136, 180) và các sư đoàn bộ binh độc lập 206, 309, 337.
  - Tập đoàn quân 46 của tướng V. V. Glagolyev gồm Quân đoàn xe tăng cận vệ 4, Quân đoàn bộ binh cận vệ 6 (Sư đoàn bộ binh cận vệ 20, các sư đoàn bộ binh 152, 353) và Quân đoàn bộ binh 34 (các sư đoàn bộ binh 195, 236, 394).
  - Tập đoàn quân 53 của tướng Ivan Mefodyevich Managarov gồm Quân đoàn kỵ binh cận vệ 7, Quân đoàn bộ binh 48 (Sư đoàn bộ binh cận vệ 14, các sư đoàn bộ binh 252, 299), Quân đoàn bộ binh 75 (các sư đoàn bộ binh 116, 213, 233) và các lữ đoàn bộ binh 63, 122.
  - Quân đoàn cơ giới cận vệ 1 của tướng I. N. Rusyanov.
  - Quân đoàn kỵ binh cận vệ 5 của tướng Aleksey Gordeyevich Selivanov gồm các sư đoàn kỵ binh Cossack Sông Đông 11, 12 và sư đoàn bộ binh 63.
  - Tập đoàn quân không quân 5 của tướng Sergey Kondratyevich Goryunov gồm Sư đoàn tiêm kích cận vệ 1, sư đoàn tiêm kích 293; các sư đoàn cường kích 203, 205 và 266; các sư đoàn ném bom ban ngày 292 và 294; các sư đoàn ném bom ban đêm 302, 304, 312; các sư đoàn ném bom tầm xa 511, 714; sư đoàn vận tải 18; trung đoàn trinh sát 85; các trung đoàn phòng không 1001, 1561 và 1562.
  - Số lượng xe tăng được trang bị: 46 xe T-60, 308 xe T-70, 1.012 xe T-34, 65 xe M3 Lee, 68 xe M3 Stuart, 21 xe Valentine Mk-II, 18 xe Matilda Mk-III, 42 xe Churchill Mk-IV, 23 xe KV-1. Số pháo tự hành được trang bị: 18 xe SU-76, 24 xe SU-122 và 12 xe SU-152.
- Phương diện quân Bryansk do tướng Markian Mikhailovich Popov chỉ huy tham gia giai đoạn phản công, trong biên chế có:
  - Tập đoàn quân 3 của tướng Aleksandr Vasilyevich Gorbatov gồm các quân đoàn bộ binh 25, 41 và 42.
  - Tập đoàn quân 61 của tướng Pavel Alekseyevich Belov gồm Quân đoàn bộ binh cận vệ 9, Quân đoàn kỵ binh cận vệ 2 và Quân đoàn bộ binh 89.
  - Tập đoàn quân 63 của tướng B. I. Morozov gồm các quân đoàn bộ binh 35, 40 và 53.
  - Tập đoàn quân xe tăng cận vệ 3 của tướng Pavel Semyonovich Rybalko gồm các quân đoàn xe tăng cận vệ 6, 7, Quân đoàn cơ giới cận vệ 7 và Lữ đoàn xe tăng 91.
  - Tập đoàn quân không quân 15 của tướng N. F Naumenko gồm sư đoàn tiêm kích 225; các sư đoàn cường kích 284, 286; sư đoàn trinh sát, vận tải 32; sư đoàn ném bom 778; các sư đoàn ném bom tầm xa 876, 877, 879.
- Phương diện quân Tây Nam do thượng tướng Rodion Yakovlevich Malinovsky làm tư lệnh, sử dụng cánh phải tham gia giai đoạn phản công gồm có:
  - Tập đoàn quân 57 của tướng N. A. Gagen gồm các sư đoàn bộ binh cận vệ 14, 48 và 56; các sư đoàn bộ binh 19, 52 và 303; sư đoàn pháo chống tăng 1; sư đoàn pháo 179 và lữ đoàn xe tăng 173.
- Phương diện quân Tây do thượng tướng Vasily Danilovich Sokolovsky làm tư lệnh, sử dụng cánh trái tham gia giai đoạn phản công gồm có:
  - Tập đoàn quân cận vệ 11 của tướng I. Kh. Bagramian gồm các quân đoàn bộ binh cận vệ 8, 16 và 36.
  - Tập đoàn quân 50 của tướng Ivan Vasilievich Boldin gồm quân đoàn bộ binh 46 (các sư đoàn 238, 369, 380), các sư đoàn bộ binh 108, 110, 324, 413, Lữ đoàn xe tăng 233, các lữ đoàn cơ giới 21 và 43.
  - Tập đoàn quân xe tăng 4 của tướng Vasily Mikhailovich Badanov gồm các quân đoàn xe tăng 11, 30 và Quân đoàn cơ giới cận vệ 6.

Tổng số lượng xe chiến đấu được Liên Xô huy động là 4.938 chiếc, trong đó có 4.679 xe tăng và 259 pháo tự hành Tuy có số lượng gần gấp đôi quân Đức nhưng xe của Liên Xô chủ yếu ở hạng nhẹ hơn, cụ thể:
- Trên 30% số xe tăng và pháo tự hành của Liên Xô (tức khoảng 1.500 xe) là các loại hạng nhẹ như T-60, T-70... Các xe này có hỏa lực yếu và giáp mỏng, gần như không có khả năng chống lại xe tăng hạng trung của Đức nên thường chỉ dùng để trinh sát.
- Khoảng 65% số xe tăng và pháo tự hành của Liên Xô (tức khoảng 3.200 xe) là các loại hạng trung. Trong số này, khoảng 2.800 xe là T-34 và pháo tự hành SU-76, các loại xe này có thể chiến đấu tốt với xe tăng hạng trung như Panzer III và Panzer IV, nhưng vẫn bị xe tăng hạng nặng kiểu mới của Đức như Panther, Tiger I vượt trội hoàn toàn về hỏa lực và vỏ giáp. 400 xe hạng trung còn lại là những loại được Mỹ, Anh viện trợ như M3 Lee, M3 Stuart, Valentine Mk-II, Churchill Mk-IV... nhưng nhìn chung những loại tăng này có hoả lực và vỏ giáp kém hơn T-34 và Panzer IV.
- Về xe tăng và pháo tự hành hạng nặng, Liên Xô chỉ có 225 chiếc (chỉ chiếm khoảng 5% tổng số xe), bao gồm khoảng 190 xe tăng các loại KV-1, IS-1 và 36 chiếc pháo tự hành SU-152. Trong khi đó, quân Đức huy động khoảng 560 xe hạng nặng (Panther, Tiger I và Ferdinand). Về xe hạng nặng, Đức có nhiều hơn Liên Xô 2,5 lần.

## Các diễn biến trước trận đánh
Mặc dù không đồng ý với các đề xuất của K. K. Rokossovsky về việc ra đòn tấn công trước nhưng Đại bản doanh Bộ Tổng tư lệnh tối cao Liên Xô lại khuyến khích các Phương diện quân tiến hành các đòn "phản chuẩn bị" bằng không quân và pháo binh nhằm phá hoại các phương tiện, vũ khí của quân đội Đức Quốc xã và làm suy yếu các cánh quân xung kích Đức đã tập trung tại hai khu vực phía nam Oryol và phía bắc Kharkov.

### Hoạt động của không quân

Nữ quân nhân Nga Kurasova bên cạnh chiếc máy bay tiêm kích La-5 sau trận Kursk

Ngày 17 tháng 4, không quân tầm xa Liên Xô mở cuộc đột kích sâu vào sân bay Orsha, phá hủy 5 máy bay ném bom Ju-88 của các phi đội 1 và 4 thuộc sư đoàn ném bom 121 (Đức), ba chiếc Dornier 217 của phi đoàn vận tải. Ngày 20 tháng 4, cũng chính sân bay này lại bị đột kích, 10 máy bay cường kích hạng nhẹ bị thiêu cháy.
Không quân Đức Quốc xã cũng tiến hành các trận ném bom vào hậu phương của Liên Xô. Nhà máy sản xuất ô tô số 1 hay Nhà máy ôtô Gorky (Gorkovsky Avtomobilny Zavod - GAZ) đã bị một loạt các cuộc tấn công nặng nề trong suốt tháng 6 năm 1943. Trong các đêm 4 và 5 tháng 6, các máy bay He-111 của các phi đoàn 1, 3, 4, 55 và 100 thuộc Tập đoàn quân không quân 1 (Đức) đã ném xuống nhà máy 179 tấn bom, gây tàn phá lớn cho các tòa nhà và dây chuyền sản xuất. Tất cả 50 tòa nhà, 9 km băng chuyền, 8.000 thiết bị, đông cơ và 5.900 xe cộ các loại đang lắp ráp đã bị phá hủy. Tuy nhiên, người Đức sai lầm khi chọn mục tiêu này bởi Nhà máy GAZ số 1 sản xuất chỉ có các xe tăng hạng nhẹ T-70 với số lượng ngày càng hạn chế và hầu hết các dây chuyền đã chuyển sang sản xuất ô tô GAZ. Trong khi đó, các Nhà máy số 112, cơ sở sản xuất loại xe tăng đáng gờm T-34 lớn thứ hai vẫn tiếp tục sản xuất mà không bị oanh kích. 2.851 xe tăng được sản xuất ở nhà máy này trong năm 1943, 3.619 trong năm 1944, và 3.255 trong năm 1945. Không quân Đức cũng oanh kích Nhà máy sản xuất đại bác số 92 ở Gorky và Nhà máy máy bay Lavochkin, nơi sản xuất các loại máy bay tiêm kích La-5 và La-5FN nhưng không thể với tới được các nhà máy lớn nhất sản xuất các loại xe tăng Liên Xô đặt ở Chelyabinsk. Chỉ trong 6 tuần, các cơ sở sản xuất bị đánh phá đã được các kỹ sư và công nhân Liên Xô sửa chữa hoặc xây dựng lại và tiếp tục sản xuất.
Không quân Liên Xô đã huy động các tập đoàn quân không quân của các Phương diện quân Kalinin, Tây, Briansk, Trung tâm, Voronezh, Tây Nam, Nam và không quân tầm xa tổ chức một loạt đòn không kích quy mô lớn trong một tuần liền từ ngày 6 đến ngày 13 tháng 5 vào tất cả các sân bay của các tập đoàn không quân 4 và 6 (Đức). Đòn đột kích bất ngờ đầu tiên lúc chiều muộn và kéo dài đến đêm ngày 6 tháng 5 đã làm cho không quân Đức hoàn toàn bất ngờ và bị thiệt hại nặng. Các ngày sau đó, tính bất ngờ không còn và thiệt hại của không quân Đức giảm đi. Tuy nhiên, chỉ trong ba ngày đầu không kích, hơn 400 máy bay Đức các loại bị thiêu cháy trên các sân bay, 16 chiếc bị bắn rơi trong không chiến. Phía Liên Xô mất 18 chiếc. Từ ngày 8 đến ngày 10 tháng 5, các tập đoàn quân không quân 1 (Phương diện quân Tây), 2 (Phương diện quân Voronezh), 5 (Phương diện quân Thảo nguyên) và không quân tầm xa tiếp tục mở đợt công kích thứ hai nhằm vào các tuyến đường xe lửa, đường bộ, các đầu mối giao thông, những nơi quân Đức đang bốc dỡ và tập kết pháo binh, xe tăng. Kết quả trinh sát không ảnh đếm được 85 xe tăng và hơn 120 khẩu pháo của quân đội Đức Quốc xã bị phá hủy. Từ ngày 11 đến ngày 13 tháng 5, các trận không kích của không quân Liên Xô được mở các trận không kích ban đêm với việc sử dụng không quân tầm xa và máy bay ném bom ban đêm làm chủ lực nhằm vào các sân bay ở sâu trong hậu tuyến quân Đức. Thêm 200 máy bay Đức bị thiêu cháy trên các sân bay. Phía Liên Xô mất hơn 22 chiếc đều do cao xạ Đức bắn rơi.

### Các đòn phản chuẩn bị vào lục quân Đức

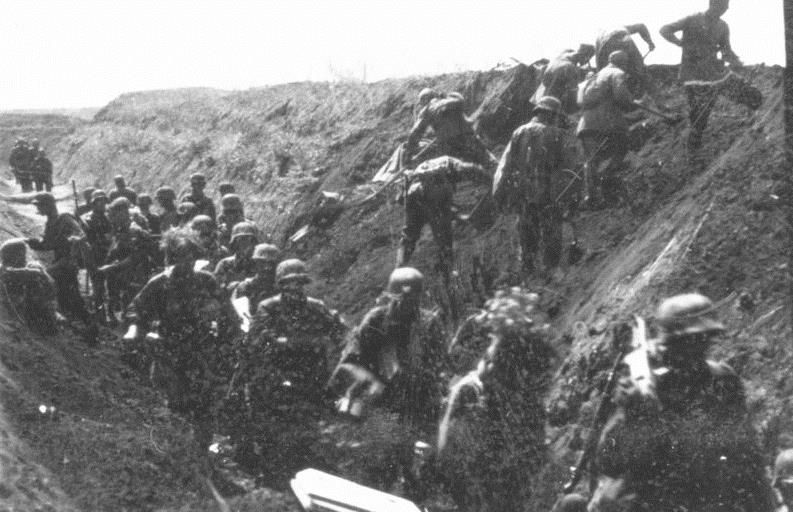
Lính SS Đức củng cố chiến hào trên tuyến xuất phát tấn công

Ngày 1 tháng 7, các mệnh lệnh của Bộ Tổng tư lệnh Lục quân Đức đã được ban bố ấn định ngày 5 tháng 7 sẽ tấn công. Ngày sáng hôm sau, Nguyên soái A.M. Vasilevsky đã cảnh báo chỉ huy các Phương diện quân N.F. Vatutin, K.K. Rokossovsky và I.S. Koniev đặt quân đội vào trạng thái sẵn sàng chiến đấu cao nhất để đón cuộc tấn công của Đức sẽ bắt đầu vào khoảng từ ngày 3 và ngày 6 tháng 7. Trong ngày 2 tháng 7, quân đội Liên Xô đã nhận được thông tin chi tiết về kế hoạch của cuộc tấn công từ cái mà người Đức gọi là "Dàn nhạc đỏ" (Tiếng Đức: Rote Kapelle) và người "nhạc trưởng" của "dàn nhạc" đó vẫn là Rudolf Roessler. Ba người bị nghi ngờ đã lấy tin tức và chuyển giao cho ông này là "Werther" (bí danh của một người hoạt động trong Bộ tham mưu không quân của Hermann Goering), một người làm việc trong cơ quan chính quyền Đức Quốc xã. Còn người cuối cùng chính là nhiếp ảnh gia chuyên chụp hình cho Hitler. Tuy đã có những dữ liệu khá tin cậy nhưng Đại bản doanh Bộ Tổng tư lệnh tối cao Liên Xô vẫn lệnh cho các Phương diện quân tiếp tục kiểm tra. Ngày 2 tháng 6, trung úy không quân tiêm kích Liên Xô A. I. Kozevnikov thuộc Tập đoàn quân không quân 2 đã bắn rơi một máy bay trinh sát của Đức. Viên phi công Đức khai rằng quân đội của mình sẽ chuyển sang tấn công trong ba ngày tới và nhiệm vụ của anh ta là phải tìm bằng được các vị trí pháo binh, xe tăng Liên Xô đã được ngụy trang.
Ngày 4 tháng 7, các đơn vị tuyến 1 của Tập đoàn quân xe tăng 4 (Đức) bắt đầu tổ chức trinh sát chiến đấu. Buổi chiều cùng ngày, Nguyên soái G. K. Zhukov vừa bay đến sở chỉ huy của tướng K. K. Rokossovsky tại Vorobyevka để chỉ đạo cánh Bắc mặt trận Kursk thì nhận được điện thoại của tướng N. P. Pukhov, tư lệnh Tập đoàn quân 13 báo tin đã tóm được một "cái lưỡi" thuộc Sư đoàn bộ binh 6 thuộc Quân đoàn xe tăng 47, Tập đoàn quân xe tăng 2 (Đức). "Cái lưỡi" ấy khai rằng quân Đức sẽ chuyển sang tấn công vào 3 giờ sáng ngày 5 tháng 7. Cũng buổi chiều hôm đó, Tập đoàn quân cận vệ 7 cũng báo cáo cho nguyên soái A. M. Vasilevsky đang có mặt tại sở chỉ huy của tướng N. F. Vatutin ở Vobryshevo để chỉ đạo cánh Nam về việc Sư đoàn cận vệ 25 bắt được một tù binh Đức của Sư đoàn bộ binh 168 thuộc Quân đoàn xe tăng 3, Cụm tác chiến Kemf. Người này khai rằng lính Đức đã được phát 5 khẩu phần lương khô cùng một bidon rượu mạnh và đến ngày 5 tháng 7 thì họ phải tấn công. Xác định chính xác giờ G của quân đội Đức Quốc xã, nguyên soái G. K. Zhukov và nguyên soái A. M. Vasilevsky quyết định ra lệnh cho ba Phương diện quân Voronezh, Trung tâm và Briansk tiến hành các đòn phản chuẩn bị từ mặt đất và trên không vào hai cánh quân xung kích Đức.
Chiều ngày 4 tháng 7, các máy bay Ju-87 của Đức ném một vệt bom dài trên tiền duyên của quân đội Liên Xô tại các trận địa đối diện với Cụm tác chiến Kemf để yểm hộ cho sư đoàn cơ giới Großdeutschland của Quân đoàn xe tăng 3 tiến hành trinh sát chiến đấu tại địa đoạn Butovo - Davydovka. Gặp phải các cụm cứ điểm phòng thủ vững chắc của Sư đoàn bộ binh cận vệ 78 thuộc Tập đoàn quân cận vệ 7, các xe cơ giới Đức phải dừng lại chờ các xe tăng mang súng phun lửa còn đang mắc kẹt trong bùn lầy bởi các trận mưa trong đêm.

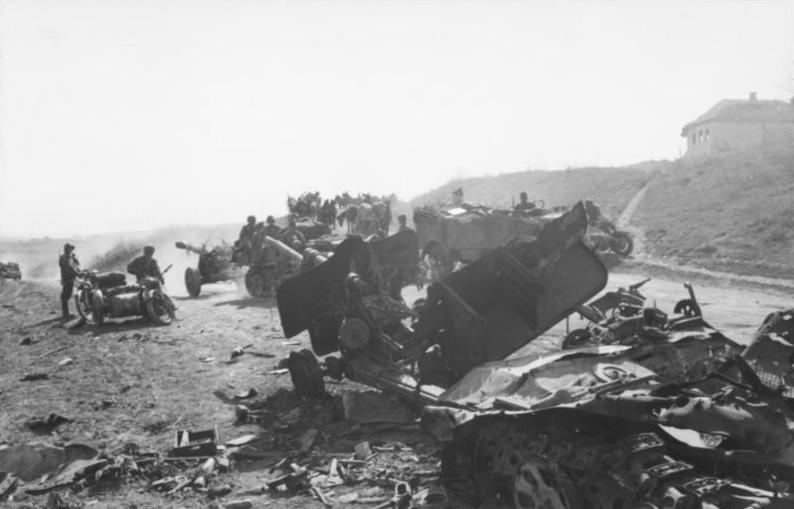
Pháo và xe kéo StuG của Đức bị phá hủy sau các đòn phản chuẩn bị của pháo binh và không quân Liên Xô

Thời gian không còn nhiều nên không thể chờ lệnh của Tng tư lệnh tối cao, hồi 2 giờ 30 phút ngày 5 tháng 7, Nguyên soái Zhukov ra lệnh dùng hỏa lực pháo binh bắn phản chuẩn bị vào quân Đức. 2 giờ 30 phút, các phương diện quân Bryansk, Trung tâm và Voronezh bắt đầu các cuộc phản chuẩn bị bằng mọi hỏa lực có trong tay. Hơn 2.000 dàn Katyusha BM-13 cùng gần 10.000 nòng pháo kết hợp với các máy bay ném bom tầm xa và máy bay ném bom ban đêm dội một trận bão lửa lên tất cả các tuyến chuẩn bị tấn công của hai cánh quân xung kích Đức Quốc xã. Tổng cộng có khoảng 20.000 quả đạn pháo, hơn 4.500 quả đạn Katyusha, 200 phi vụ cường kích và 450 phi vụ ném bom ban đêm đã được thực hiện. Các sân bay của không quân Đức, các căn cứ xe tăng Đức và các căn cứ hậu cần Đức tại Bryansk, Oryol, Dmitrovsk-Orlovsky, Trubchevsk (sân bay), Khutor-Mikhailovsk,y, Konotop (sân bay), Terkino (sân bay), Romny, Akhtyrka, Trotyanets, Poltava (sân bay chính của Tập đoàn quân không quân 4), Novo-Bodolaga, Merefa và Kharkov đồng loạt bị oanh kích dữ dội. Trong phạm vi 20 km cách tiền duyên, có thể nhìn thấy những vệt lửa kéo dài trong đêm tối kèm theo vô số vụ nổ lớn; các kho đạn nổ tung bắn chất cháy lên trời như pháo hoa. Tại Bộ tư lệnh các cụm tập đoàn quân Trung tâm và Nam, các tướng lĩnh và sĩ quan cao cấp Đức lập tức hội ý để cố phán đoán xem đây có phải là sự chuẩn bị cho một đòn tấn công theo kiểu ra tay trước của quân đội Liên Xô hay không. Trong khi đó, trên tiền duyên các loạt pháo kích, không kích của quân đội Liên Xô vẫn tiếp diễn suốt 2 giờ liền. Pháo binh Đức hoàn toàn bị bất ngờ và phản ứng yếu ớt. Vì các đội máy bay ném bom ban đêm của Đức còn đang trong giai đoạn thử nghiệm nên người Đức hoàn toàn không có thứ vũ khí mà đối thủ của họ đã có và tỏ ra rất hữu hiệu trong trường hợp này. Ở các đài quan sát tiền duyên của quân đội Liên Xô trên cả hai hướng Bắc và Nam vòng cung Kursk, các trinh sát viên đều nhìn thấy nhiều đám cháy và các vụ nổ lớn. 4 giờ 30 phút sáng ngày 5 tháng 7, trận pháo kích và không kích phản chuẩn bị của quân đội Liên Xô chấm dứt.
Không ai có thể biết được bên trong phòng tuyến của quân Đức những gì đã diễn ra, nhưng trận phản chuẩn bị rõ ràng đã có tác dụng. Theo lời khai của các tù binh Đức, cuộc tấn công sẽ bắt đầu đúng 3 giờ sáng ngày 5 tháng 7 nhưng mãi đến 4 giờ 40 phút, sau khi quân đội Liên Xô ngừng pháo kích, các máy bay trinh sát Đức mới xuất hiện trên bầu trời, bắt đầu chỉ điểm cho máy bay cường kích và pháo binh bắn phá dọn đường tấn công nhưng hỏa lực không đạt được mật độ dày đặc. Đến 6 giờ sáng, các tập đoàn quân xe tăng Đức mới bắt đầu xuất phát tấn công.

## Giai đoạn tấn công của quân đội Đức Quốc xã

### Khái quát
Ở cánh Nam, Cụm tập đoàn quân Nam (Đức) dưới quyền chỉ huy của thống chế Erich von Manstein huy động Tập đoàn quân xe tăng 4 và Cụm tác chiến Kemf, tập trung 19 sư đoàn, trong đó có 7 sư đoàn xe tăng, 2 sư đoàn cơ giới tấn công trên chính diện hơn 80 km từ Dmitryevka qua Belgorod đến Shebekino phía bắc Vovchansk. Toàn bộ 7 sư đoàn xe tăng và 2 sư đoàn cơ giới Đức tập trung vào các đòn tấn công tại tuyến mặt trận từ phía nam Belgorod đến phía tây bắc Tomarovka.
Ở cánh Bắc, Cụm tập đoàn quân Trung tâm dưới quyền chỉ huy của thống chế Günther von Kluge huy động Tập đoàn quân xe tăng 2 và Tập đoàn quân 9 với 6 sư đoàn xe tăng, 8 sư đoàn bộ binh tấn công trên một địa đoạn trận tuyến hẹp chỉ dài 40 km từ Tureyka, phía nam Varonyets đến Trosna, phía tây bắc Maloarkhangensk. Tập đoàn quân 2 thuộc Cụm tập đoàn quân Trung tâm có 3 quân đoàn bộ binh được giao nhiệm vụ kiềm chế chính diện từ Sevsk qua Rynsk đến Sumy.
Sau một tuần tấn công, đến ngày 12 tháng 7, cánh Nam của Cụm tập đoàn quân Nam (Đức) tiến được 36 km trên hướng Belenikhino - Gotishchevo. Cánh Bắc của Cụm tập đoàn quân quân Trung tâm chỉ tiến được không quá 12 km trên hướng Ponyri - Olkhovatka. Vấp phải sức chống trả quyết liệt của Phương diện quân Trung tâm do Đại tướng K. K. Rokossovsky và Phương diện quân Voronezh do đại tướng N. F. Vatutin chỉ huy, cả hai cách quân xe tăng của quân đội Đức Quốc xã đã bị chặn lại trong suốt một tuần sau đó, bị tiêu hao nhiều sinh lực và phương tiện trên tuyến phòng ngự vững chắc của quân đội Liên Xô. Ngày 20 tháng 7, vốn đã không thể làm nên bước tiến lớn nào, quân đội Đức Quốc xã buộc phải rút lui, quân đội Liên Xô chuyển sang phản công.

### Hướng Oryol - Kursk

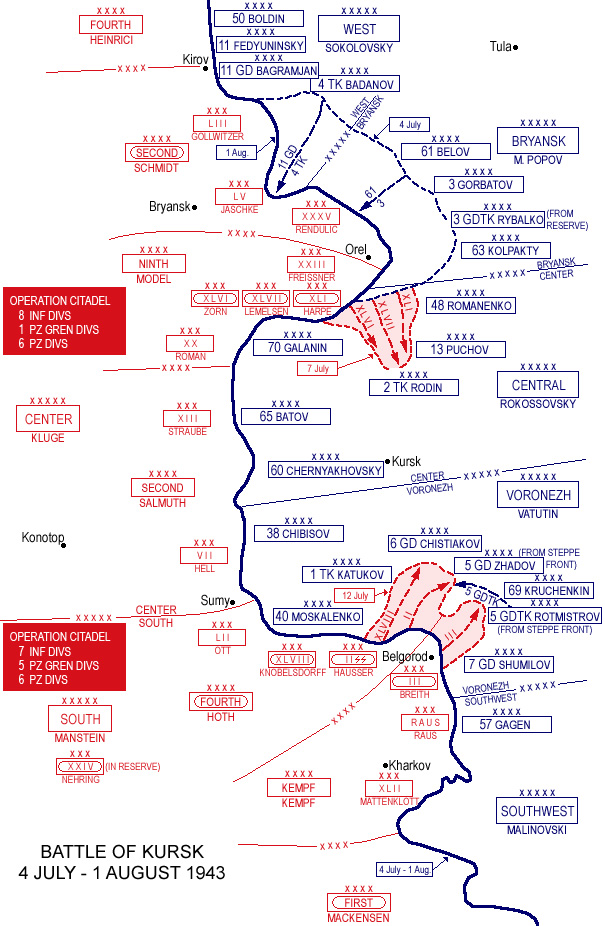
Bản đồ diễn biến giai đoạn quân đội Đức Quốc xã tấn công trong Chiến dịch vòng cung Kursk

Tập đoàn quân xe tăng 2 (Đức) được chia làm hai bộ phận. Cánh quân tây bắc gồm các quân đoàn bộ binh 55 và 53 giữ tuyến phòng thủ từ phía nam Kirov, qua Lyudinovo, Bolkhov đến Mtsensk, yểm hộ phía sau cánh quân xung kích đang tập trung ở phía nam Oryol. Chủ lực của Tập đoàn quân gồm các quân đoàn xe tăng 41, 46, 43 phối hợp với Quân đoàn xe tăng 56 và Quân đoàn bộ binh 23 của Tập đoàn quân 9, hình thành cánh quân xung kích mặt Bắc gồm 8 sư đoàn xe tăng (2, 4, 5, 9, 12, 18, 20, 25), 1 sư đoàn cơ giới (10) và 11 sư đoàn bộ binh (6, 7, 14, 76, 78, 86, 131, 216, 258, 292 và 383). Tập đoàn quân 9 chỉ để lại Quân đoàn bộ binh 35 giữ tuyến phòng thủ từ Mtsensk đến tuyến sông Peruch, che chở sườn trái cho cánh quân xung kích. Hướng đội kích chủ yếu của cánh quân xung kích Đức nhằm vào điểm nối giữa sườn phải của Tập đoàn quân 13 (Liên Xô) với sườn trái của Tập đoàn quân 48 trên khu vực Pokrovskoye - Maloarkhangensk và điểm nối giữa sườn trái của Tập đoàn quân 13 với Tập đoàn quân 70 tại khu vực Soborovka - Olkhovatka. Ý đồ của Cụm tập đoàn quân Trung tâm (Đức) bao vây và tiêu diệt Tập đoàn quân 13 (Liên Xô) tại Ponyri như đã từng bao vây và tiêu diệt tập đoàn quân 13 (cũ) tại chỗ lồi Byelostok (tây Belorrusia) cách đó 2 năm đã được thể hiện rõ ngay từ đòn công kích đầu tiên.
Nhưng quân đội Liên Xô năm 1943 đã khác xa với quân đội Liên Xô năm 1941. Bốn quân đoàn xe tăng Đức tập trung trên một chính diện hẹp chỉ 45 km đã vấp phải các đòn phản đột kích rất mạnh của Quân đoàn bộ binh và các sư đoàn bộ binh 15, 81, 132, 148 và 280. Phía sau lưng họ, trên lớp phòng ngự thứ hai còn có binh lực mạnh gấp đôi. Ngay trong buổi sáng ngày 5 tháng 7, tốc độ tấn công của các xe tăng Đức đã không được như họ mong muốn. Các bãi mìn dày đặc đã buộc các xe tăng Đức phải dừng lại chờ công binh đến gỡ mìn và chính các đơn vị này đã trở thành mục tiêu cho hỏa lực súng bộ binh Liên Xô khi các đơn vị pháo binh Đức bị thiệt hại nặng trong các trận pháo kích phản chuẩn bị đã không còn đủ uy lực chế áp các hỏa điểm của đối phương. Các xe tăng và pháo tự hành Đức phải tiến công trong các dải rất hẹp, hai bên sườn là các bãi mìn dài hàng km đã gây thiệt hại nặng nề cho lực lượng thiết giáp Đức. Trung đoàn pháo tự hành chống tăng 53 (thuộc Quân đoàn xe tăng 41) có 49 khẩu pháo tự hành "Elefant" (còn có biệt danh Ferdinand) thì 37 khẩu bị phá hủy hoặc hư hại nặng bởi mìn và hỏa lực dày đặc của pháo chống tăng Liên Xô. Chỉ 3 km trong ngày đầu tiên của cuộc tấn công, Trung đoàn 53 (Đức) đã phải trả giá bằng 1.287 sinh mạng cùng 5.921 người bị thương và trung đoàn này gần như bị loại khỏi vòng chiến đấu.

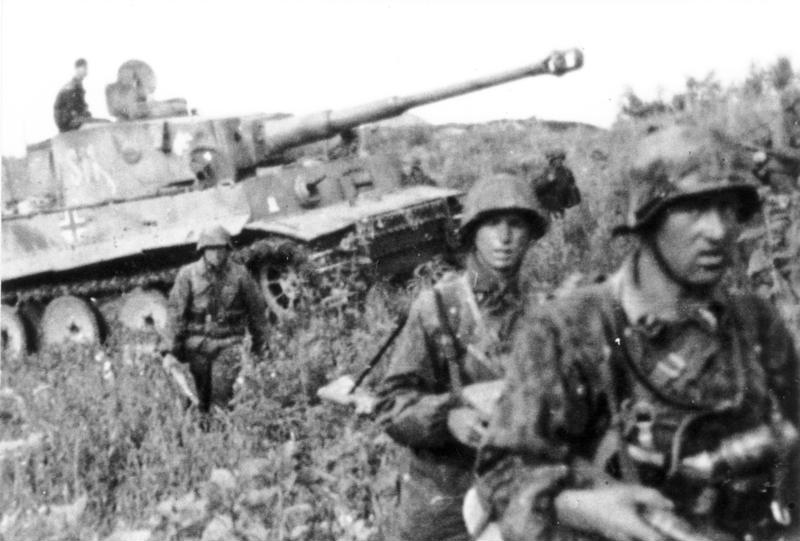
Bộ binh và xe tăng Đức xuất phát tấn công

Tại địa đoạn phòng ngự của các sư đoàn bộ binh 81 và 307 phía bắc Ponyri, đại đội pháo chống tăng của đại úy G. I. Igisev đã chiến đấu đến viên đạn cuối cùng, đến người cuối cùng và diệt được 19 xe tăng, xe bọc thép của Đức. Góp phần làm thiệt hại nặng nề cho các xe tăng Đức còn có các đòn đánh rất hiệu quả từ trên không của các máy bay cường kích bọc thép IL-2. Được các máy bay tiêm kích yểm hộ phía trên, các "xe tăng bay" IL-2 đã nhằm vào nóc các xe tăng Đức, một vị trí rất hiểm yếu có vỏ thép mỏng để tung ra hỏa lực chết người của pháo 37 mm lắp đạn sabot và roket tầm ngắn. Hơn 20 xe tăng Đức trên cánh Bắc đã bị phá hủy trong ngày đầu tiên của cuộc chiến bởi hỏa lực của không quân Liên Xô.
Tướng Walter Model nhanh chóng phát hiện ra điểm yếu chí tử của các xe tăng và xe thiết giáp Đức, nhất là các pháo tự hành Ferdinand. Mặc dù các khí tài này hoàn toàn hiệu quả trong tác chiến tầm trung và tầm xa nhưng lại không được trang bị các súng máy phụ nhằm đối phó với bộ binh khi bị đối phương áp sát và dễ bị tổn thương trước hỏa lực pháo chống tăng Liên Xô được bảo vệ trong hệ thống hầm hào chằng chịt nếu không được che chắn bởi hỏa lực súng máy của xe thiết giáp hạng nhẹ và bộ binh tháp tùng. Góp phần làm cho điểm yếu này trở nên trầm trọng hơn là sai lầm của tướng Helmuth Weidling (vốn là tướng bộ binh) khi ông đã để cho pháo tự hành "vượt qua đầu" xe tăng lên phía trước. Tổng thanh tra lực lượng xe tăng Đức, tướng Heintz Guderian nhận xét:
| “           | Khi họ (các đơn vị thiết giáp) đột phá được vào khu vực phòng ngự của bộ binh đối phương, họ cần phải - theo nghĩa đen - cơ động nhanh như những con con chim cút và dùng pháo để dập tắt từng ổ hỏa lực. Nhưng họ đã không thể nào vô hiệu hóa được các hỏa điểm súng máy và súng trường của địch quân chứ đừng nói đến việc tiêu diệt chúng. Vì vậy bộ binh yểm hộ xe tăng của ta đã không thể nào đi theo sát các đơn vị tăng thiết giáp được. Các đơn vị tăng thiết giáp hoàn toàn bị tách rời khỏi các binh chủng khác khi họ tiếp cận khu vực pháo binh Xô Viết. | ” |
| — Guderian, | |   |

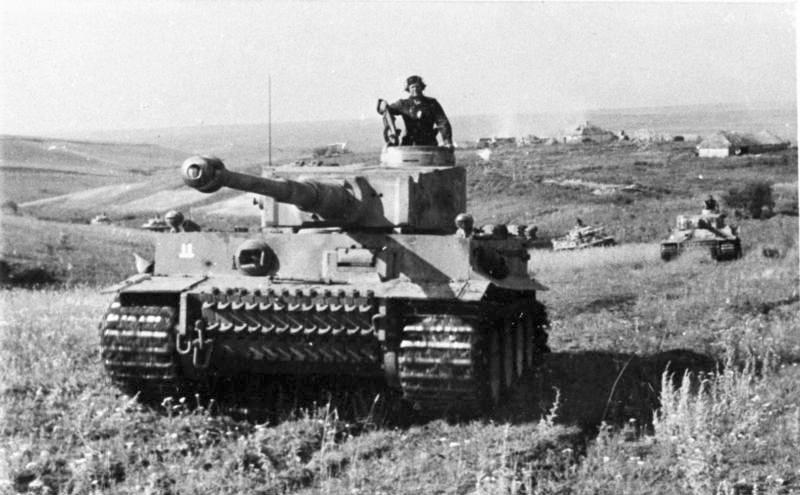
Xe tăng Con hổ tấn công phòng tuyến Hồng quân trên hướng Ponyri - Olkhovatka

Kết quả khả quan duy nhất trong ngày 5 tháng 7 mà quân đội Đức Quốc xã đạt được tại cánh Bắc là cuộc đột kích thành công đẫm máu của các sư đoàn xe tăng 9, 20 và các sư đoàn bộ binh 6 và 78 thuộc Quân đoàn xe tăng 47 của tướng Joachim Lemelsen và các quân đoàn bộ binh khi nó đẩy lùi Quân đoàn bộ binh 29 (Liên Xô), đánh chiếm các làng Podolyan và Soborovka, cách tuyến xuất phát tấn công 8 km và uy hiếp Olkhovatka. Ở cánh trái, Quân đoàn xe tăng 46 (Đức) còn phải đang giằng co các làng Tureyka và Gnilets với các sư đoàn bộ binh 280, 132, 15 (Liên Xô) chỉ cách tuyến xuất tấn công chưa đầy 3 km và đến cuối ngày thì hầu như dẫm chân tại chỗ.]
Sáng ngày 7 tháng 7, tướng K. K. Rokossovsky sử dụng Quân đoàn xe tăng 19 (Tập đoàn quân xe tăng 2) và lữ đoàn xe tăng 2 (Tập đoàn quân 13) tổ chức phản đột kích vào sườn trái của Quân đoàn xe tăng 47 (Đức) với ý đồ khôi phục tuyến phòng thủ liên tục của Tập đoàn quân 13 trên hướng Olkhovatka. Cánh phải của Tập đoàn quân 48 cũng tham gia cuộc phản đột kích này. Trong cuộc phản kích này, Quân đoàn xe tăng 19 (Liên Xô) đã áp dụng một chiến thuật mới. Lợi dụng địa hình các khe hẹp giữa thượng nguồn hai con sông Oka và Svapa, bộ binh Liên Xô đã bất ngờ tấn công vượt qua hàng rào xe tăng Đức, đánh thẳng vào các sư đoàn bộ binh Đức đã tháp tùng, hất bộ binh Đức ra xa xe tăng và vấn đề còn lại được giải quyết giữa 2 sư đoàn xe tăng Đức và 3 lữ đoàn xe tăng Liên Xô. Mặc dù cuộc phản kích không đạt được kết quả, Quân đoàn xe tăng 19 mất hẳn một lữ đoàn xe tăng nhưng cuộc phản đột kích đã làm chậm thêm tốc độ tấn công của Quân đoàn xe tăng 47 (Đức), hơn 30 xe tăng Đức bị phá hủy trước cửa ngõ Olkhovatka. Quân Đức chỉ tiến thêm được 2 km, cách tuyến xuất phát 10 km.

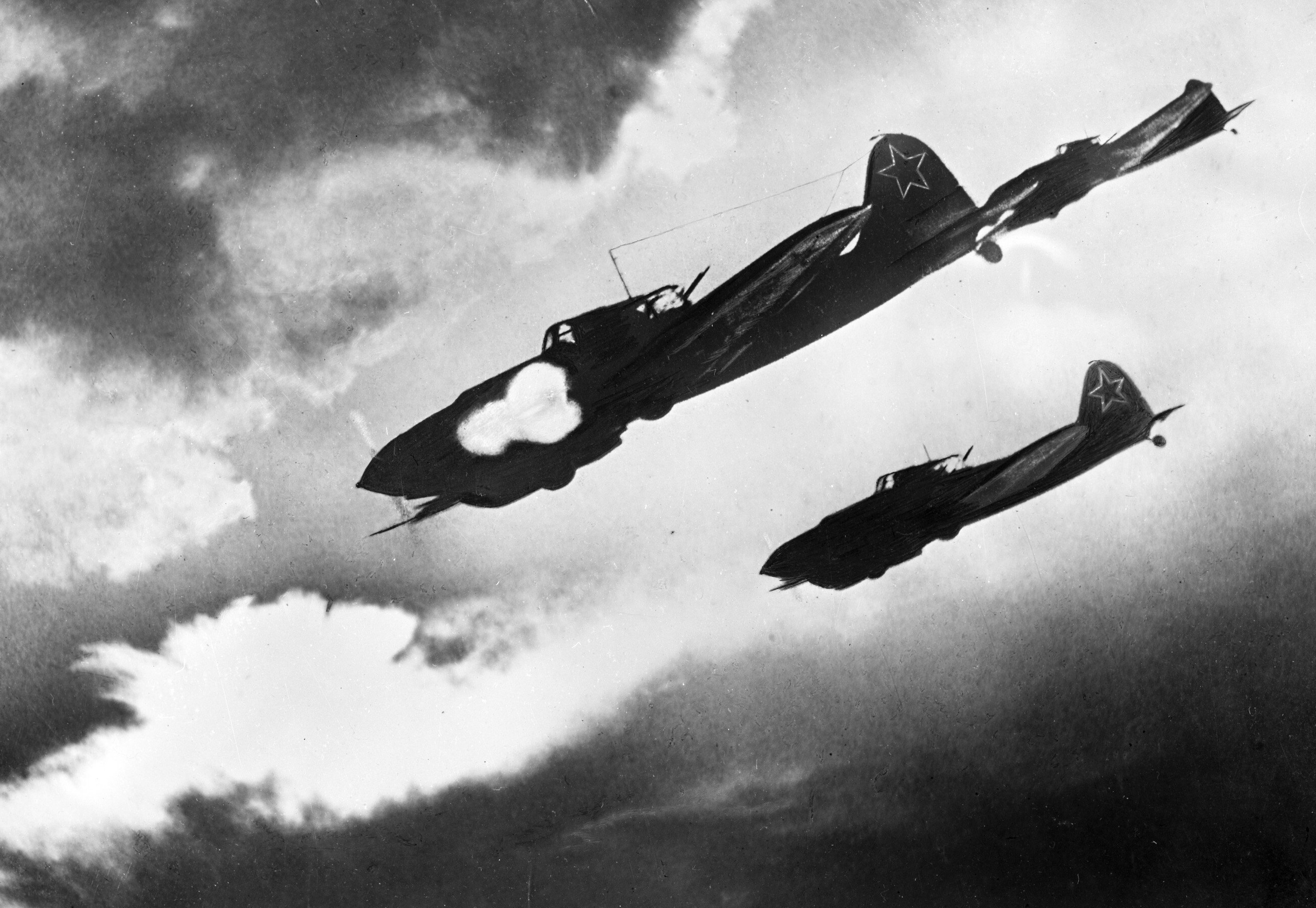
Các máy bay cường kích IL-2 của không quân Xô Viết phát huy hỏa lực tấn công trong trận Kursk

Ngày 7 tháng 7, Thống chế Günther von Kluge tung nốt Quân đoàn xe tăng 56 của Tập đoàn quân 9 (Đức) là lực lượng dự bị chiến dịch cuối cùng vào trận. Đòn tấn công này tiếp theo sau đòn đột phá ngày 5 tháng 7 của Quân đoàn xe tăng 47 đã bước đầu có tác dụng. Các sư đoàn xe tăng 5 và 25 của quân đoàn này đã đẩy lùi Quân đoàn xe tăng 19, Quân đoàn bộ binh 17, các sư đoàn bộ binh cận vệ 6 và 70 (Liên Xô) lùi sâu thêm 2 km đến tuyến phòng thủ thứ ba, sát ngoại vi phía bắc Olkhovatka. Quân đoàn xe tăng 41 (Đức) cũng mở cuộc tấn công tiếp theo vào Ponyri nhưng vẫn phải dừng lại ở cửa ngõ phía bắc thành phố trước lớp phòng thủ thứ ba của tuyến phòng thủ thứ nhất của quân đội Liên Xô. Tại đây, quân đội Đức Quốc xã đã vấp phải một hàng rào pháo chống tăng dày đặc với trung bình 35 khẩu trên một km chính diện, nơi dày đặc nhất đến 92 khẩu/km. Các sư đoàn xe tăng Đức phải chiến đấu như pháo binh với Sư đoàn pháo binh 5 và Lữ đoàn pháo chống tăng 13 của Liên Xô. Trong ngày 7 tháng 7, hai bên tung ra mặt trận này hơn 800 phi vụ ném bom và tấn công mặt đất. Trong đó, các tập đoàn quân không quân 15 và 16 (Liên Xô) chiếm ưu thế với tổng số 520 phi vụ. Các máy bay IL-2 tiếp tục công kích các xe tăng Đức từ trên không, yểm hộ hữu hiệu cho pháo chống tăng. Theo báo cáo của trinh sát đường không Liên Xô, khoảng 100 xe tăng và pháo tự hành Đức đã bị phá hủy trong trận đánh nhưng không thể đếm được bao nhiêu chiếc do không quân đánh, bao nhiều chiếc do pháo binh đánh. Sư đoàn bộ binh 307 của thiếu tướng M. A. Elsin cũng vận dụng các chiến thuật hất bộ binh Đức ra xa để áp sát, dùng thủ pháo và chai cháy đánh hỏng nhiều xe tăng Đức. Trên hướng Olkhovatka, lữ đoàn pháo chống tăng tự hành của đại tá V. N. Rokosuev cũng chặn đứng các cuộc công kích của sư đoàn xe tăng 5 (Đức).
Ngày 8 tháng 7, trong một nỗ lực cuối cùng, tướng Walter Model đã ra lệnh tập trung cả hai quân đoàn xe tăng 56 và 47 với tổng cộng số xe tăng còn lại hơn 300 chiếc đồng loạt công kích khu phòng thủ Olkhovatka, phá vỡ tuyến phòng thủ ở điểm nối giữa Sư đoàn bộ binh 15 và Sư đoàn bộ binh 70. Trụ lại phòng thủ chỉ còn lại lữ đoàn pháo chống tăng 3 của V. N. Rokossuev. Mỗi khẩu đội pháo chống tăng của lữ đoàn này phải chống chọi với hàng chục xe tăng Đức. Ở cánh phải, quân đoàn xe tăng 41 (Đức) cũng đội nhập vào Ponyri. Các cuộc đấu pháo bắt đầu diễn ra trên các đường phố của thị trấn này. Buổi trưa cùng ngày, tướng K. K. Rokossovsky huy động toàn bộ Tập đoàn quân xe tăng 2 tham chiến. Quân đoàn xe tăng 19 tiến ra hướng Tureyka - Gnilets, Quân đoàn xe tăng 16 tiến ra tuyến Olkhovatka, Quân đoàn xe tăng 3 tiến ra Ponyri. Quân đoàn xe tăng 9 cũng được rút khỏi đội hình Tập đoàn quân 65 để tăng cường cho mũi phản đột kích ở Olkhovatka. Chiều tối ngày 8 tháng 7, các quân đoàn xe tăng 47 và 56 (Đức) bị chặn đứng tại tuyến Samodurovka (???) - Skova (snava). Sáng ngày 9 tháng 7, Quân đoàn xe tăng 3 phối hợp với các sư đoàn bộ binh 18 và 307 mở hai mũi tấn công gọng kìm, đánh bật quân đoàn xe tăng 41 (Đức) khỏi Ponyri. Ở cánh trái, Quân đoàn xe tăng 19 cùng với các sư đoàn bộ binh 15, 132 và 280 lấy tại các thị trấn Tureyka và Gnilets. Trước những tổn thất lớn về xe tăng, đêm 10 rạng ngày 11 tháng 7, thống chế Günther von Kluge buộc phải ra lệnh dừng tấn công và yêu cầu các sư đoàn xe tăng Đức giữ vững tuyến đã chiếm lĩnh.

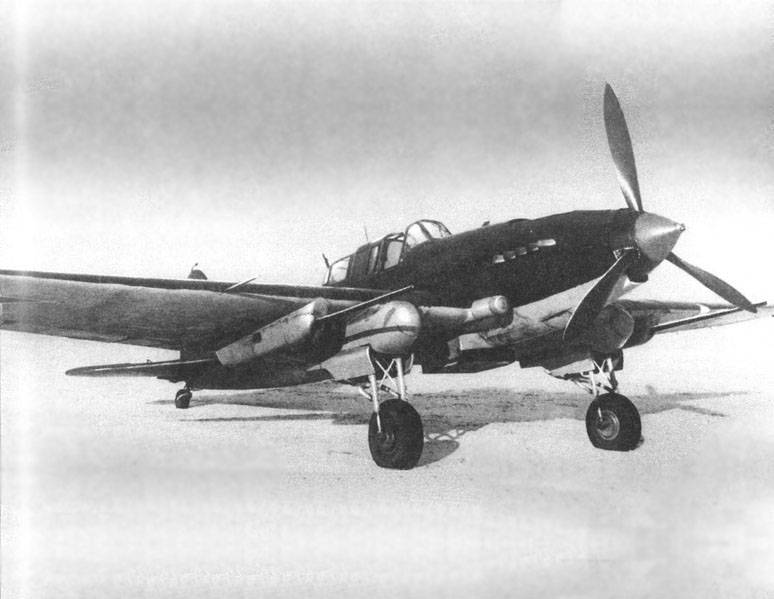
Máy bay cường kích IL-2 của Không quân Liên Xô, nỗi ám ảnh của các xe tăng Đức

Tuy nhiên, quân đội Liên Xô không để cho Cụm tập đoàn quân Trung tâm thực hiện ý định đó. Ngày 15 tháng 8, Phương diện quân Bryansk và cánh trái của Phương diện quân Tây mở chiến dịch Orlovsk, đồng loạt phát động tấn công trên toàn tuyến mặt trận phía bắc chỗ lõm Oryol từ Lyudinovo đến Novosil. Sau bốn ngày, Tập đoàn quân 63 ở cánh trái đã mở được một bàn đạp rộng 50 km, sâu 30 km phía nam Mtsensk; Tập đoàn quân 61 công kích cụm cứ điểm Bolkhov, ép quân đoàn bộ binh 35 (Đức) lùi về Mtsensk. Tại cánh trái của Phương diện quân Tây, Tập đoàn quân cận vệ 11 và Tập đoàn quân xe tăng 4 đã đè bẹp các cụm cứ điểm Medintsevo và Ulyanovo của Quân đoàn bộ binh 53 (Đức) trong tuần đầu đã tiến sâu hơn 80 km đến Ilyinskoye và Uzkoye, dồn tàn quân của Quân đoàn 53 (Đức) vào "cái túi" Bolkhov. Trước nguy cơ bị hợp vây, thống chế Günther von Kluge, Tư lệnh Cụm tập đoàn quân Trung tâm vội vã ra lệnh cho Tập đoàn quân xe tăng 2 và Tập đoàn quân 9 rút lui về giữ khu vực Oryol - Mtsensk. Trong cuộc rút quân này, các máy bay cường kích IL-2 của Tập đoàn quân không quân 16 vẫn tiếp tục đuổi đánh các đoàn xe cơ giới Đức, buộc Bộ tư lệnh Cụm tập đoàn quân trung tâm (Đức) phải ra lệnh chỉ được phép di chuyển ban đêm; ban ngày, các xe tăng, cơ giới còn lại phải được ngụy trang và cất giấu kỹ trong các khe hẻm. Từ ngày 12 tháng 7 Tập đoàn quân xe tăng 2 (Phương diện quân Trung tâm) cùng Tập đoàn quân 13 và cánh phải của Tập đoàn quân 65 mở cuộc phản công, đến ngày 15 tháng 7 đã tiến đến tuyến mặt trận trước ngày 5 tháng 7. Chỉ trong 10 ngày, cuộc tấn công của 8 sư đoàn xe tăng, 1 sư đoàn cơ giới và 11 sư đoàn bộ binh Đức trên cánh Bắc của Chiến dịch Thành Trì đã hoàn toàn thất bại..

### Hướng Belgorod - Kursk

Sơ đồ mô tả cuộc tấn công của quân đội Đức Quốc xã trên hướng Belgorod - Kursk

Lực lượng trên bộ của cánh quân Đức Quốc xã tấn công phía nam Kursk do Thống chế Erich von Manstein, tư lệnh Cụm tập đoàn quân Nam chỉ huy gồm 25 sư đoàn trong đó có 10 sư đoàn xe tăng (1 SS "Adolf Hitler", 2 SS "Das Reich", 3 SS "Totenkopf", 3, 6, 7, 11, 13, 17 và 19), 1 sư đoàn cơ giới ("Großdeutschland"), 14 sư đoàn bộ binh. Bộ tham mưu cụm tập đoàn quân Nam (Đức) vạch kế hoạch tấn công bằng ba mũi đột kích theo hình bàn tay xòe, có binh lực tương đương nhau và đều do các sư đoàn xe tăng mở đường:
- Cánh trái sử dụng Quân đoàn xe tăng 48 có 2 sư đoàn xe tăng, 1 sư đoàn cơ giới và Quân đoàn bộ binh 52 gồm 4 sư đoàn bộ binh tấn công thẳng lên phía bắc qua Oboyan đến Kursk.
- Cánh giữa mạnh hơn cả gồm Quân đoàn xe tăng 2 SS và Quân đoàn xe tăng 3, tổng cộng có 6 sư đoàn xe tăng và 2 sư đoàn bộ binh, tấn công từ Belgorod hướng đến Stary Oskol.
- Cánh phải sử dụng Quân đoàn bộ binh 42 (gồm một sư đoàn xe tăng, ba sư đoàn bộ binh) cùng với Quân đoàn "Raus" tấn công từ Vovchansk hướng đến Novy Oskol.

Erich von Manstein giữ lại Quân đoàn bộ binh 57 (gồm một sư đoàn xe tăng, hai sư đoàn bộ binh) làm lực lượng dự bị chiến dịch, trước mắt có nhiệm vụ phòng thủ chỗ lồi Lyman đề phòng Tập đoàn quân 57 (Phương diện quân tây nam) đột kích và Kharkov và khi chiến dịch tiến triển thuận lợi, có thể được tung vào trận để phát huy chiến quả. Trận phản chuẩn bị của pháo binh và không quân Liên Xô lúc 2 giờ 20 sáng ngày 5 tháng 7 đã phần nào làm rối loạn đội hình các cánh quân xung kích của Erich von Manstein. Thiệt hại nặng nhất là Quân đoàn xe tăng 48 và Quân đoàn bộ binh 52 do nằm gần tiền duyên hơn cả. Trên đường di chuyển ra tuyến xuất phát tấn công, các quân đoàn này đã mất hơn 20 xe tăng và vài chục khẩu pháo bị phá hủy bởi bom và đạn phản lực Katyusha. Cũng vì lý do này mà cánh quân của Tập đoàn quân xe tăng 4 và Cụm tác chiến Kemf triển khai tấn công muộn hơn cánh quân phía bắc khoảng một giờ.

#### Xe tăng Đức mở các đột phá khẩu

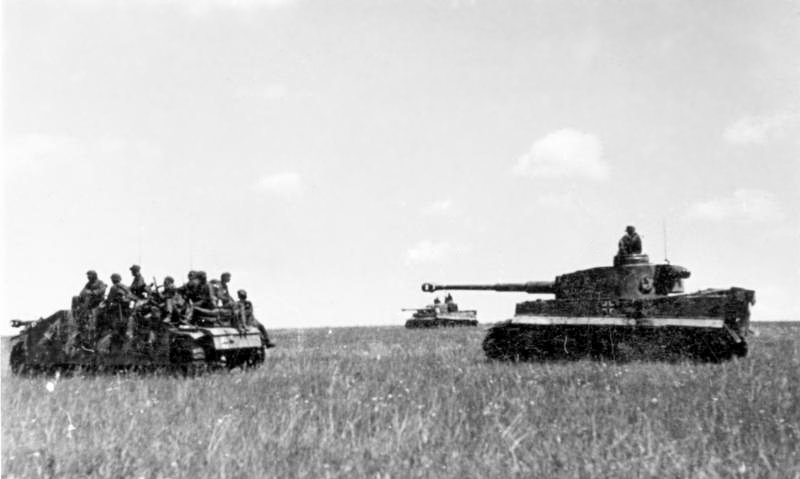
Xe tăng Đức và bộ binh cơ giới Đức xuất phát tấn công

6 giờ 30 sáng ngày 5 tháng 7, các máy bay Ju-87 (Đức) cất cánh từ các sân bay Poltava, Konotop và Vorozhda bắt đầu phối hợp với pháo binh Đức dội hỏa lực lên tuyến phòng thủ ngoài cùng của Phương diện quân Voronezh, các tuyến phòng thủ phía trong cũng bị các máy bay ném bom Ju-86 và Ju-88 oanh tạc. Một số trận không chiến đã diễn ra ngay trên tiền duyên. 7 giờ sáng, các sư đoàn xe tăng Đức bắt đầu tấn công. Tại địa đoạn Gertsovka - Butovo, Quân đoàn bộ binh 52 (Đức) được phối thuộc sư đoàn xe tăng xe tăng 19 của Quân đoàn xe tăng 48 đã chọc thủng tuyến phòng ngự dài 10 km và đột kích sâu 5 km, đánh chiếm thị trấn Cherkasskoye trong ngày đầu tiên. Ở cánh giữa, chủ lực Quân đoàn xe tăng 48 cùng Quân đoàn xe tăng 2 SS cũng chiếm được một bàn đạp rộng 8 km, đánh chiếm thị trấn Bykovka và khoan sâu mũi đột phá lên đến 10 km về hướng Yakovlevo.. Tướng N. F. Vatutin ra lệnh chu Tập đoàn quân 40 của tướng K. S. Moskalenko điều sư đoàn bộ binh 161 và lữ đoàn xe tăng 86 phản kích vào sườn trái của sư đoàn xe tăng 3 (Đức) tại khu vực Dmitryevka nhưng cuộc phản kích bị các lực lượng xe tăng trội hơn của Đức đẩy lùi. Các sư đoàn bộ binh cận vệ 52, 67 và 71 của Quân đoàn bộ binh cận vệ 22 thuộc Tập đoàn quân cận vệ 6 chống cự kịch liệt trên các lớp phòng thủ thứ nhất và thứ hai. Đến cuối ngày, họ buộc phải rút lui.

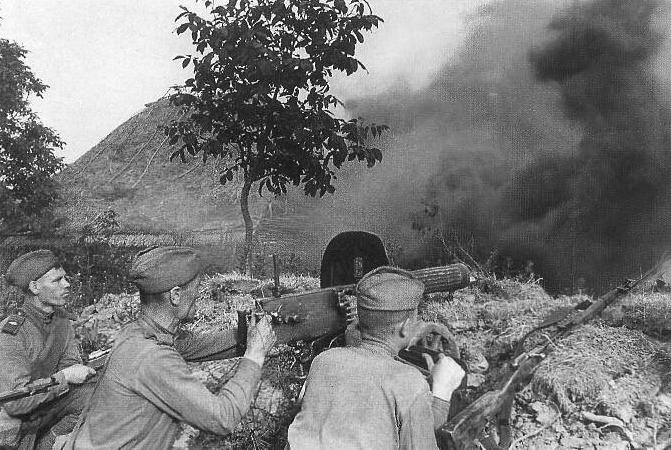
Bộ binh Liên Xô phòng thủ

Chiến sự ác liệt nhất trong ngày đầu tiên ở cánh Nam tại điểm tiếp giáp giữa Quân đoàn bộ binh cận vệ 23, Tập đoàn quân cận vệ 6 và Quân đoàn bộ binh cận vệ 24, Tập đoàn quân cận vệ 7. Hơn 450 xe tăng Đức của cả hai quân đoàn xe tăng 48 và 2 SS tấn công tại đây. Đòn phản đột kích đầu tiên của các quân đoàn bộ binh cận vệ 23 và 24 đã kìm chân các sư đoàn xe tăng 11, 3 SS và sư đoàn cơ giới "Großdeutschland" (Đức) tại Berezovka, Demyanovka (???), Kozma (???) và Shopino trong suốt buổi sáng ngày 5 tháng 7. Đến quá trưa, các xe tăng Đức đẩy lùi đòn phản kích của Quân đoàn cận vệ 24, buộc các quân đoàn này phải rút về Yakovlevo và Luchki. 5 sư đoàn xe tăng Đức rượt theo họ trên hành lang hẹp giữa hai con sông Vorskla và Lipobsky Donyev. Đến chiều, hai quân đoàn bộ binh cận vệ 23 và 24 đã trụ lại được tại Yakovlevo. Mọi nỗ lực của Quân đoàn xe tăng 2 SS muốn vượt qua điểm nút này trong ngày 5 tháng 7 đều bị đẩy lùi.
Trên cánh phải, lúc 7 giờ 15 sáng ngày 5 tháng 7, Quân đoàn xe tăng 3 và Quân đoàn Raus cũng bắt đầu đột kích vào địa đoạn Solomino - Maslova Pristan. Mũi tấn công của Quân đoàn xe tăng 3 cũng tạo được một chỗ lõm dài 15 km, sâu 10 km vào tuyến phòng ngự của Quân đoàn bộ binh cận vệ 25 thuộc Tập đoàn quân cận vệ 7. Sư đoàn bộ binh cận vệ 78 đã chống trả suốt ngày 5 tháng 7 tại Solomino nhưng các sư đoàn 73 và 75 đã không giữ được Maslova và rút lui về Gremyachie. Quân đoàn xe tăng 3 (Đức) bắt đầu rẽ mũi về phía bắc, tấn công dọc theo sông Razumnaya và đến cuối ngày đã tiến đến tuyến Yastrebovo - Belgorod. Sư đoàn bộ binh cận vệ 78 bị bao vây và tổn thất nặng nề. Trong ngày, Tập đoàn quân không quân 4 xuất kích 3.160 phi vụ yểm hộ cho lục quân, bị bắn rơi 72 chiếc. Các tập đoàn quân không quân 2 và 17 (Liên Xô) xuất kích 3.213 phi vụ, bị bắn rơi 78 chiếc. Quân đội Đức quốc xã mất 59 xe tăng, 4 pháo tự hành và khoảng 500 người. Quân đội Liên Xô tổn thất 60 xe tăng và hơn 1.500 người.

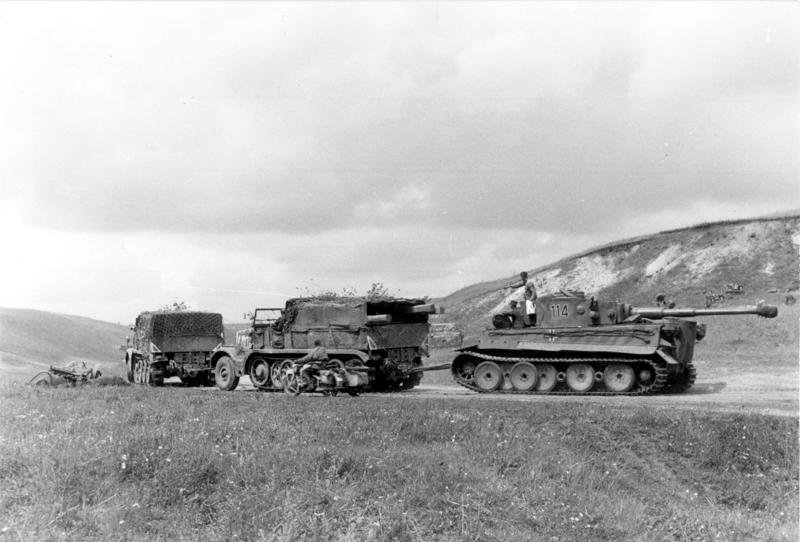
Xe bánh xích Half-track của Đức kéo theo một chiếc Tiger I bị bắn hỏng về căn cứ

Ngày 6 tháng 7, tướng Herman Hoth điều sư đoàn xe tăng 3 về lại đội hình Quân đoàn xe tăng 48. 5 sư đoàn xe tăng, 1 sư đoàn cơ giới và 6 sư đoàn bộ binh Đức với hơn 650 xe tăng đã đồng loạt tấn công vào các lớp phòng thủ thứ hai và thứ ba của Tập đoàn quân cận vệ 6, mở rộng khu vực đột phá rộng tới 45 km trên chính diện phía nam của vòng cung Kursk từ Laptevka vòng lên Dmitryevka và Zavidovka, qua Alekseevka, Pokrovka, Luchki, vòng xuống phía nam dọc theo sông Lipobsky Donyev tới Shopino với chiều sâu lên đến 20 km so với trước ngày 5 tháng 7. Ngày 7 tháng 7, tướng N. F. Vatutin điều Tập đoàn quân xe tăng 2 của tướng M. E. Katukov ra hỗ trợ cho Tập đoàn quân cận vệ 6 lúc này đã kiệt sức giữ lớp phòng thủ thứ ba. Quân đoàn xe tăng 6 được điều ra hướng Alekseevka, dựa vào tuyến sông Pena để phòng thủ. Quân đoàn cơ giới 3 chốt giữ hai bên con đường nhựa chiến lược từ Yakovlevo đi Oboyan. Quân đoàn xe tăng cận vệ 5 giữ Pokrovka và con đường tỉnh lộ đi Prokhorovka. Sư đoàn bộ binh cận vệ 51 giữ Ozerovo. 12 sư đoàn Đức đã bị giam chân trên tuyến phòng thủ này suốt 4 ngày. Riêng trong ngày 6 tháng 7, Tập đoàn quân xe tăng 4 và Cụm tác chiến Kemf đã mất gần 200 xe tăng và hơn 100 máy bay.
Ngày 7 tháng 7, Quân đoàn xe tăng 3 và Quân đoàn Raus đã gây bất ngờ lớn cho Bộ tư lệnh Phương diện quân Voronezh (Liên Xô) khi không tấn công mở cánh sang phía tây như kế hoạch mà đột kích thẳng lên phía bắc dọc theo hành lang giữ hai con sông Bắc Donets và Razumnaya, không tấn công thẳng vào các lớp phòng thủ của quân đội Liên Xô mà tiến rất nhanh theo hướng song song với các tuyến này. Đến ngày 10 tháng 7, Quân đoàn xe tăng 3 đã vượt được hơn 60 km từ tuyến Belgorod - Yastrebovo đến phía Rzhavets, đánh chiếm các thị trấn Melikhovo, Gostishchevo, Kazachye và một loạt các điểm dân cư, uy hiếp cụm phòng thủ Belenikhino của Tập đoàn quân 69 (Liên Xô) từ phía đông nam. Bộ tư lệnh Phương diện quân Voronezh buộc phải điều Tập đoàn quân 69 từ lực lượng dự bị ra giữ hướng này. Động thái này đã làm cho nguyên soái G. K. Zhukov đi đến nhận định, cánh quân phía nam của Erich von Manstein tỏ ra rất linh hoạt với thực tế chiến trường, có tinh thần chủ động và có kinh nghiệm hơn nhiều so với cánh quân phía bắc.

#### Từ Pokrovka đến Prokhorovka

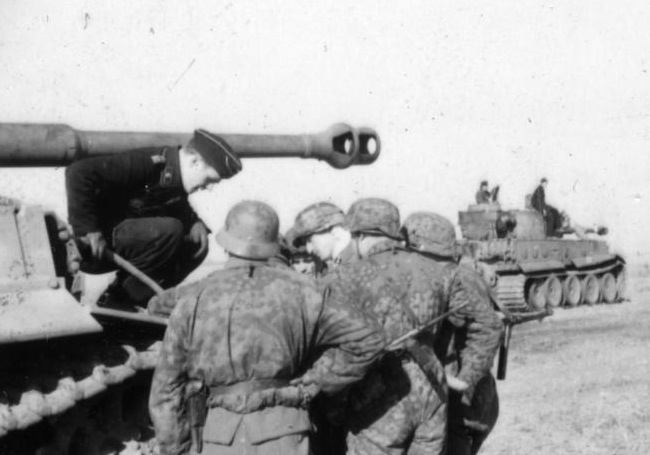
Quân đoàn xe tăng 2 SS (Đức) tiến về Prokhorovka

Ngày 10 tháng 7, chính tại thị trấn Pokrovka nhỏ bé trên bờ sông Vorskla đã bắt đầu diễn ra trận đấu xe tăng kéo dài suốt 3 ngày trên cánh Nam của vòng cung Kursk mà sau này, nhiều nhà sử học đã tách rời nó ra thành trận Prokhrovka nổi tiếng. 8 giờ sáng, Tập đoàn quân xe tăng 4 (Đức) tập trung cả hai quân đoàn xe tăng 48 và 2 SS tấn công từ hai hướng Tây Nam và Nam vào thị trấn Pokrovka. Các sư đoàn bộ binh 255 và 332 của Quân đoàn bộ binh 52 (Đức) được tăng cường Sư đoàn xe tăng 11 vượt sông Tsena đột phá vào Novenkoye, buộc Quân đoàn xe tăng 6 (Liên Xô) phải rút lui về giữ Novenkoye. Các sư đoàn bộ binh 57 và 112 (Đức) đẩy lùi Quân đoàn cơ giới 3 (Liên Xô) sâu thêm 10 km về Kurasovka. Các sư đoàn xe tăng chủ lực của cánh quân Đức phía nam Kursk đã không đánh thẳng vào Kursk qua ngả Oboyan như phán đoán ban đầu của Bộ Tổng tham mưu quân đội Liên Xô mà tấn công lên hướng Đông Bắc, vòng ra phía sau toàn bộ tuyến phòng thủ thứ nhất và thứ hai của quân đội Liên Xô.
Tình hình mặt trận phía nam Kursk diễn biến đột ngột bất lợi cho quân đội Liên Xô. Chặn đánh hai binh đoàn xe tăng hùng mạnh gồm hơn 500 chiếc của quân đội Đức Quốc xã tại đây chỉ còn trơ trọi Quân đoàn xe tăng cận vệ 5 của Tập đoàn quân xe tăng 1 và sư đoàn bộ binh cận vệ 51 của Tập đoàn quân cận vệ 6 với vỏn vẹn 135 xe tăng các loại. Cuối ngày 10 tháng 7, sau khi bị mất 12 xe tăng, Quân đoàn bị đẩy ra khỏi vị trí phòng thủ thuận lợi trong thị trấn Pokrovka và bắt đầu lùi dần theo đường nhựa Pokrovka về phía tây bắc, vừa lùi vừa tổ chức phản kích. Các tập đoàn quân không quân 2 và 5 được lệnh tập trung máy bay cường kích yểm hộ cho Quân đoàn xe tăng cận vệ 5 và Sư đoàn bộ binh cận vệ 51 trên mặt đất. Hơn 450 phi vụ của các máy bay IL-2 đã được huy động dành riêng cho một đoạn đường chỉ dài 25 km từ Pokrovka đến Prokhorovka. Tập đoàn quân xe tăng 5 có gần 500 xe tăng và pháo tự hành lập tức được báo động và điều động đến khu vực xe tăng Đức đột phá. Nhưng cũng phải mất đến 2 ngày để đơn vị này chuẩn bị đủ cơ số đạn dược, xăng dầu và di chuyển từ Marinovka đến Aleksandrovka bằng đường bộ vì đi bằng đường xe lửa thuận tiện hơn nhưng mất nhiều thời gian bốc dỡ xe pháo, đạn dược, xăng dầu và phương tiện kèm theo. Trong hai ngày đó, Quân đoàn xe tăng cận vệ 5 phải chống giữ một mất một còn với 2 quân đoàn xe tăng Đức. Mặc dù có máy bay IL-2 yểm hộ nhưng các xe tăng Đức vẫn nhiều lần đột kích vào hai bên sườn Quân đoàn xe tăng cận vệ 5. Trong ngày cuối cùng, quân đoàn đã phải tác chiến bằng cách một đổi một với các xe tăng Đức và về được đến Aleksandrovka với hơn 50 xe tăng còn hoạt động được. Trinh sát đường không của Tập đoàn quân không quân 5 đếm được gần 200 xác xe tăng Đức và Liên Xô rải dọc 25 km đường nhựa Pokrovka - Prokhrovka.
Tình huống hiểm nghèo nhất của Phương diện quân Voronezh trong toàn bộ chiến dịch đã xuất hiện ngày 10 tháng 7 khi bốn sư đoàn xe tăng và một sư đoàn cơ giới Đức đang tiến đến Prokhorovka trong khi hai sư đoàn bộ binh 167 và 176 Đức mở mũi tấn công sang phía đông, hướng vào khu phòng thủ Belenikhino. Quân đoàn xe tăng cận vệ 2, các sư đoàn bộ binh 31, 39 và sư đoàn đổ bộ đường không 37 phải chiến đấu trên cả hai hướng khi quân đoàn xe tăng 3 và quân đoàn Raus (Đức) đã vượt sông Bắc Donets đánh vào phía sau Belenikhino. Tướng I. S. Koniev phải chuyển cho tướng N. F. Vatutin Quân đoàn xe tăng 2 lấy từ Tập đoàn quân 46 để phản đột kích vào sườn Tập đoàn quân xe tăng 3 (Đức) nhưng không kịp. Chiều 10 tháng 7, Tập đoàn quân xe tăng 5 và Quân đoàn xe tăng 2 (Liên Xô) đã tập kết tại Aleksandrovka. Sáng 11 tháng 7, Bộ tư lệnh Phương diện quân Voronezh ra lệnh rút bỏ khu phòng thủ Belenikhino, tập trung Quân đoàn xe tăng cận vệ 2 và Quân đoàn cơ giới cận vệ 35 tại Aleksandrovka. Chiều 11 tháng 7, Quân đoàn xe tăng 3 (Đức) đánh chiếm Belenikhino, tiến lên phía bắc hội quân với Quân đoàn xe tăng 48 (thiếu Sư đoàn xe tăng 11) và Quân đoàn xe tăng 2 SS.
Mặc dù bị tổn thất gần 100 xe tăng trong cuộc truy đuổi để đánh quỵ Quân đoàn xe tăng cận vệ 5 của Liên Xô nhưng hai quân đoàn xe tăng 48 và 2 SS (Đức) vẫn còn khá sung sức với tổng cộng hơn 494 xe tăng và pháo tự hành còn hoạt động tốt. Quân đội Liên Xô đưa đến Prokhorovka Tập đoàn quân xe tăng cận vệ 5 còn nguyên vẹn với khoảng 500 xe, trong đó có 118 xe tăng hạng nặng các loại KV-85/IS-1 của Quân đoàn xe tăng 10. Tham gia trận Prokhorovka còn có 126 xe tăng của Quân đoàn xe tăng 2 (Tập đoàn quân cận vệ 5), 115 xe tăng của Quân đoàn xe tăng cận vệ 2 và 81 xe tăng của Quân đoàn cơ giới cận vệ 35. Trong số gần 50 xe tăng còn lại của Quân đoàn xe tăng cận vệ 5 vẫn còn hơn 10 chiếc sử dụng được.. Tham gia trận chiến tại Prokhorovka ngày 12 tháng 7 còn có Quân đoàn bộ binh cận vệ 32 thuộc Tập đoàn quân cận vệ 5 của trung tướng A. S. Zhadov.

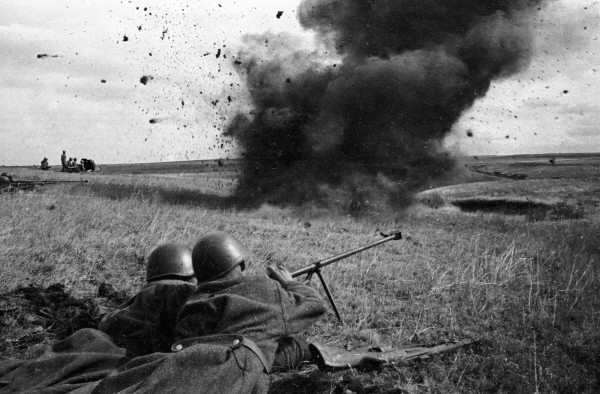
Một khẩu đội súng chống tăng của Quân đội Liên Xô trong trận Kursk

6 giờ 30 sáng 12 tháng, 18 chiếc Me-109 xuất hiện trên bầu trời cánh đồng Prokhorovka xác định lần cuối các vị trí của quân đội Liên Xô kết hợp trinh sát khí tượng. 6 giờ 45 phút, 39 chiếc Ju-86 và Ju-88 bắt đầu ném bom phối hợp với pháo binh bắn phá dọn đường, 7 giờ 15, Quân đoàn xe tăng 2 SS xuất phát tấn công. Nghênh đón đoàn xe tăng này chưa phải là xe tăng Liên Xô mà là không quân. Các tập đoàn quân không quân 5 và 16 tổ chức 177 chiếc IL-2 đồng loạt xuất kích với sự yểm hộ của 81 máy bay Yak-3, Yak-7. Các máy bay IL-2 đã đánh phá chính xác vào các đoàn xe tăng Đức đang tiến ra cánh đồng. Vài chục xe tăng Đức bốc cháy hoặc bị hư hại, nhưng cả đoàn xe vẫn giữ vững đội hình tấn công. Các máy bay Me-109 có số lượng ít hơn đã không thể mon men tới gần những phi đội IL-2 được hàng rào tiêm kích bảo vệ chặt chẽ.. 7 giờ 30 phút, Quân đoàn xe tăng 18 (Liên Xô) của tướng B. S. Bakharov tiến ra chặn đánh Sư đoàn xe tăng 1 SS (Đức) trên cánh trái. Ở cánh phải, Quân đoàn xe tăng 29 (Liên Xô) của tướng I. F. Kirichenko vòng qua sườn đồi đánh bọc sườn Sư đoàn xe tăng 3 SS. Với pháo 88mm và kính ngắm tốt, xe tăng Tiger I có thể tiêu diệt T-34 từ cự ly gần 2.000m, trong khi pháo 76mm trên T-34 không thể bắn thủng được giáp trước của Tiger ngay cả ở cự ly gần. Kết quả là hỏa lực pháo 88 mm của hơn 100 xe tăng Tiger I (Đức) đã bẻ gãy cuộc tấn công của Quân đoàn xe tăng 18 trong khu vực nông trường Tháng Mười, buộc Quân đoàn này phải tổ chức phòng ngự vòng tròn. Đòn đánh thọc sườn của quân đoàn Kirichenko có hiệu quả hơn, toàn bộ Sư đoàn xe tăng 3 SS phải lật cánh sang hướng Vasilyevka để đối phó, làm bộc lộ một khoảng sườn hở dài hơn 1 km giữa sư đoàn xe tăng 3 SS và sư đoàn xe tăng 2 SS đang tấn công ở giữa..
8 giờ 50 phút, tướng P. A. Rodmistrov tung Quân đoàn xe tăng 2 vào điểm nối giữa Sư đoàn xe tăng 3 và Sư đoàn xe tăng 2 SS. Xe tăng T-34 mặc dù thua kém xa về hỏa lực so với xe tăng Tiger I nhưng các tổ lái Liên Xô đã tận dụng tốc độ cơ động cao hơn, họ lái xe tăng tốc chạy xuyên qua hàng rào Tiger I nặng nề đi trước để công kích trực diện với các xe tăng Panzer IV ở đội hình tuyến hai phía sau. Chiến thuật áp sát của các xe tăng T-34 (Liên Xô) đã hạn chế đáng kể hỏa lực pháo 88 mm nòng dài từ các xe tăng Tiger I (Đức). Hơn 100 chiếc Tiger I đang ồ ạt tấn công phải quay lại hỗ trợ cho những chiếc Panzer IV yếu hơn đang lần lượt bốc cháy trước hỏa lực pháo bắn thẳng 76 mm của những chiếc T-34 Liên Xô. 9 giờ 5 phút, Quân đoàn xe tăng cận vệ 2 Tatsinskaya được tung vào trận cũng với chiến thuật áp sát công kích. Biết rằng không thể bắn thủng giáp trước của Tiger, các xạ thủ Liên Xô tìm cách áp sát để đánh vào các xe tăng Tiger I từ bên hông hoặc phía sau, với chỗ hiểm yếu nhất là buồng động cơ. Để cứu trợ cho Quân đoàn xe tăng 2 SS, tướng Hermann Breith, tư lệnh Quân đoàn xe tăng 3 (Đức) hủy bỏ cuộc đột kích vào Belenikhino, điều Sư đoàn xe tăng 6 được trang bị toàn bộ xe tăng Panther cải tiến tấn công sang Mikhailovka nhằm phá vỡ chiến thuật áp sát của xe tăng Liên Xô, sư đoàn xe tăng 7 có 132 xe tăng, trong đó có 28 xe tăng Tiger I tấn công Storozhevoye. Trên cánh trái, Sư đoàn cơ giới "Großdeutschland (Đức) đã vượt qua thị trấn Vasilyevka. Đại tướng N. F. Vatutin điều động ba lữ đoàn pháo tự hành chống tăng và lữ đoàn xe tăng 26 triển khai ở Mikhailovka và Storozhevoye và đã chặn được cuộc đột kích của hai sư đoàn xe tăng Đức.

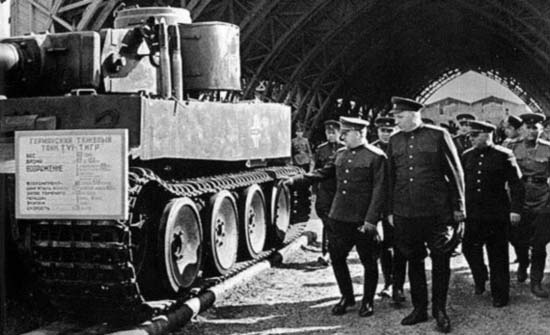
Một chiếc Tiger I bị quân đội Liên Xô bắt sống

Cuộc chiến giằng co giữa 4 sư đoàn xe tăng cùng 1 cơ giới Đức với 4 quân đoàn xe tăng và một quân đoàn cơ giới Liên Xô tại khu vực tam giác Prokhorovka - Vasilyevka - Storozhevoye kéo dài đến quá trưa nhưng không đi đến kết quả ngã ngũ. Riêng thị trấn Vaslievka đã qua ba lần giành giật giữa hai bên. Làng Bogoroditskoe cũng hai lần chuyển từ tay quân đội Liên Xô sang tay quân Đức và ngược lại chỉ trong hơn 4 giờ. Trên khúc cong của sông Psyol đã có hàng trăm xe tăng của cả hai bên lao xuống nước để dập lửa. Khi các xe tăng đều cạn kiện nhiên liệu và đạn dược, các pháo thủ và lái xe tăng của hai bên đã nhảy khỏi xe, đọ súng bộ binh với nhau và thậm chí sử dụng cả lưỡi lê, dao găm và nắm đấm.. Trong ngày, không quân Đức xuất kích hơn 600 phi vụ, trong đó có hơn 400 phi vụ cường kích của máy bay Ju-87 nhằm vào các xe tăng Liên Xô. Các tập đoàn quân không quân 5 và 16 (Liên Xô) đã thực hiện không dưới 1.000 phi vụ, trong đó có hơn 600 phi vụ cường kích IL-2. Có khoảng 50 chiếc IL-2 và tổ lái đã xuất kích từ 7 đến 9 phi vụ trong ngày.
14 giờ chiều, tướng Herman Hoth tung Sư đoàn xe tăng 3 có 57 xe tăng Tiger I và 44 xe tăng Panzer IV là lực lượng dự bị cuối cùng vào trận nhưng không thể cứu vãn được tình thế. Trước đó một giờ, Quân đoàn xe tăng 10 thuộc lực lượng dự bị của Đại bản doanh tăng viện cho Tập đoàn quân xe tăng cận vệ 5 với hơn 120 xe tăng hạng nặng các loại KV-85/IS-1 đã tập kết tại bờ bắc sông Psyon và đến 14 giờ, Quân đoàn này vượt sông và chặn đứng Sư đoàn xe tăng 3 (Đức) tại tây nam Vasilyevka. Ngay trước cửa ngõ Prokhorovka, tướng N. F. Vatutin cũng tung Quân đoàn cơ giới cận vệ 5 tham chiến trong khi các sư đoàn xe tăng Đức đã thiệt hại nặng và kiệt sức.
Nếu như trước đó, đoàn xe tăng Đức chỉ chiến đấu với những chiếc xe tăng hạng trung T-34, thì giờ đây họ đã gặp phải những đối thủ hạng nặng ngang tầm của Liên Xô. Về hỏa lực, xe tăng Tiger I với pháo 88mm L/56 trội hơn KV-85/IS-1 với pháo 85mm L/52, nhưng về vỏ giáp thì KV-85/IS-1 trội hơn. Các xe tăng KV-85/IS-1 lần lượt hạ từng chiếc Tiger I của Đức bằng pháo nòng dài 85 mm bắn đạn sabot УБР-365П từ cự ly gần 1.000 m. Ở cự ly tương đương, pháo 88 mm của Tiger I bất lực trước vỏ giáp trước dày tới 160 mm của các loại xe tăng này. Tối 12 tháng 7, tàn quân của các sư đoàn xe tăng Đức rút lui. Theo người Anh tổng kết, quân đội Đức Quốc xã mất 320 xe tăng và pháo tự hành, quân đội Liên Xô mất khoảng 400 chiếc. Phía Liên Xô đưa ra kết quả ngược lại, quân đội Liên Xô mất 300 xe tăng và pháo tự hành nhưng đã phá hủy 400 xe tăng và pháo tự hành, 88 pháo, 70 súng cối và hơn 300 xe quân sự của đối phương.. Phía Đức không đưa ra con số thiệt hại tổng quát nhưng thừa nhận trận tấn công đã hoàn toàn thất bại.
Không chỉ thiệt hại nặng về vũ khí và binh lính, quân đội Đức Quốc xã còn có thêm thiệt hại về sĩ quan chỉ huy cao cấp. Sáng 13 tháng 7, trong khi rút quân, trung tướng Walther von Hünersdorff, chỉ huy Sư đoàn xe tăng 6 (Đức) đã bị một vết thương nhẹ do đạn tiểu liên. Chiều 13 tháng 8, sư đoàn xe tăng 6 bị không quân Liên Xô oanh tạc. Walther von Hünersdorff bị thương nặng vào đầu, được đưa về bệnh viện Kharkov cứu chữa nhưng không qua khỏi và đã chết ngày 17 tháng 7 năm 1943.

## Giai đoạn phản công của quân đội Liên Xô

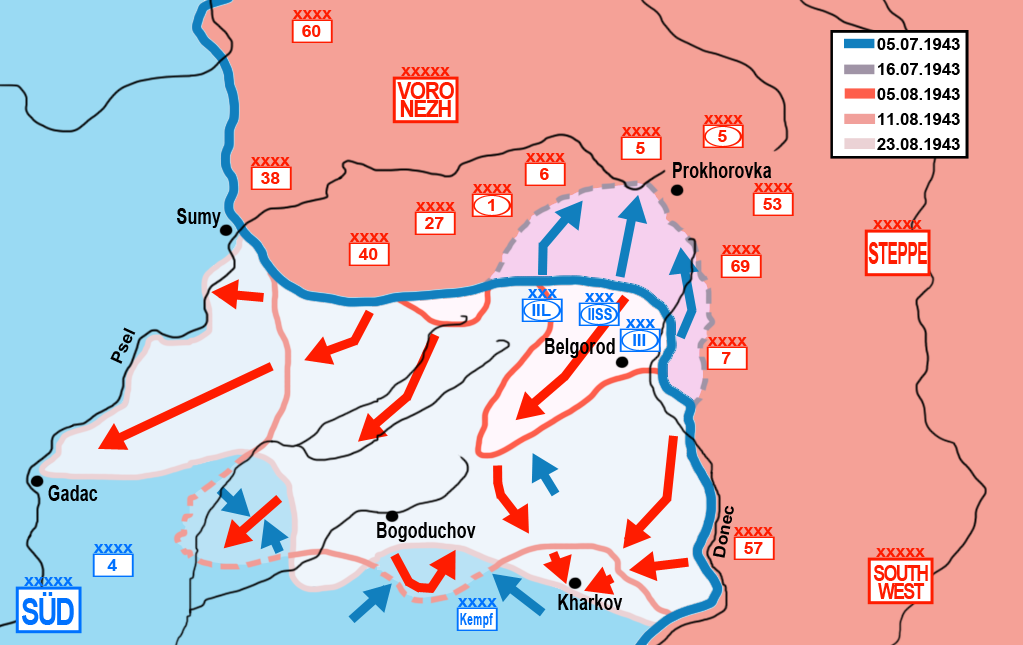
Sơ đồ mô tả cuộc phản công của Quân đội Liên Xô ở phía nam vùng cung Kursk

### Khái quát
Nếu như trong chiến dịch Kursk, Quân đội Đức Quốc xã vấp phải nhiều khó khăn về vận chuyển tiếp tế cho mặt trận thì Quân đội Liên Xô lại nhận được nguồn tăng viện dồi dào từ hậu phương của họ. Ngành đường sắt đã dành cho Phương diện quân Bryansk 3 tuyến đường vận tải quân sự với 60 đôi tàu/ngày; Phương diện quân Trung tâm có 4 tuyến với 66 đôi tàu/ngày; Phương diện quân Voronezh và Phương diện quân Thảo nguyên có 6 tuyến (3 tuyến chung với Phương diện quân tây nam) được tiếp tế đều đặn bởi từ 56 đến 64 đôi tàu/ngày. Do đó, trong giai đoạn phản công, quân đội Liên Xô tại các mặt trận đối diện và xung quanh khu vực Kursk đã được tăng cường.
Kế hoạch phản công tại khu vực vòng cung Kursk đã được Bộ Tổng tư lệnh tối cao quân đội Liên Xô và tư lệnh các Phương diện quân hoạch định từ trước khi diễn ra cuộc tấn công của quân đội Đức Quốc xã và bây giờ, họ chỉ cần điều chỉnh lại các chi tiết cho phù hợp với tình hình mới. Ở cánh Bắc, ngay sau khi Phương diện quân Trung tâm bẻ gãy cuộc tấn công của Cụm tập đoàn quân Trung tâm (Đức) ngày 10 tháng 7 thì ngày 11 tháng 7, Phương diện quân Bryansk và cánh trái của Phương diện quân Tây mở Chiến dịch Kutuzov tấn công phía bắc Oryol. Ngày 13 tháng 7, Phương diện quân Trung tâm cũng mở chiến dịch Orlovsky ở phía nam Oryol nhằm xóa chỗ lõm Oryol - Mtsensk. Ở cánh Nam, Phương diện quân Voronezh và Phương diện quân Thảo nguyên còn tiếp tục phản kích đến ngày 23 tháng 7 mới đẩy được các sư đoàn của thống chế Erich von Manstein về tuyến xuất phát và chuyển sang phản công toàn diện bằng chiến dịch Thống soái Rumyantsev, giải phóng Kharkov và tiến thêm hơn 200 km về phía tây.
Trên hướng Oryol - Bryansk, Quân đội Liên Xô huy động Phương diện quân Trung tâm, Phương diện quân Bryansk do thượng tướng M. M. Popov chỉ huy và cánh trái của Phương diện quân Tây do thượng tướng Vasily Danilovich Sokolovsky chỉ huy giáng đòn tấn công hợp điểm vào trung tâm phòng ngự Oryol của quân đội Đức Quốc xã và sau một tháng đã đẩy lùi quân đội Đức Quốc xã đến tuyến Lyudinovo, Zhizdra, Frolovka và Dmitrovsk - Orlovsky, nắn thẳng tuyến mặt trận, xóa bỏ chỗ lõm Oryol được quân Đức gọi là "cái chèn sắt Oryol - Mtsensk".
Tại cánh Nam, Phương diện quân Thảo nguyên do Thượng tướng I. S. Konev, một lực lượng dự bị lớn của quân đội Liên Xô được giao nhiệm vụ phòng thủ ở thê đội 2 đã được điều ra tuyến đầu, cùng với Phương diện quân Voronezh và cánh trái của Phương diện quân tây nam do Đại tướng R. Ya. Malinovsky chỉ huy mở chiến dịch phản công đồng loạt vào Tập đoàn quân xe tăng 4 và Cụm tác chiến Kemf (Đức), phát triển đến tuyến Sumy, Lebedino, Gadyach, Zenkov, Akhtyrka, Konstantinovka, phía bắc Lyubotin và Chuguyev. Giai đoạn phản công của quân đội Liên Xô kết thúc bằng việc đánh chiếm lại thành phố Kharkov lần thứ hai và cũng là lần cuối cùng ngày 23 tháng 8.

### Trên hướng Oryol - Bryansk
Kết quả cuộc tấn công sớm từ ngày 12 đến ngày 19 tháng 7 của Phương diện quân Bryansk và cánh trái của Phương diện quân Tây đã đẩy Tập đoàn quân xe tăng 2 và Tập đoàn quân 9 (Đức) ở khu vực Mtsensk - Oryol vào thế bị đánh từ hai phía bắc và Nam. Đòn tấn công của Tập đoàn quân cận vệ 11 tiến dọc theo hành lang hẹp giữa hai con sông Vytebet và Resseti, phát triển đến Ilyinskoye cách đầu mối giao thông Karachev 35 km về phía đông bắc đã đặt cụm quân Đức đang phòng thủ ở khu vực Bolkhov - Oryol - Mtsensk - Zmiyevka vào thế bị nửa hợp vây. Ngày 17 tháng 7, Tập đoàn quân 50 cũng chuyển sang tấn công trên khu vực Duminichi, chiếm được một bàn đạp rộng 5 km sâu 2 km phía nam sông Zhizdra. Trong dải tấn công của Phương diện quân Trung tâm, các tập đoàn quân 13, 48, 70 và Tập đoàn quân xe tăng 2 cũng đã chuẩn bị xong chiến dịch Orlovsky trong tình trạng rất gấp rút. Ngày 15 tháng 7, Tập đoàn quân xe tăng 2 và Tập đoàn quân 13 bắt đầu tấn công dọc sông Oka vào hướng Kromy. Tập đoàn quân 48 bao vây cụm phòng thủ của quân Đức tại Zmiyevka và phát triển đến Fylosofovo, Nikolskoye. Mặc dù các sư đoàn xe tăng Đức bị tổn thất nặng trong quá trình tấn công trước đó nhưng các đơn vị còn lại vẫn kiên trì bám lấy khu phòng thủ Mtsensk như một "cái chèn sắt" chia cắt chính diện Phương diện quân Bryansk, ngăn cản phương diện quân này tiến công vào Oryol. Cuộc tấn công của Tập đoàn quân cận vệ 11 (Phương diện quân Tây) cũng bị cũng bị chặn lại trên tuyến sông Olesnya.
Để tăng cường sức mạnh tấn công cho Phương diện quân Bryansk, Bộ Tổng tư lệnh quân đội Liên Xô điều Tập đoàn quân xe tăng cận vệ 3 do trung tướng P. S. Rybalko chỉ huy gồm 37.266 sĩ quan và binh sĩ, được trang bị 475 xe tăng T-34 và T-70 từ lực lượng dự bị phối thuộc cho phương diện quân. Bộ Tổng tham mưu quân đội Liên Xô lưu ý tư lệnh Phương diện quân M. M. Popov rằng có thể sẽ "giết chết" tập đoàn quân xe tăng này nếu đưa nó vào chiến đấu trong các đường phố phức tạp ở Oryol và giúp bộ tham mưu phương diện quân vạch kế hoạch sử dụng nó. 10 giờ 20 phút ngày 19 tháng 7, từ tuyến Novosil - Mokhovoye, tướng P. S. Rybalko tổ chức hai cánh quân xe tăng phối hợp với bộ binh tấn công Oryol. Cánh phải gồm Quân đoàn xe tăng cận vệ 6 (tên cũ là Quân đoàn xe tăng 12) ở thê đội một, Quân đoàn cơ giới cận vệ 7 ở thê đội 2, phối hợp với Tập đoàn quân 3 tấn công Oryol từ phía đông bắc. Một lữ đoàn xe tăng của Quân đoàn cơ giới cận vệ 7 yểm hộ cho cánh trái của Tập đoàn quân 3 tấn công Mtsensk từ phía nam. Cánh trái của Phương diện quân Bryansk có Quân đoàn xe tăng cận vệ 7 (tên cũ là Quân đoàn xe tăng 15) ở thê đội một, Lữ đoàn xe tăng 91 ở thê đội 2 làm chủ lực phối hợp với Tập đoàn quân 63 tấn công song song với con đường sắt Livny - Oryol, từ phía đông nam đánh vào thành phố.
Bộ tư lệnh Cụm tập đoàn quân Trung tâm (Đức) không hề biết đến việc Tập đoàn quân xe tăng cận vệ 3 (Liên Xô) đã được điều động đền hướng này. Còn các sư đoàn xe tăng 2 và 18 (Đức) cũng hoàn toàn bị bất ngờ khi họ rải quân dọc theo con đường sắt này nhưng cả hai cánh quân xe tăng của Tập đoàn quân xe tăng 3 (Liên Xô) đã không sử dụng nó. Tập đoàn quân không quân 6 (Đức) tung ra mỗi ngày hơn 500 phi vụ máy bay cường kích, gây thiệt hại không nhỏ về xe tăng cho Tập đoàn quân xe tăng cận vệ 3 và làm chậm tốc độ tấn công của quân đội Liên Xô xuống chỉ còn trung bình 4 km/ngày. Nhưng không quân Đức không cứu được cụm cứ điểm Mtsensk. Bị nửa hợp vây, Quân đoàn bộ binh 35 (Đức) phải rút khỏi Mtsensk ngày 21 tháng 7 về giữ Oryol. Ngày 23 tháng 7, Quân đoàn xe tăng cận vệ 7 cắt đứt con đường sắt Mtsensk - Oryol tại Kamenevo. Ngày 22 tháng 7, khi đã tiếp cận ngoại vi Oryol, Tập đoàn quân xe tăng 3 được lệnh quay xuống phía nam phối hợp với Tập đoàn quân xe tăng 2 công kích tuyến phòng thủ Kromy - Almazovo của quân Đức dọc theo tuyến sông Oka. Vì thiếu xe tăng đột kích nên mặc dù đã tiếp cận ngoại vi Oryol từ ngày 1 tháng 8 nhưng phải đến ngày 5 tháng 8, Tập đoàn quân 3 của tướng Gorbatov mới đánh chiếm được thành phố Oryol. Tối 5 tháng 8, Moskva bắn pháo hoa chào mừng sự kiện giải phóng Oryol, mở đầu cho một nghi thức chào mừng thường xuyên mỗi khi quân đội Liên Xô giải phóng một đô thị lớn hoặc đột phá được một tuyến phòng thủ cơ bản của quân đội Đức Quốc xã. Nghi thức này được thực hiện liên tục cho đến khi kết thúc chiến tranh.

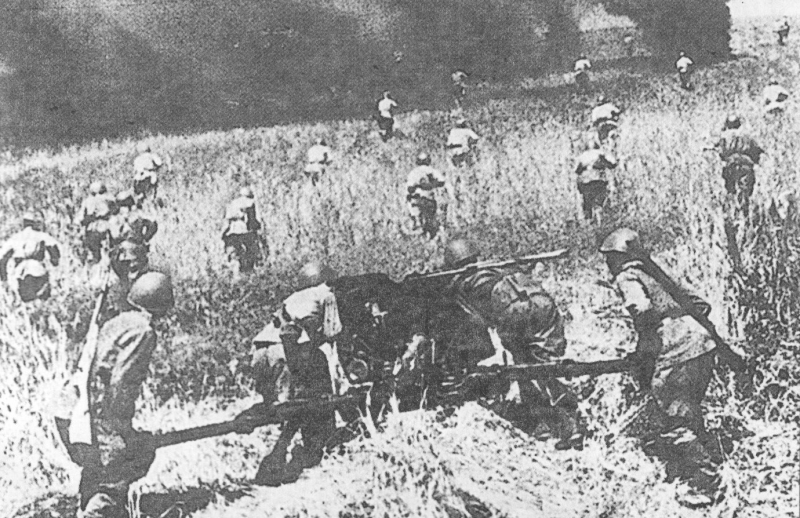
Pháo binh chống tăng Liên Xô bám sát và yểm hộ cho bộ binh tấn công

Trên cánh cực Bắc, Tập đoàn quân cận vệ 11 và Tập đoàn quân 50 của Phương diện quân Tây đã mở lại cuộc tấn công vào ngày 23 tháng 7. Tập đoàn quân 50 đã tiến lên thêm 10 km, áp sát các thị trấn Shchigry và Lovat. Tập đoàn quân 11 mở rộng khu vực bàn đạp Ilyevskoye (???), chỉ còn cách đầu mối đường sắt Karachev 15 km về phía bắc. Ngày 24 tháng 7, hai tập đoàn quân này được chuyển thuộc Phương diện quân Bryansk. Ở phía nam, Tập đoàn quân xe tăng cận vệ 3 được chuyển thuộc Phương diện quân Trung Tam đã phối hợp với Tập đoàn quân xe tăng 2 đánh chiếm Kromy, chọc thủng tuyến phòng thủ của Tập đoàn quân xe tăng 2 (Đức) và đến ngày 11 tháng 8 đã tiến ra tuyến Shablykino - Kucheryaevka - Dmitrovsky Orlovsk. Ở giữa mặt trận, sau khi đánh chiếm Oryol, các tập đoàn quân 3, 61 và 63 tiếp tục truy kích các quân đoàn của Tập đoàn quân 9 (Đức) và đến ngày 18 tháng 8 đã tiến về phía tây thêm 70 km. Ngày 20 tháng 8, Phương diện quan Bryansk và hai tập đoàn quân 13 và 70 tiếp tục tấn công, đánh chiếm Kucheryaevka, Dmitrovsky Orlovsk, Karachev, Belye Berega, Zhurinichi và Zhizdra, tiến được thêm 20 km về phía tây và đến ngày 23 tháng 8 phải dừng lại trước phòng tuyến Hagen với những tổn thất không nhỏ. Trong nửa đầu tháng 8, Quân đội Đức Quốc xã đã tăng cường cho Cụm tập đoàn quân Trung tâm 6 sư đoàn rút từ Cụm tập đoàn quân Bắc. Ngày 16 tháng 8, thống chế Günther von Kluge bị cách chức. Tướng Walter Model được chỉ định làm tư lệnh Cụm tập đoàn quân Trung tâm. Ông này đã mạnh dạn rút bỏ những vị trí đang bị quân đội Liên Xô uy hiếp và gom quân lại để thiết lập tuyến phòng thủ vững chắc từ Lyudinovo qua Frolovka phía đông Bryansk 20 km và kéo dài về phía nam đến Komarichi (còn gọi là phòng tuyến Hagen). Bảo vệ được tuyến đường sắt chiến lược từ Konotop qua Navlya, Bryansk, Dyatkovo đến Lyudinovo chạy song song với mặt trận, tướng Walter Model có thể cơ động lực lượng xe tăng trên toàn tuyến và chặn đứng các cuộc công kích của quân đội Liên Xô trên hướng này.

### Trên hướng Belgorod - Kharkov

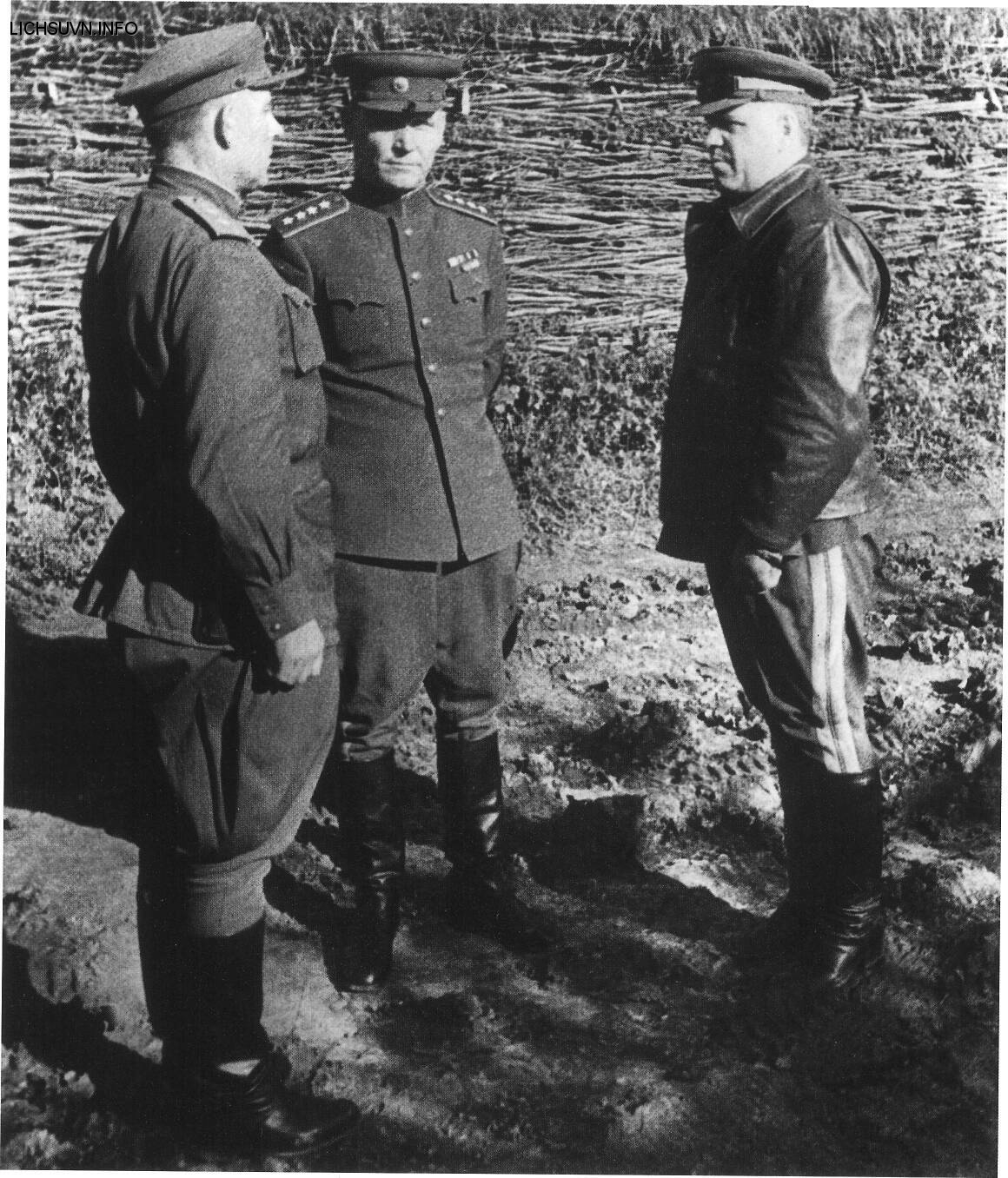
Nguyên soái G. K. Zhukov (phải) giao nhiệm vụ cho đại tướng I. S. Konev (giữa) đưa Phương diện quân Thảo nguyên (nguyên là Phương diện quân Dự bị) tham gia phản công ở phía Nam Vòng cung Kursk

So với Phương diện quân Trung tâm và Phương diện quân Bryansk, Phương diện quân Voronezh chịu thiệt hại nhiều hơn cả trong các trận đánh phòng thủ từ ngày 5 tháng 7 đến ngày 23 tháng 7 (gấp rưỡi thời gian phòng thủ của hai phương diện quân nói trên). Thiệt hại về người và vật chất cũng lớn hơn: 27.542 người chết, 46.530 người bị thương,, hơn 700 xe tăng bị bắn hỏng và bắn cháy. Phương diện quân này cần có thời gian để bổ sung quân số và phương tiện để phục hồi các đơn vị, trong đó, cần khoảng 500 xe tăng để phục hồi lại các quân đoàn thiết giáp và cơ giới. Ngày 25 tháng 7, Bộ Tổng tư lệnh quân đội Liên Xô điều động các tập đoàn quân 27 và 53 từ Phương diện quân Thảo nguyên đến khu vực phía nam vòng cung Kursk. Hơn 600 xe tăng đã được cấp để phục hồi các quân đoàn xe tăng 2, 18, 29, các quân đoàn xe tăng cận vệ 2, 5 và Quân đoàn cơ giới 3. Mặt khác, đây cũng là hướng mà quân đội Đức Quốc xã đạt được chiều sâu đột phá lớn nhất (đến 48 km) trong toàn chiến dịch. Việc di chuyển Phương diện quân Thảo Nguyên từ chiều sâu phòng thủ 150 đến 300 km ra tuyến trước cũng mất hàng tuần lễ do các quyến đường sắt bị phá hủy nặng nề. Vì vậy, trong khi các Phương diện quân Bryansk và Trung tâm đã phản công từ ngày 12 tháng 7 thì mãi đến ngày 23 tháng 7, khi các sư đoàn cuối cùng của Cụm tập đoàn quân Nam (Đức) đã rút sâu về xung quanh Kharkov, Phương diện quân Tây Nam và Phương diện quân Thảo nguyên mới bắt đầu phản công và phải xây dựng một kế hoạch phản công mới thay cho kế hoạch ngày 8 tháng 7 đã phá sản. Ngoài ra, do Phương diện quân Voronezh đã tổn thất khá nhiều sinh lực và phương tiện trong giai đoạn phòng thủ của chiến dịch nên Bộ Tổng tư lệnh quân đội Liên Xô huy động cả cánh phải của Phương diện quân Tây Nam cùng tham gia giai đoạn phản công trên hướng Belgorod - Kharkov. Chiến dịch được lấy mật danh "Thống chế Rumyantsev".
Ngày 23 tháng 7, Phương diện quân Tây Nam đã khôi phục lại tuyến mặt trận trước ngày 5 tháng 7 và phải dừng lại chờ đến ngày 30 tháng 7, Phương diện quân Thảo nguyên mới tập kết xong các binh đoàn xe tăng và bộ binh, di chuyển không quân và các căn cứ hậu cần ra tuyến trước. Sau 3 ngày triển khai pháo binh và trinh sát trận địa, ngày 3 tháng 8, cuộc phản công bắt đầu trên hướng Belgorod.
Lúc 5 giờ sáng, Pháo binh Liên Xô pháo kích liền một mạch dài tới 3 tiếng vào các tuyến phòng thủ của các Quân đoàn xe tăng 3 và bộ binh 11 (Đức) quanh cụm phòng thủ Belgorod - Borisovka - Tomarovka. Hơn 450 phi vụ cường kích IL-2 và ném bom Pe-2 được các tập đoàn quân không quân 2 và 5 (Liên Xô) thực hiện trên một khu vực hẹp có bán kính chỉ 5 km xung quanh Belgorod. 8 giờ, khi pháo chuyển làn bắn sâu vào các đường giao thông nối Belgorod với Kharkov và các khu phòng thủ phía nam, các tập đoàn quân xe tăng 1 và 5 (Liên Xô) xuất phát tấn công. Mũi tấn công của Tập đoàn quân xe tăng 1 xuất phát từ Laptevka dọc theo con đường sắt Lgov - Zolochev vòng ra phía sau khu phòng thủ Borisovka và Tomarovka của Quân đoàn xe tăng 3 (Đức). Mũi đột kích của Tập đoàn quân xe tăng cận vệ 5 từ khoét sâu vào điểm tiếp giáp giữa Quân đoàn xe tăng 3 và Quân đoàn bộ binh 11 (Đức) và tạo một hành lang rộng 15 km, sâu 55 km chia cắt hai quân đoàn này.

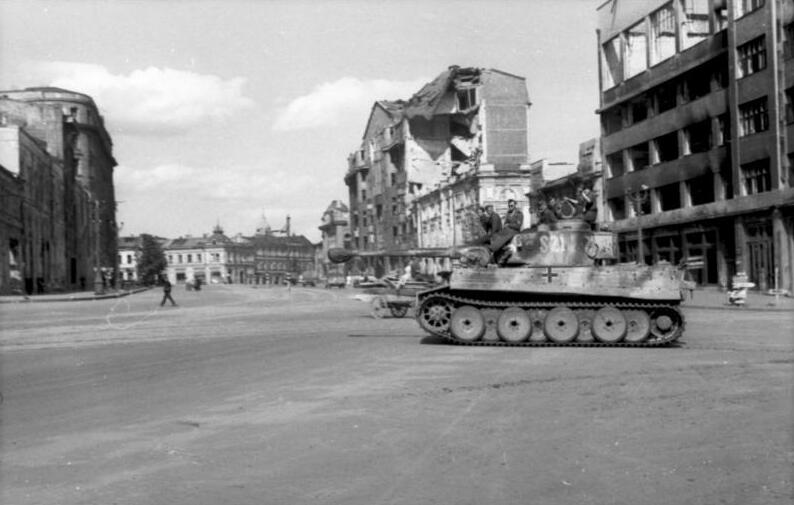
Xe tăng Tiger I (Đức) triển khai phòng thủ trong nội đô Kharkov

Trên chính diện Belgorod, các tập đoàn quân cận vệ 7 và 69 đột kích vào Belgorod từ hướng Bắc và hướng Đông. Chiều ngày 5 tháng 8, Belgorod đã nằm trong tay Quân đội Liên Xô. Quân đoàn 11 (Đức) bị đánh bật về phía nam. Tối mùng 5 tháng 8, đến lượt Quân đoàn xe tăng 3 (Đức) bỏ các cứ điểm Borisovka và Tomarovka rút về lập tuyến phòng thủ mới ở Bogodukhov. Trên cánh phải, Tập đoàn quân 40 (Liên Xô) từ khu vực Soldatskoye đánh chiếm Dorogoshch ngày 6 tháng 8 và hướng đòn tấn công về thành phố Grayvoron, Tập đoàn quân 47 đánh chiếm Krasnopolye ngày 7 tháng 8 và phát triển đến phía đông Boromlya.
Belgorod được coi như tiền đồn phòng thủ Kharkov từ phía bắc. Do đó, việc để mất Belgorod làm cho Kharkov hoàn toàn trống trải ở hướng Bắc và là một đòn nặng giáng vào phòng tuyến sông Bắc Donets của Thống chế Erich von Manstein. Ngày 8 tháng 8, Tập đoàn quân 57 được điều chuyển từ Phương diện quân tây nam cho Phương diện quân Voronezh đã vượt sông Bắc Donets ở phía bắc Martove mở một mũi công kích Kharkov từ hướng Đông. Quân đoàn bộ binh 42 (Đức) bị đẩy khỏi tuyến sông và lùi về giữ tuyến phòng thủ thứ hai từ Liptsy đến Chuguyev. Để phát triển cuộc tấn công, ngày 10 tháng 8, các tập đoàn quân cận vệ 6 và 53 được tung vào trận. Tập đoàn quân cận vệ 6 phối hợp với Tập đoàn quân xe tăng 1, Tập đoàn quân 53 phối hợp với Tập đoàn quân xe tăng cận vệ 5. Ngày 11 tháng 8, Tập đoàn quân xe tăng 1 và Tập đoàn quân cận vệ 6 mở mũi đột kích vào Bogodukhov và đánh chiếm thành phố này. Tập đoàn quân xe tăng cận vệ 5 từ Zolochev và Tập đoàn quân 53 từ Kazachya Lopan tấn công dọc theo đường sắt Belgorrot - Kharkov và đến ngày 15 tháng 8 đã chiếm nhà ga Dergachy, cách Kharkov hơn 13 km về phía bắc. Ở phía đông bắc Kharkov, Tập đoàn quân cận vệ 7 và Tập đoàn quân 69 chọc thủng phòng tuyến của Quân đoàn 42 (Đức), đánh chiếm các thị trấn Liptsy và Ternovaya, cũng đã có mặt trước Tsyrkuny cách Kharkov 10 km ngày 16 tháng 8. Cùng ngày Tập đoàn quân 57 cũng áp sát ngoại vi Kharkov từ phía tây.

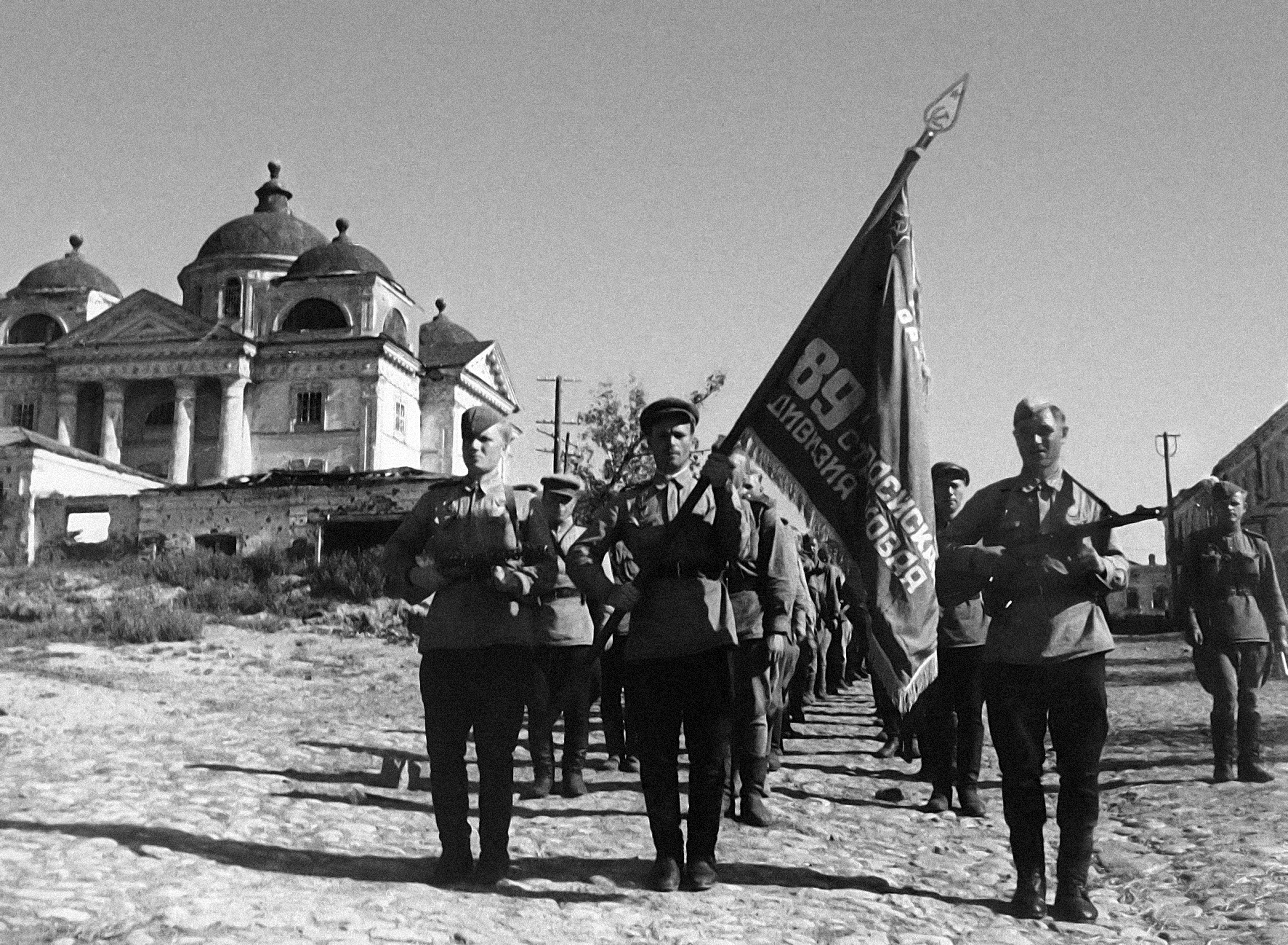
Sư đoàn bộ binh 89 (Liên Xô) tiến vào giải phóng Belgorod

Cũng trong ngày 15 tháng 8, Tập đoàn quân 47 cùng với Tập đoàn quân cận vệ 4 bao vây và tiêu diệt phần lớn Quân đoàn 52 (Đức) ở khu vực phía đông Trostyanets. Ngày 16 tháng 8, Tập đoàn quân 47 vọt tiến theo hành lang sống Vorshkla, tấn công đánh chiếm Akhtyrka và thọc sâu đến Kotelva. Ngày 16 tháng 8, tướng Hermann Hoth tập trung sư đoàn cơ giới "Großdeutschland", các sư đoàn xe tăng 11 và 17 mở cuộc phản đột kích từ khu vực giữa Trostyanets và Akhtyrka vào sau lưng Tập đoàn quân 47, chiếm lại Akhtyrka. Ngày 18 tháng 8, Tập đoàn quân cận vệ 6 buộc phải phát động sớm cuộc tấn công dọc theo sông Merla, đánh chiếm Krasnokutsk ngày 20 tháng 8, đẩy lùi mũi phản đột kích của các sư đoàn xe tăng, cơ giới Đức. Cùng ngày, Tập đoàn quân 47 vấp phải đòn phản kích của Sư đoàn xe tăng 19 (Đức) và Sư đoàn xe tăng 13 tại Kotelva, phải rút lui về dải phòng ngự của Tập đoàn quân cận vệ 4 với những thiệt hại nặng nề. Trên hướng Kharkov, ngày 17 tháng 8, Tập đoàn quân xe tăng 1 cũng mở một mũi đột kích từ Bogodukhov xuống thành phố Valky với ý định đánh chiếm Merefa và cô lập Kharkov từ phía nam. Tuy nhiên, thống chế Erich von Manstein đã không để cho Quân đội Liên Xô thực hiện ý đồ đó. Sư đoàn cơ giới SS "Wiking", sư đoàn xe tăng SS "Das Reich" và sư đoàn xe tăng 14 từ lực lượng dự bị (Đức) kéo lên tăng viện cho Tập đoàn quân xe tăng 4 đã chặn đứng mũi tiến công của Tập đoàn quân xe tăng 1 (Liên Xô) tại khu vực Lyubotin - Valky. Bộ tư lệnh Phương diện quân Voronezh yêu cầu Trung tướng G. I. Kulik đưa ngay bộ binh của Tập đoàn quân cận vệ 4 tiến ra yểm hộ cho xe tăng của Tập đoàn quân xe tăng 1 nhưng Kulik đã hành động quá chậm chạp, để cho bốn sư đoàn xe tăng và bộ binh Đức đánh tiêu hao 6 lữ đoàn xe tăng của Katukov, buộc Tập đoàn quân xe tăng 1 phải lùi về Olshany với những thiệt hại không nhỏ cả về người và xe tăng. Trong các cuộc tấn công từ ngày 23 tháng 7, mặc dù binh lực hầu như chưa bị sứt mẻ nhưng Tập đoàn quân cận vệ 4 luôn luôn tụt lại sau, làm cho hai tập đoàn quân 47 và xe tăng 1 ở bên phải và bên trái họ thường bị hở sườn. Do chỉ huy kém, tướng Kulik bị cách chức. Trung tướng A. I. Zygin được chỉ định thay thế.

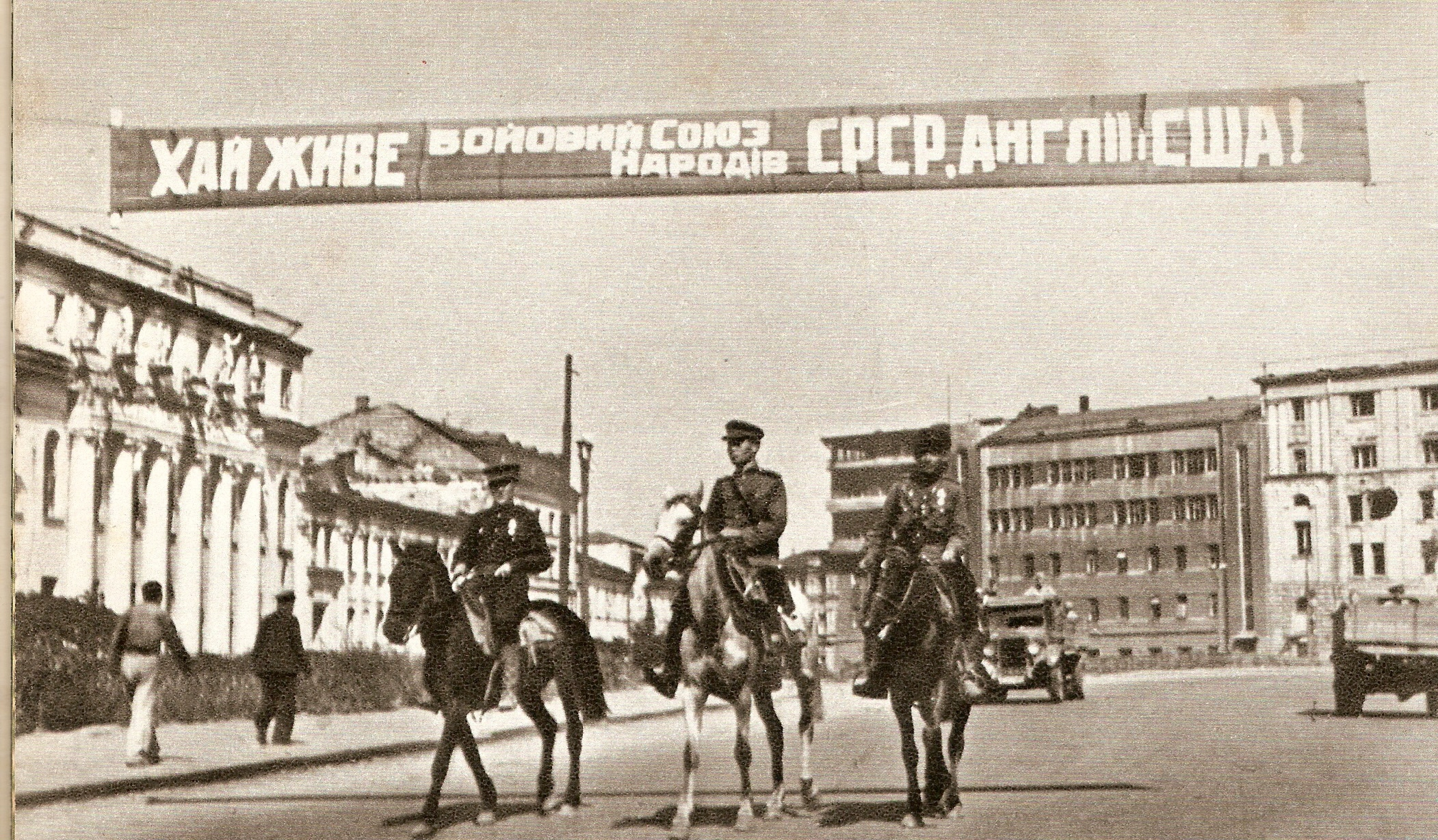
Quân đội Liên Xô giải phóng Kharkov ngày 23 tháng 8 năm 1943

Sáng 18 tháng 8, 5 tập đoàn quân Liên Xô đã bao vây Kharkov từ ba phía: phía tây và tây bắc có Tập đoàn quân xe tăng cận vệ 5 và Tập đoàn quân 53, phía bắc có Tập đoàn quân 69, phía đông và Đông Nam có Tập đoàn quân cận vệ 7 và Tập đoàn quân 57. 6 giờ sáng, Tập đoàn quân 53 được phối thuộc Quân đoàn cơ giới cận vệ 1 mở đầu cuộc tấn công vào từ phía tây bắc vào Kharkov. Chiều 18 tháng 8, các sư đoàn bộ binh 252, 299 và sư đoàn bộ binh cận vệ 14 đã đánh chiếm hai điểm cao 197,3 và 208,6 ở làng Peresechnaya. Từ hai điểm cao này, pháo binh Liên Xô đã có thể đặt toàn bộ nội đô thành phố trong tầm hỏa lực bắn thẳng. Để tăng tốc độ tấn công, tướng I. S. Konyev điều Tập đoàn quân xe tăng cận vệ 5 vòng xuống phía tây nam, đánh chiếm các làng Korotych và Pokhotilovka (???) để chặn đường rút của quân Đức trong thành phố sang Lyubotin và xuống Merefa. Tập đoàn quân 57 cũng đánh chiếm Chuguev, Rogan và Bezlyudovka, áp sát Kharkov từ hướng Đông Nam. Ngày 20 tháng 8, hai tập đoàn quân cận vệ 7 và 69 cũng mở cuộc tổng công kích vào Kharkov từ phía bắc và đông bắc, đánh chiếm Tsyrkuny và chỉ còn cách Kharkov 15 km. Ngày 21 tháng 8, tướng Werner Kempf tung hai sư đoàn bộ binh 106 và 153 (Đức) phản kích vào Tập đoàn quân xe tăng cận vệ 5 để mở đường rút lui. Trong thành phố, các tổ hoạt động bí mật của đội du kích Sidor Kopvak bắt đầu các hoạt động phá hoại ngầm, gây rối loạn cho quân đội Đức Quốc xã trong thành phố. Đêm 22 tháng 8, cả năm tập đoàn quân Liên Xô mở cuộc tổng công kích Kharkov từ 3 hướng, Khoảng 1/3 quân số còn lại của Quân đoàn bộ binh 42 và Quân đoàn Raus thoát khỏi Kharkov qua ngả Merefa. 8 giờ sáng ngày 23 tháng 8, sư đoàn bộ binh 183 thuộc Tập đoàn quân 69 đánh chiếm Quảng trường Dzerzhinsky ở trung tâm thành phố, kết thúc chiến dịch mang tên "Thống soái Rumyantsev".

## Kết quả, đánh giá và ảnh hưởng

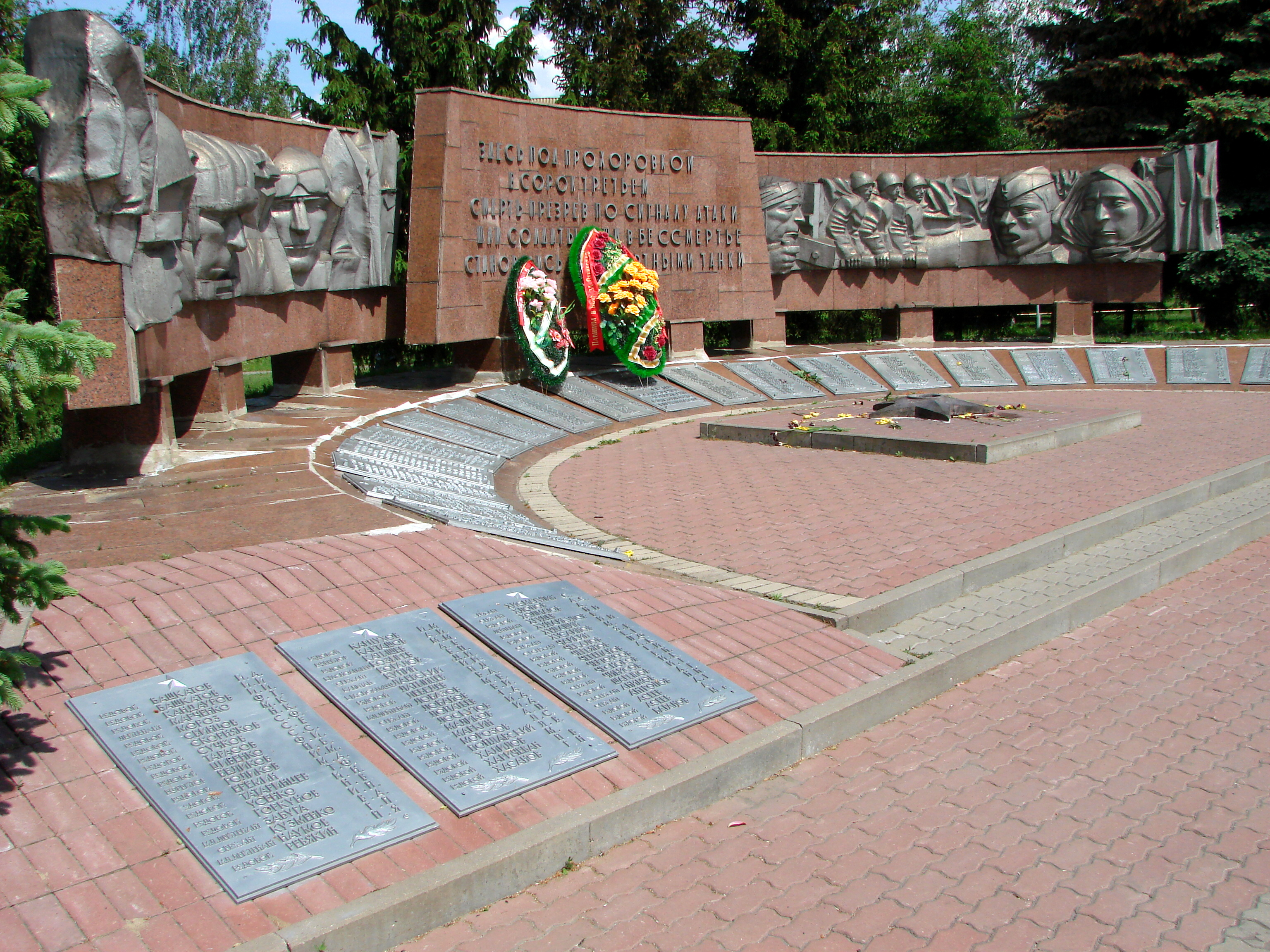
Đài tưởng niệm trận Kursk ở thành phố Kursk

### Kết quả
Kết quả chung cuộc là quân đội Đức Quốc xã đã phải rút lui sau một tuần tấn công. Quân đội Liên Xô không những đã đứng vững trước các đòn tập kích rất mạnh bằng xe tăng của quân đội Đức Quốc xã mà còn phản công thu hồi thêm hơn 70.000 km vuông lãnh thổ. Nếu như việc xác định kết quả thế cục chiến trường hầu như không có gì phải bàn cãi thì việc xác định kết quả thương vong và tổn thất của các bên lại khác nhau rất xa. Phía Liên Xô công bố họ đã gây thương vong cho 500.000 quân Đức, phá hủy 1.500 xe tăng và 3.000 khẩu pháo, bắn rơi và phá hủy 3.700 máy bay của đối phương. Số liệu thương vong của phía Liên Xô khi đó không được công bố. Liên Xô đã chứng minh được con số 1.000 máy bay Đức bị tổn thất trong chiến dịch do họ đã được ghi nhận ở các tài liệu gốc của thống chế không quân Đức Hermann Goering mà họ thu giữ được sau chiến tranh. Phía Đức chỉ tính riêng thương vong ở thời gian từ ngày 5 đến ngày 12 tháng 7 và đưa ra con số thiệt hại gần như ngược lại: Phía Đức có 54.182 thương vong, 252 đến 323 xe tăng và pháo tự hành bị phá hủy cùng với khoảng 600 - 1.614 chiếc khác bị bắn hỏng cần phải sửa chữa, 159 máy bay, khoảng 500 pháo xe kéo; phía Liên Xô có 177.847 thương vong, 1.614 đến 1.956 xe tăng và pháo tự hành bị phá hủy hoặc bị bắn hỏng cần phải sửa chữa, 459 máy bay và 3.929 pháo xe kéo.
Tài liệu quân y của Đức ghi nhận rằng họ có 52.000 lính chết và 134.000 lính bị thương trong chiến dịch. Tuy nhiên, tài liệu quân y của Đức là không đầy đủ do dựa trên báo cáo của binh sỹ Đức (do nhiều nguyên nhân, rất nhiều trường hợp binh sỹ thương vong đã không được báo cáo). Dựa trên các số liệu ngoại suy về quân số của các đơn vị Đức trước và sau chiến dịch, có thể xác định thương vong của Đức trong chiến dịch ít nhất là 380.000 tới 430.000 lính. Con số này có thể còn cao hơn, bởi chưa thể xác định số quân Đức được huy động thêm trong chiến dịch để bù đắp tổn thất
Jonathan P. Kluger, nghiên cứu sinh người Đức tại Đại học Louisiana (Hoa Kỳ) cũng tổng kết về chiến dịch này. Theo ông, khoảng 1.500 xe tăng, chiếm gần một nửa trong số xe tăng mà quân đội Liên Xô đưa vào trận đã bị bắn hỏng. Tuy nhiên, sau khi đánh lui quân Đức, phía Liên Xô đã làm chủ trận địa nên họ đã sửa chữa được khoảng 800 chiếc và lấy lại ưu thế với 2.750 xe tăng tiếp tục tham gia các trận đánh sau ngày 3 tháng 8. Đây cũng là lý do làm cho Phương diện quân Voronezh chưa thể phát động cuộc phản công ngay từ hạ tuần tháng 7 năm 1943. Quân đội Đức Quốc xã thì ngược lại. Vì thua trận, phải rút lui nên họ không có cách gì để lấy lại và phục hồi hơn 600 xe tăng bị bắn hỏng trong tổng số 1.200 chiếc bị tổn thất. Từ đánh giá trên, Jonathan P. Kluger cho rằng nếu người Đức cố giữ trận địa thêm vài ngày, họ có thể thu hồi và khôi phục một số lượng đáng kể xe tăng chỉ bị bắn hỏng chứ chưa bị phá hủy và sẽ không phải chịu mất mát lớn đến như vậy.
Các công trình nghiên cứu của Glantz, Zetterling, Clacke, Bergström... không đưa ra được con số thống nhất. Người Pháp cho rằng phía Liên Xô chỉ có 200.000 người thiệt mạng, tổn thất vật chất hơn 1.500 xe tăng và khoảng 2.800 máy bay; phía Đức có khoảng 500.000 thương vong, 1.200 xe tăng bị phá hủy và cũng mất trên 2.000 máy bay. Các sư đoàn xe tăng 3, 9, 12 (Đức) bị xóa sổ. Cuối cùng, công trình nghiên cứu các dữ liệu về trận Kursk do Viện Dupuy (Hoa Kỳ) và Hãng Rantek (Nga) phối hợp tiến hành với việc tra cứu trên 25.000 trang tài liệu gốc đã cho kết quả tương đối chính xác hơn cả về tổn thất của phía Đức. Các kết quả thẩm định cho thấy số liệu tổn thất của phía Liên Xô tương đối phù hợp với các kết quả nghiên cứu độc lập của G. F. Krivosheev, V. M. Andronikov và P. D. Burikov, cuộc tranh cãi mới tạm lắng xuống.
Về phía Liên Xô, họ chịu tổn thất 254.469 người chết, cùng với 608.834 người bị thương hoặc bị ốm (74% bị thương trong chiến đấu, 26% bị ốm). Nếu trừ đi số người bị ốm, thì tổn thất của Liên Xô trong chiến dịch là khoảng 710.000 người
Tính riêng tổn thất về xe tăng, phía Đức tổn thất chỉ bằng 50% so với Liên Xô, nhưng nếu suy xét cụ thể thì bên thua thiệt hơn lại là Đức, bởi trong số tổn thất của Đức có khoảng 180 chiếc xe tăng hạng nặng Panther (Con Báo), 40 chiếc Tiger I (Con Cọp) và 40 chiếc pháo tự hành Elefant (con Voi) bị phá hủy hoàn toàn; khoảng 70 chiếc Panther, 160 chiếc Tiger và 40 chiếc Elefant khác bị hư hại nặng. Như vậy, gần như tất cả số xe hạng nặng được Đức huy động (530/560 chiếc) đã bị phá hủy hoặc hư hại nặng. Đây là những loại xe tăng và pháo hạng nặng có chi phí sản xuất đắt đỏ, trong khi tổn thất của Liên Xô phần lớn là xe tăng hạng nhẹ và hạng trung, có chi phí và thời gian sản xuất nhỏ hơn nhiều (ví dụ: mỗi chiếc Tiger I của Đức có chi phí sản xuất đắt gấp 6 lần so với T-34, pháo tự hành Elefant thì còn đắt hơn cả Tiger I). Do vậy, sau trận Kursk, lực lượng thiết giáp Hồng quân không mất nhiều thời gian để bổ sung lực lượng, trong khi đội thiết giáp Đức thì suy kiệt rất nhiều. Từ đó tới cuối chiến tranh, hiếm khi đội xe tăng Đức có thể tấn công với một đội hình có số lượng lớn như ở giai đoạn đầu chiến tranh.
Tỷ lệ tổn thất của xe tăng Đức thể hiện một phần qua những báo cáo về xe tăng Panther: Trong số 259 chiếc Panther được huy động cho chiến dịch, đến ngày 11 tháng 8 năm 1943, số lượng Panther bị phá hủy đã lên đến 156 chiếc, vài chục chiếc bị hỏng cần sửa chữa, số Panther còn hoạt động được chỉ còn có 9 chiếc (tức là cứ 28 chiếc Panther thì chỉ còn 1 chiếc là còn chiến đấu được). Quân đội Đức vừa phải rút lui nhưng vẫn phải tìm mọi cách kéo xe tăng bị hỏng theo nhằm giảm thiểu tối đa con số thiệt hại xuống, số xe tăng hỏng không kéo về được thì buộc phải phá hủy để tránh bị Hồng quân chiếm mất.
Với thất bại nặng nề sau 7 ngày tấn công và một tháng rút lui sau đó, quân đội Đức Quốc xã đã không đạt được bất kỳ một mục tiêu nào trong kế hoạch Thành trì; không những bị tổn thất nặng về binh lực và phương tiện mà còn phải rút lui thêm về phía tây từ 120 đến 300 km so với tuyến mặt trận trước ngày 5 tháng 7. Điều đáng ngạc nhiên là Adolf Hitler không thể nhận thức ra tình hình nguy hiểm đang đe dọa quân đội Đức Quốc xã tại mặt trận phía đông và tiếp tục sa vào những ảo tưởng huyễn hoặc. Ngày 25 tháng 7, khi đánh giá về trận Kursk, Hitler đã nói với trung tướng Walter Warlimont, phó ban chỉ đạo tác chiến của các lực lượng vũ trang Đức Quốc xã, như sau:
Hitler: Tiện đây, ngài hãy đọc thông điệp của Stalin trong bản nhật lệnh mới nhất ngày hôm qua. Stalin nói rõ số sư đoàn xe tăng, cơ giới và bộ binh. Tôi cho rằng ông ta nắm được thật chính xác.
Warlimont: Thưa Quốc trưởng, ngài đang nói đến Chiến dịch Thành Trì ư?
Hitler: Đúng là về Chiến dịch Thành Trì. Tôi có cảm giác rằng đó là điệu kèn rút khỏi cuộc chiến của chính ông ta. Ông ta trình bày vấn đề cứ như thể là kế hoạch của chúng ta bị phá vỡ... Chắc là ở chỗ ông ta đâu đâu cũng thấy tin tức báo cáo về công việc không tiến triển được, đâu đâu cũng thấy sự ngưng trệ. Do đó, ông ta phải từ bỏ ý tưởng về những cuộc tấn công chớp nhoáng. Cảm giác của tôi là như vậy.

Sau này, Below bình luận: "Không rõ những lời đoán mò này của Hitler là kết quả của những tính toán sai lầm thực sự hay chỉ là thói đạo đức giả quen thuộc của ông ta."

### Đánh giá
Không những dẫn dắt Hồng quân Liên Xô tới thủ đô Berlin của Đức, trận đánh này còn ảnh hưởng trực tiếp tới nền quân sự thế giới trong nửa thế kỷ sau đó.

#### Vai trò của trận Kursk trong Thế chiến thứ hai
Nếu trận Stalingrad đánh dấu sự bắt đầu quá trình đảo ngược lộ trình Chiến tranh Xô-Đức vốn từ Tây sang Đông trở thành từ Đông sang Tây thì Trận Kursk đánh dấu quá trình xuống dốc không thể đảo ngược của quân đội Đức Quốc xã. Theo cuốn ''Natural Enemies: The United States and the Soviet Union in the Cold War, 1917-1991 của tác giả Robert C. Grogin, nếu như thảm bại ở Stalingrad đánh dấu sự tan vỡ của huyền thoại về Quân đội Đức "bất bại" thì thất bại quyết định tại Kursk chứng tỏ phát xít Đức không còn khả năng mở một cuộc tấn công đại quy mô nữa. Thắng lợi ở Kursk có thể được xem là to lớn hơn cả chiến thắng Stalingrad. Trận vòng cung Kursk được xem là một trận đánh bước ngoặt quan trọng của Chiến tranh Xô-Đức và Chiến tranh thế giới thứ hai cũng giống như trận Stalingrad, không chỉ thế, với quy mô to lớn khi hai bên tham chiến với quân số gần 3 triệu người và chỉ diễn ra trong hơn 5 tuần; lần đầu tiên quân đội Liên Xô giành thắng lợi trong một chiến dịch mùa hè khi họ đã biết cách và có đủ phương tiện để khắc chế được sức mạnh của lực lượng xe tăng hùng hậu vốn là nhân tố có tính chất xương sống trong cấu trúc của lục quân Đức Quốc xã. Tại đây sức mạnh xưa nay ghê gớm nhất của lục quân Đức là các mũi thọc sâu bằng xe tăng thiết giáp đã bị đối phương chặn đứng và phản công cũng chính bởi các đòn đánh bằng xe tăng thiết giáp, quân đội Liên Xô đã đánh thắng được quân Đức bằng chính ngón võ của đối thủ.
Cùng với thất bại tại trận Stalingrad, với thất bại lần này, Đức Quốc xã vĩnh viễn mất quyền chủ động chiến lược trên mặt trận phía đông. Mặc dù tiềm lực chiến tranh của Đức chưa hẳn đã cạn kiệt nhưng nó đã không còn dồi dào như những năm 1939-1942. Những thảm họa như Stalingrad và Kursk đã khiến người Đức không còn hy vọng chiến thắng nữa: cuối năm 1943, số người chết và bị thương của Đức đã lên cao hơn cả tổng tổn thất của họ thời Chiến tranh thế giới thứ nhất. Gánh nặng chiến tranh đối với nền công nghiệp và dân số cùng nhiều sự trục trặc dẫn đến trì hoãn thời gian sản xuất và đưa xe tăng ra chiến trường đã kéo dài thời gian chuẩn bị của quân Đức; còn tốc độ chuẩn bị binh lực của quân đội Liên Xô thì lại nhanh hơn thế rất nhiều. Chỉ trong thời gian chưa đầy ba tháng, 10 tập đoàn quân mới cùng hàng chục vạn khí tài xe tăng, máy bay, pháo tự hành, pháo mặt đất, súng cối, dàn pháo phản lực Katyusha của quân đội Liên Xô đã được đưa ra mặt trận. Việc này khiến quân đội Đức Quốc xã càng lùi thời gian mở màn chiến dịch để tập trung nhiều xe tăng hạng nặng cho chiến dịch để đánh một đòn chắc ăn thì lại càng rơi vào thế bất lợi về so sánh lực lượng trên địa đoạn đột phá chủ yếu. Cuối cùng, việc hoãn đi hoãn lại thời điểm mở chiến dịch của Adolf Hitler đã làm cho Erich von Manstein đã phải cay đắng thốt lên: "Đó là sự do dự chết người".
Trong ba chiến dịch phản công lớn nhất của quân đội Liên Xô từ đầu cuộc Chiến tranh vệ quốc vĩ đại: Chiến dịch phản công tại Moskva, Chiến dịch phản công ở Stalingrad và Chiến dịch phòng ngự phản công Kursk thì đây là chiến dịch có quy mô lớn hơn cả đối với quân đội Liên Xô và cũng là trận đánh tập trung nhiều xe tăng nhất trong suốt cuộc Chiến tranh Xô-Đức. Tại cuộc phản công ở Moskva mùa đông 1941-1942 chỉ có 17 tập đoàn quân với quân số mỗi tập đoàn quân chỉ bằng một nửa so với một tập đoàn quân năm 1943 và tổ chức lực lượng xe tăng rất mỏng chỉ với quy mô lữ đoàn. Cuộc phản công ở Stalingrad có 14 tập đoàn quân tham gia với xe tăng chỉ ở quy mô quân đoàn. Tham gia Chiến dịch Kursk có đến 22 tập đoàn quân binh chủng hợp thành có biên chế và quân số đủ, 5 tập đoàn quân xe tăng, 6 tập đoàn quân không quân. Thống chế Erich von Manstein là một trong số không ít tướng lĩnh cao cấp Đức Quốc xã tỏ ra ngạc nhiên trước tiềm lực quốc phòng dồi dào cũng như sự kiên trì, dẻo dai của đối thủ. Ông viết:
| “                     | Chúng tôi không ngờ rằng phía Liên Xô lại có những khả năng tổ chức to lớn đến thế cũng như việc phát triển nền công nghiệp quân sự của họ thể hiện trong trận này. Quả là chúng tôi đã gặp phải một con thủy tức nhiều đầu, cứ chặt đứt một cái đầu thì nó lại mọc ra hai cái đầu mới... Đến cuối tháng 8, Cụm tập đoàn quân của chúng tôi đã mất 7 sư đoàn trưởng, 38 trung đoàn trưởng, 252 tiểu đoàn trưởng. Nguồn dự trữ của chúng tôi cũng đã cạn. | ” |
| — Erich von Manstein, | |   |

Kết quả của trận Kursk đã được Nguyên soái Georgi Konstantinovich Zhukov ghi lại trong hồi ký Nhớ lại và Suy nghĩ của mình:
| “               | Sau 50 ngày đêm đã diễn ra cuộc chiến đấu vĩ đại nhất của quân ta với quân phát-xít Đức. Nó kết thúc bằng thắng lợi của Quân đội Xô-viết đánh tan 30 sư đoàn Đức tinh nhuệ, trong đó có 7 sư đoàn tăng. Trên phần nửa quân số của mấy chục sư đoàn này đã bị tiêu diệt. Thiệt hại chung của địch trong thời gian đó là trên 50 vạn tên, gần 1.500 xe tăng, trong đó phần lớn là xe tăng "cọp", "báo", 3.000 đại bác và súng cối và một số lớn máy bay. Đó là những thiệt hại mà bọn cầm đầu phát-xít không thể dùng một biện pháp tổng hợp nào bù vào được. Chiến thắng vĩ đại của quân ta ở Cuốc-xcơ đã chỉ rõ sức mạnh ngày càng to lớn của Nhà nước Xô-viết và lực lượng vũ trang Xô-viết. Thắng lợi ngoài mặt trận cũng như ở hậu phương giành được là do sự nỗ lực của tất cả mọi người Xô-viết dưới sự lãnh đạo của Đảng Cộng sản. Trong các trận chiến đấu ở Cuốc-xcơ, bộ đội ta đã tỏ ra có tinh thần cực kì dũng cảm, chủ nghĩa anh hùng tập thể và trình độ nắm vững tài nghệ quân sự. Đảng Cộng sản và Chính phủ đánh giá cao lòng dũng cảm của quân đội và đã thưởng trên 10 vạn huân chương và huy chương cho các chiến sĩ, sĩ quan và tướng lĩnh, nhiều người đã được tặng danh hiệu Anh hùng Liên Xô. Âm mưu địch giành quyền chủ động về chiến lược từ tay Bộ tư lệnh Xô-viết đã hoàn toàn phá sản và từ đó đến lúc hết chiến tranh, quân Đức bắt buộc chỉ có phòng ngự mà thôi. Điều đó chứng minh, nước Đức đã bị tiêu hao. Bây giờ không còn lực lượng nào có thể cứu chúng được. Vấn đề chỉ còn ở thời gian mà thôi. | ” |
| — G. K. Zhukov, | |   |

Trận Kursk cũng đã chứng minh sự tiến bộ của nghệ thuật quân sự của các cấp chỉ huy Hồng quân. Ngoài sự triển khai đúng đắn của Bộ Chỉ huy Liên Xô, chiến thắng này còn được coi là do sự anh dũng của các chiến sĩ Liên Xô. Hơn nữa, chiến thắng đã chứng minh quân đội Xô-viết có thể tấn công thắng lợi cả trong mùa hè, chứ không phải chỉ có trong mùa đông như trước đây Hitler đã tin tưởng. Vốn người Đức không thể làm nên một bước tiến đáng kể nào và còn bị tổn thất nặng nề, trận Vòng cung Kursk - cuộc tấn công cuối cùng của Hitler trên Mặt trận phía đông - đã làm rõ cho thế giới thấy kết cục thất bại không tránh được của nước Đức Quốc xã - điều ấy chỉ còn là một vấn đề thời gian - tuy rằng họ còn đang chiếm đóng gần trọn châu Âu.

#### Nguyên nhân thất bại của Chiến dịch Thành Trì
Theo nhà sử học Đức Karl-Heinz Frieser, có hai nguyên nhân dẫn đến thất bại của Chiến dịch Thành Trì:

- Quân đội Liên Xô nắm được ưu thế về quân số. Frieser đã chỉ ra rằng vấn đề lớn nhất của quân đội Đức Quốc xã lúc đó là sự thiếu hụt về binh lực. Bộ Tổng tư lệnh Lục quân Đức đã không nắm trong tay bất kỳ đơn vị dự bị chiến dịch đáng kể nào trong khi Quân đội Liên Xô có hẳn một Phương diện quân Thảo nguyên làm lực lượng dự bị chiến dịch. Cũng theo Frieser, việc Quân đội Liên Xô có nhiều xe tăng hơn thật ra không có ảnh hưởng nhiều đến kết cục của trận đánh như là một yếu tố quyết định. Cái chính là Adolf Hitler đã mắc lại sai lầm của năm 1941 và 1942, đánh giá thấp đối thủ và cứ thế lao vào cuộc chiến trong khi tiềm lực của nước Đức đã không còn bằng năm 1942, năm có tổng binh lực và phương tiện cao nhất.
- Việc Hitler liên tục trì hoãn ngày mở màn chiến dịch Thành Trì đã giúp Quân đội Liên Xô có đủ thời gian để biến Vòng cung Kursk thành một pháo đài khổng lồ. Các tướng lĩnh cao cấp Đức Quốc xã như Manstein và Zeitzler hy vọng quân Đức sẽ có thể đánh một đòn bất ngờ vào đối thủ chưa chuẩn bị sẵn sàng và đang xuống tinh thần sau thất bại ở Kharkov vào đầu năm. Tuy nhiên trên thực tế sự bất ngờ đó đã hoàn toàn không xảy ra. Sự trì hoãn đó đã làm cho Hitler đi đến chỗ chọn một "ngày xấu nhất" để phát động tấn công.

Nhà sử học Hoa Kỳ David M. Glantz, một chuyên gia nghiên cứu về lịch sử quân sự và nền quân sự Xô Viết lại có ý kiến khác: 

- Glantz khẳng định rằng thất bại của phát xít Đức không phải là do cái gọi là ưu thế quân số - thứ mà lâu nay người ta thường hay phóng đại - của Hồng quân. Nguyên nhân chủ yếu nằm ở những thay đổi mang tính cách mạng trong hệ thống sĩ quan chỉ huy, sĩ quan tham mưu và cách điều binh khiển tướng của lãnh đạo Liên Xô. Các sĩ quan tham mưu và sĩ quan chỉ huy Liên Xô đã thật sự "ngấm" các bài học xương máu trong những lần đụng độ với quân đội Đức Quốc xã, đến lượt mình họ lại tiếp tục bổ túc và truyền tải các kinh nghiệm quý giá này cho Quân đội Liên Xô dựa trên những phân tích hết sức thấu đáo và kỹ lưỡng về các trận đánh và chiến dịch trong cuộc chiến tranh. Tất cả những kinh nghiệm này làm phong phú thêm cho học thuyết Tác chiến chiều sâu và giúp Quân đội Liên Xô gặt hái nhiều thành công mới. Trong tác phẩm của mình, Glantz và House chỉ ra rằng thực chất số xe tăng của quân đội Liên Xô nhiều lắm là gấp 1,5 lần quân Đức, hoặc thậm chí là chỉ nhỉnh hơn số lượng xe tăng của quân đội Đức một chút.
- Glantz cũng khẳng định rằng Quân đội Liên Xô trong giai đoạn này đã áp dụng nhiều chiến thuật mới trong tác chiến ở cấp độ chiến thuật và chiến dịch. Họ đã giải quyết được nhiều khó khăn phát sinh trong việc phối hợp các quân binh chủng và từ đó tạo thành "một chiến dịch hiệp đồng binh chủng thật sự". Trong đó, Glantz nhấn mạnh đến "sự tinh vi của các hoạt động tình báo, nghi binh và phòng thủ chống xe tăng". Đồng thời, Quân đội Liên Xô cũng đạt được nhiều bước tiến tương tự trong việc phá vỡ các phòng tuyến Đức trên một chính diện mặt trận hẹp bằng việc phối hợp nhịp nhàng và hiệu quả các đơn vị pháo binh, tăng thiết giáp, công binh và bộ binh. Trong Trận Prokhorovka và Chiến dịch Kutuzov, Các chỉ huy quân đội Liên Xô đã gặt hái được nhiều kinh nghiệm về việc điều động các đơn vị xe tăng và cơ giới - điều đó trở thành điểm đặc trưng nổi bật nhất trong học thuyết Tác chiến chiều sâu của quân đội Liên Xô. Đó cũng là bằng chứng của việc lực lượng tăng thiết giáp Hồng quân có thể đối đầu ngang ngửa với các lực lượng tăng thiết giáp mạnh nhất của phát xít Đức. Dĩ nhiên là chiến thuật của Hồng quân cũng cần phải cải thiện nhiều để giảm thiểu thương vong; tuy nhiên một điều rõ ràng là phát xít Đức đã đối mặt với một quân đội Liên Xô hoàn toàn mới và đáng gờm hơn rất nhiều so với những gì họ từng biết.
- Glantz đã chỉ ra rằng chiến thuật phòng ngự của quân đội Liên Xô cũng đã tiến bộ rõ rệt. Họ đã sử dụng nhuần nhuyễn và hiệu quả hỏa lực pháo chống tăng cùng với các lữ đoàn, trung đoàn xe tăng và pháo tự hành độc lập, điều đó giúp chúng tăng thêm khả năng cơ động trong phòng thủ. Các đơn vị này có nhiệm vụ đập tan các mũi tấn công của quân đội Đức Quốc xã ở từng lớp phòng thủ của quân đội Liên Xô. Năm bản lề 1943 thật sự là thời khắc quyết định của quân đội Xô Viết; các chiến thuật mà Hồng quân thử nghiệm và cải tiến trong năm này sẽ được hoàn thiện trong năm 1944 và 1945.

Phát triển quan điểm của nhà sử học Nga Vladimir Vasilyevich Beshanov cho rằng năm 1942 là năm "đào tạo" đối với quân đội Liên Xô, David M. Glantz đưa ra một nhận xét tổng quát hơn:
| “                    | Sự giáo dục ở cấp bậc tiểu học mà Hồng quân nhận được trong năm 1941 và 1942 là tiền đề cho cấp bậc trung học của năm 1943. Năm 1944 và 1945, Hồng quân hoàn tất cấp bậc đại học và họ cũng tốt nghiệp vào lúc chiến tranh kết thúc | ” |
| — David M. Glantz, . | |   |

Nhà sử học và nhà nghiên cứu khoa học quân sự Steven J. Zaloga đưa ra hai lý do cho chiến thắng của Hồng quân tại Kursk:

- Như Glantz, Zaloga khẳng định rằng việc Quân đội Liên Xô chiến thắng vì lý do "quân đông" là một câu chuyện hoang đường do các tướng lĩnh Đức Quốc xã tô vẽ ra trong các hồi ký xuất bản hồi thập niên 1950 của họ. Trong đó, quân số và số lượng xe tăng của một sư đoàn xe tăng Đức tương đương một quân đoàn xe tăng Liên Xô, còn biên chế quân số một quân đoàn bộ binh thì hơn một quân đoàn bộ binh Liên Xô 1,5 lần. Do đó, các thống kê so sánh chỉ dựa trên số lượng tập đoàn quân, quân đoàn, sư đoàn có thể dẫn đến các sai số rất lớn về binh lực và phương tiện. Zaloga cũng thẳng thừng bác bỏ mọi sự cáo buộc về việc Quân đội Liên Xô chủ yếu dựa vào việc lấy thịt đè người hơn là vào khả năng tác chiến. Zaloga đồng ý rằng ở các cấp độ như trung đội và đại đội, khả năng tác chiến của Hồng quân không có gì đặc sắc và họ nhận được sự huấn luyện kém hơn đối thủ Đức Quốc xã; đồng thời ông cũng chỉ ra rằng còn nhiều vấn đề chiến thuật mà Hồng quân còn cần phải giải quyết. Tuy nhiên theo Zaloga, khoảng cách giữa Quân đội Liên Xô và Quân đội Đức Quốc xã đã "thu hẹp rất đáng kể" trong nửa đầu năm 1943 và không lâu sau đó khoảng cách đó sẽ là con số không.
- Zaloga cũng khẳng định rằng, xét trên góc độ nghệ thuật quân sự, Quân đội Liên Xô là những bậc thầy trong việc cơ động các đơn vị tăng thiết giáp. Các chiến thuật ở tầm mức chiến dịch của Hồng quân đã tỏ ra vượt trội hơn hẳn đối thủ Đức Quốc xã; điều này giúp các tư lệnh chiến trường của họ có thể đánh lừa, làm bối rối, cản trở và sau cùng là tiến tới áp đảo đối thủ của họ.

Nhà nghiên cứu Anh Richard Overy thì đưa ra hai cách giải thích sau:

- Overy chỉ rõ rằng thật ra, sức mạnh của Không quân Liên Xô và Không quân Đức Quốc xã là tương đương nhau. Tại Trận vòng cung Kursk Không quân Liên Xô lần đầu tiên đem ra sử dụng các hệ thống liên lạc giữa các máy bay trên không và các đơn vị mặt đất cùng với các ra-đa, một hệ thống bảo trì hoàn thiện và một hệ thống kho bãi chứa xăng dầu dự trữ đầy đủ. Điều này khiến mỗi máy bay có thể thực hiện tối đa đến hai mươi chuyến bay trong ngày để kịp thời đáp ứng tình hình căng thẳng trên mặt trận. Trong khi đó Không quân Đức Quốc xã thì thường xuyên chịu nhiều thiếu hụt về nhiên liệu.
- Chất lượng xe tăng của Quân đội Liên Xô không hề thua kém các xe tăng Đức. Mặc dù các mẫu xe tăng T-34 lúc đó (trang bị pháo 76 ly) có hỏa lực và tầm bắn kém hơn so với các xe tăng Con Báo và Con Hổ của Đức được trang bị pháo 88 ly nhưng T-34 lại nắm ưu thế về tính cơ động và tốc độ. Các xe tăng Con Cọp và Con Báo cũng gặp quá nhiều trục trặc về kỹ thuật khi vận hành. Để chống lại các xe tăng Cọp, Báo trong Trận Prokhorovka, Quân đội Liên Xô đã áp dụng phương pháp "đấu tay đôi", tức là cho các xe tăng của mình áp sát các xe tăng Đức đến mức sự thua kém về tầm bắn không còn là một yếu tố đáng kể nữa. Theo Glantz và House, Hồng quân Xô Viết đã đẩy lui các đợt tấn công đầu tiên của phát xít Đức bất chấp họ gặp nhiều bất lợi trong trận chiến: tầm bắn và hỏa lực thua kém các khẩu pháo 88 ly của Đức. Có những thời điểm, không quân Đức nắm ưu thế trên bầu trời và dồn cho đối phương co cụm lại để tấn công trên một địa hình bằng phẳng. Và trong các điều kiện hết sức bất lợi trên, tổn thất của các đơn vị tăng thiết giáp Liên Xô cũng không hơn quá nhiều so với Đức Quốc xã. Trong trận Prokhorovka, Quân đội Liên Xô chỉ mất 400 xe và Quân đội Đức Quốc xã mất 320 xe, tỉ lệ là 5:4. Tuy nhiên, 400 xe tăng là 1/2 tổng lực lượng xe tăng mà quân đội Liên Xô huy động vào trận này, còn 320 xe tăng là 3/4 lực lượng xe tăng mà quân đội Đức Quốc xã huy động. Rõ ràng là các sư đoàn xe tăng Đức phải rút khỏi Prokhorovka là vì mất sức chiến đấu. Mệnh lệnh của Adolf Hitler chỉ là sự chấp nhận thực tế đó chứ không thể hiện ý muốn cuối cùng của ông ta.

### Ảnh hưởng
Thống chế Đức Erich von Manstein đã dự báo hoàn toàn đúng khi ông cho rằng trận Stalingrad có thể chỉ là một khúc dạo đầu cho một thảm họa còn khủng khiếp hơn nữa và thảm họa đó đã diễn ra tại Kursk. Thực sự, trận thua này được xem là thảm bại lớn nhất của quân Thiết giáp Đức. Xét về khía cạnh quân sự, thất bại của quân đội Đức Quốc xã trong trận Kursk đã khẳng định tính không thể đảo ngược của cục thế hai bên trên chiến trường Xô-Đức đã được xoay chuyển sau Trận Stalingrad. Việc quân đội Liên Xô xóa bỏ hai "chỗ lõm" ở Oryol và Kharkov đã tạo ra một bước đà quan trọng cho họ tái thực hiện kế hoạch "Nhảy vọt" mà trước đó hơn nửa năm, họ đã thực hiện không thành công ở tả ngạn Ukraina. Kết quả của chiến dịch này đánh dấu sự sụp đổ dây chuyền của các tuyến phòng thủ do Cụm tập đoàn quân Nam (Đức) dựng lên ở tả ngạn sông Dniepr mà Adolf Hitler gọi đó là "Chiến lũy phương Đông". Không dừng lại ở Kharkov, các Phương diện quân Voronezh, Thảo Nguyên, Tây Nam và Nam đã phát động cuộc tổng công kích mùa thu và kéo dài qua mùa đông năm 1943, hất Cụm tập đoàn quân Nam (Đức) sang bên kia sông Dniepr, giải phóng một loạt các thành phố và trung tâm công nghiệp lớn như Kiev, Dniepropetrovsk, Zaporozhye, Nikopol... và toàn bộ các vùng nông nghiệp trù phú ở lưu vực sông Donets và vùng công nghiệp Donbas. Tướng Kurt von Tippelskirch đánh giá: "Mất vùng công nghiệp Donbas, nước Đức mất một chỗ dựa quan trọng để tiếp tục chiến tranh ở mặt trận phía đông". Trong khi quân Liên Xô sau thắng lợi quyết định này đã tuyệt đối nắm thế chủ động chiến lược, từ vị trí chủ động tấn công, quân đội Đức Quốc xã buộc phải chuyển sang phòng ngự và gần như chỉ phòng ngự chiến lược kèm theo một số trận phản công không mạnh và cũng không thành công từ cuối năm 1943 cho đến khi kết thúc chiến tranh.
Về chính trị, kết quả thắng lợi của trận Kursk được coi như một "món quà" mà I. V. Stalin cùng đoàn đại biểu Liên Xô mang đến Hội nghị tam cường đồng minh họp tại Teheran từ ngày 28 tháng 11 đến ngày 1 tháng 12 năm 1943. Trong một mức độ nhất định, ảnh hưởng của trận Kursk tại hội nghị này đã làm tăng thêm trọng lượng cho những đề xuất từ phía Liên Xô. Họ cho rằng cuộc đổ bộ của các đồng minh Anh và Hoa Kỳ lên Sicilia và mũi Apennin khó có thể coi là một động thái mở mặt trận thứ hai ở Tây Âu do quy mô nhỏ của chiến dịch. Với bán đảo Ý nhỏ hẹp, quân đội các nước đồng minh sẽ rất khó triển khai một lực lượng lớn và đủ mạnh để có thể đánh thẳng vào trung tâm nước Đức. Trong khi thủ tướng Anh Winston Churchill kiên trì quan điểm lấy nước Ý và bán đảo Balkan làm bàn đạp tấn công nước Đức Quốc xã thì tổng thống Hoa Kỳ Franklin D. Roosevelt lại đồng quan điểm với phía Liên Xô về việc mặt trận thứ hai chống nước Đức Quốc xã phải được mở ở Pháp.
Cũng giống như chiến dịch Stalingrad, kết quả thắng lợi của chiến dịch Kursk đã ở đầu cho một loạt các đòn tấn công của 8 phương diện quân Liên Xô trên toàn bộ cánh Nam và khu vực Trung tâm mặt trận Xô-Đức nhưng với quy mô lớn gấp hơn ba lần so với cuộc phản công trong 3 tháng đầu năm 1943, kéo dài từ ngày 25 tháng 8 đến hết tháng 12 năm 1943. Sau ba đợt tổng tấn công trong vòng 4 tháng, Quân đội Liên Xô đã thu hồi toàn bộ vùng tả ngạn sông Dniepr và tả ngạn sông Berezina, đẩy tuyến mặt trận về phía tây từ 100 đến 200 km, cá biệt có nơi xa đến 350 km tại khu vực Mozyr ở Phương diện quân Tây (từ ngày 20 tháng 10 là Phương diện quân Belorussia) và Kherson ở Phương diện quân Nam (từ ngày 20 tháng 10 là Phương diện quân Ukraina 4); thu hẹp diện tích chiếm đóng của quân đội Đức Quốc xã tại lãnh thổ Liên Xô xuống chỉ còn bằng 1/3 so với mùa hè năm 1942. Trong năm 1943, cùng với chiến thắng vang dội của quân Liên Xô tại Kursk, cuộc đổ bộ của liên quân Anh - Mỹ lên đất Ý và thất bại hoàn toàn của liên quân Đức - Ý tại Bắc Phi đã đánh dấu sự xoay chuyển thế trận hoàn toàn có lợi cho khối Đồng Minh, qua đó đại thắng tại Kursk đã thúc đẩy công cuộc giải phóng nhân loại ra khỏi ách áp bức của chủ nghĩa phát xít. Song, ngoài ảnh hưởng đến cuộc Chiến tranh thế giới thứ hai, chiến thắng Kursk còn được đưa vào các trường đào tạo của binh chủng tăng thiết giáp tại Liên Xô (cũ) Và, 50 năm sau trận đánh đó, nhận thức được tầm quan trọng của xe tăng, các siêu cường trên thế giới đã chạy đua thiết giáp với nhau, và điều này chỉ kết thúc sau khi Liên bang Xô viết sụp đổ, Hoa Kỳ trở thành siêu cường duy nhất và chủ nghĩa khủng bố gia tăng.

## Trận Kursk trong văn hóa đại chúng

### Kiến trúc và điêu khắc

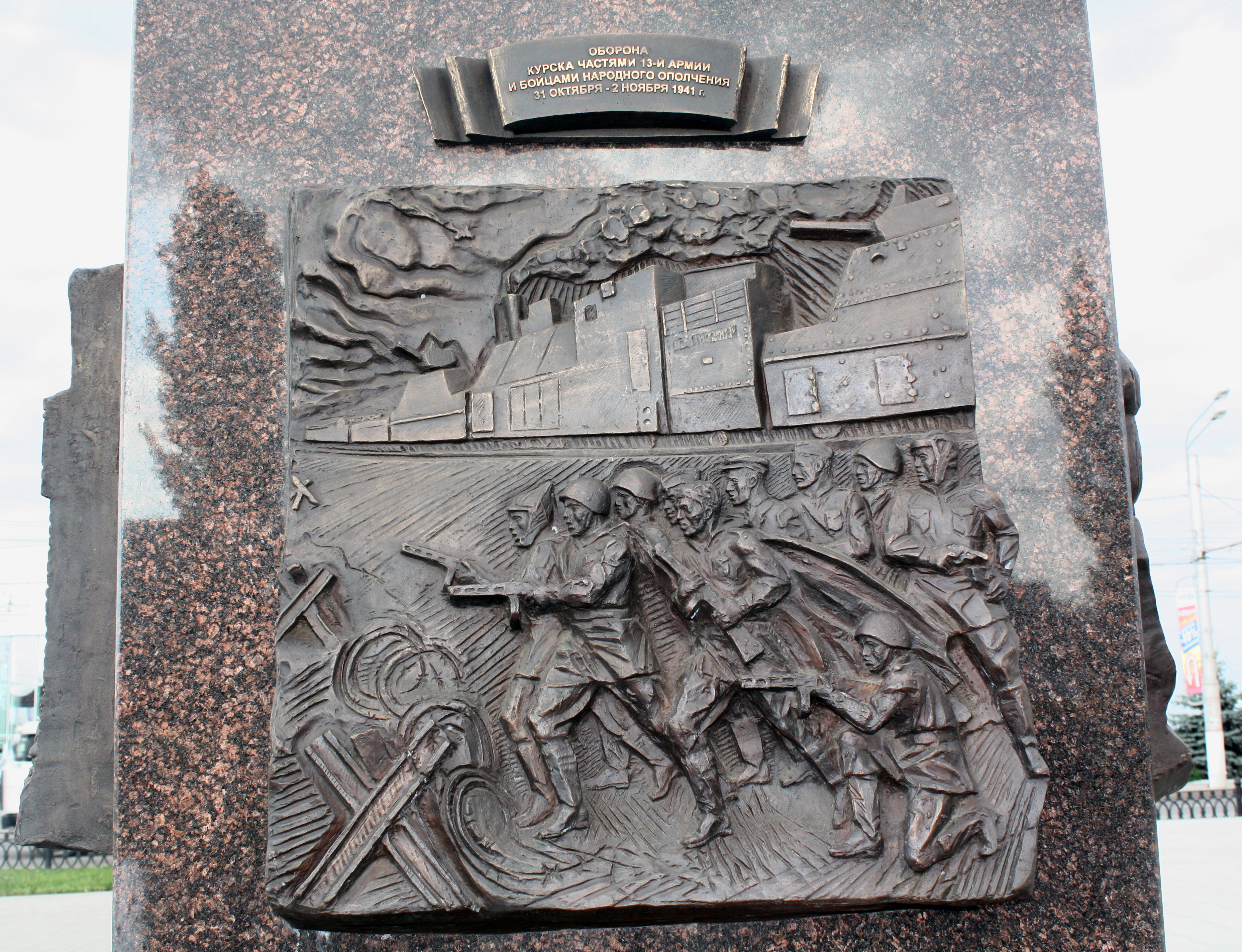
Phù điêu kỷ niệm cuộc phòng thủ Kursk năm 1941 của Hồng quân với các đoàn tàu bọc thép
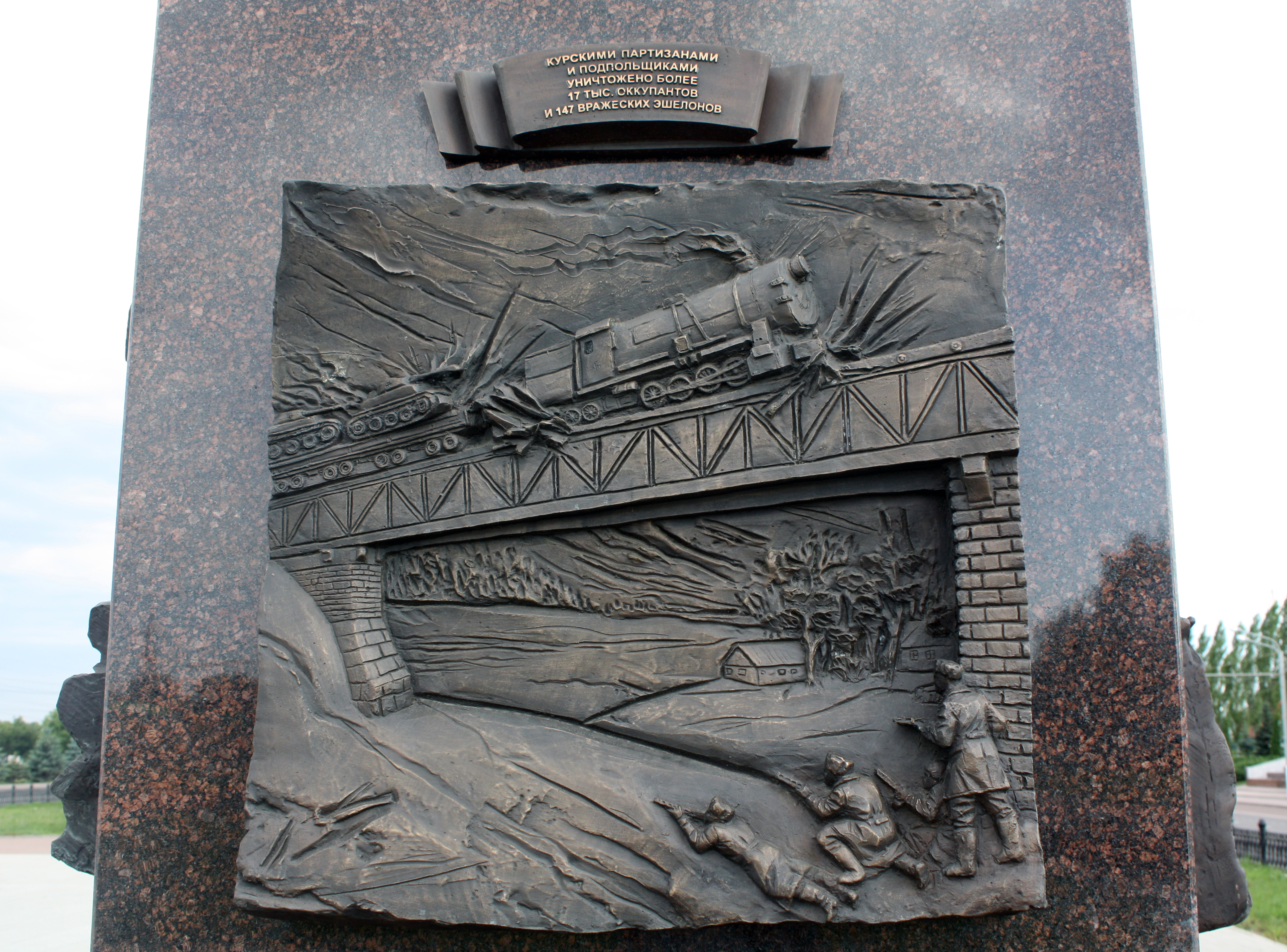
Phù điêu kỷ niệm chiến tranh du kích phá hủy đường ray, cầu cống và các đoàn tàu quân sự của Đức Quốc xã tại Kursk trong Chiến tranh Vệ quốc vĩ đại
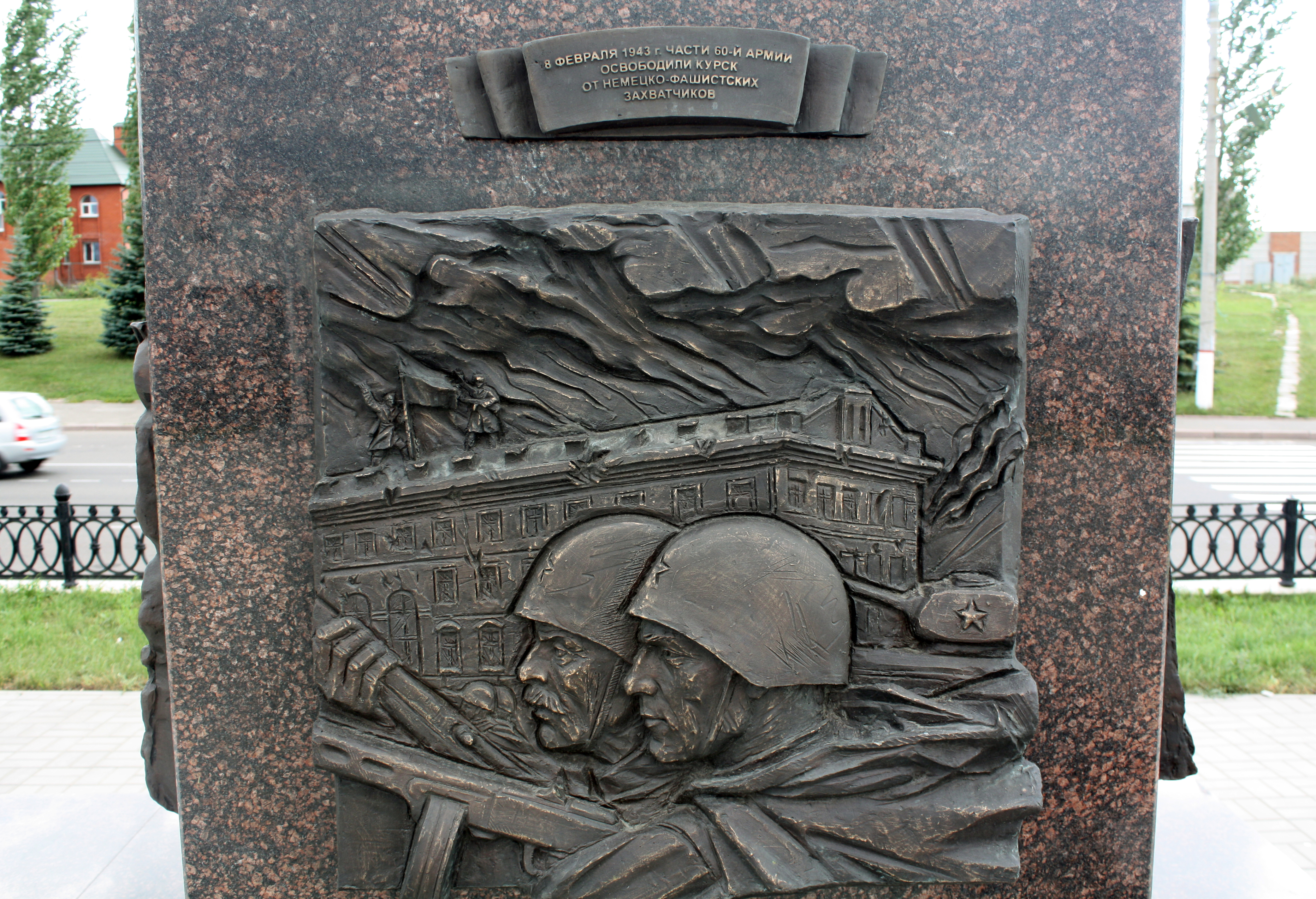
Phù điêu kỷ niệm giải phóng Kursk năm 1943
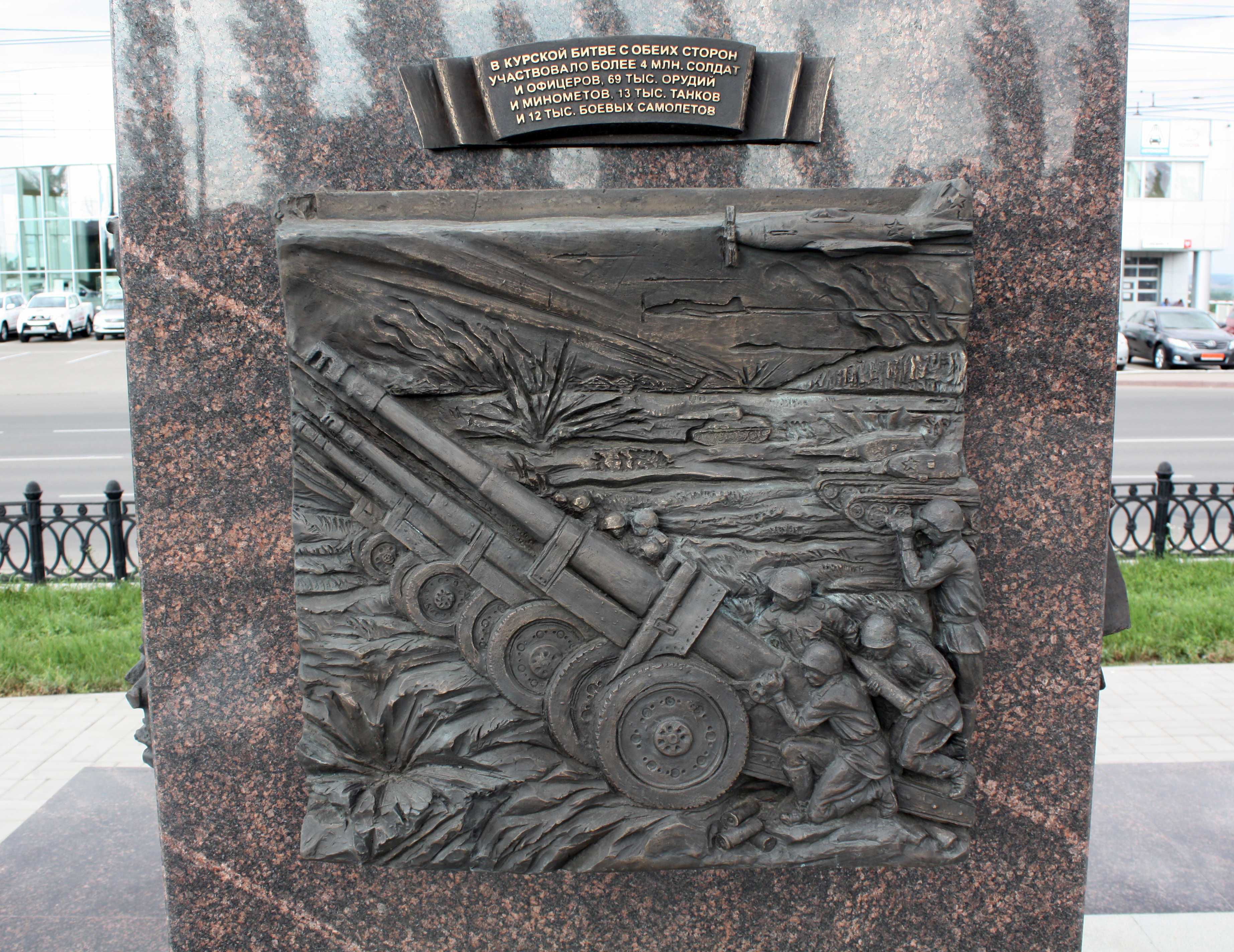
Phù điêu kỷ niệm trận phòng thủ Kursk năm 1943
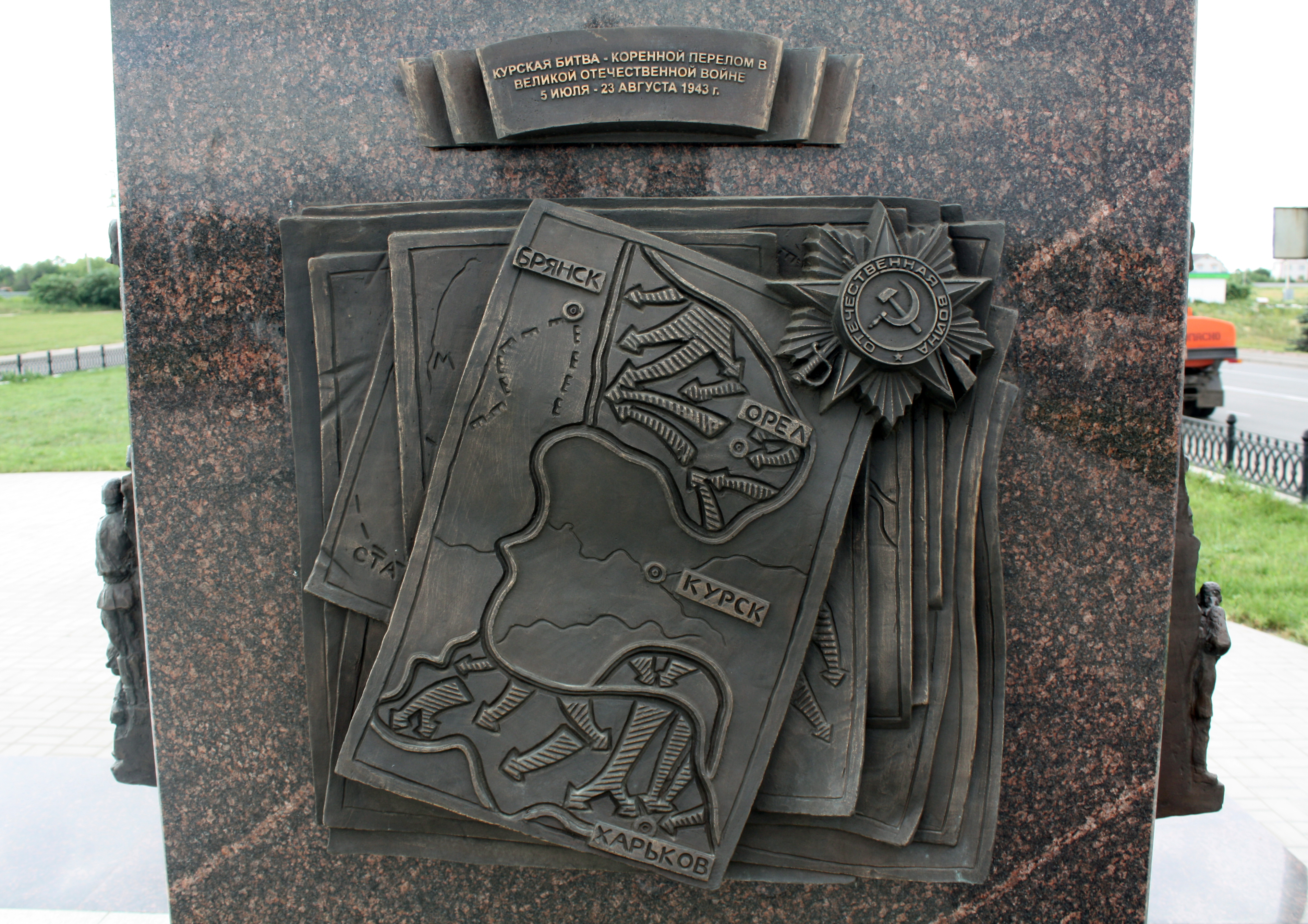
Phù điêu bản đồ các trận tấn công Oryol và Kharkov từ Vòng cung Kursk năm 1943
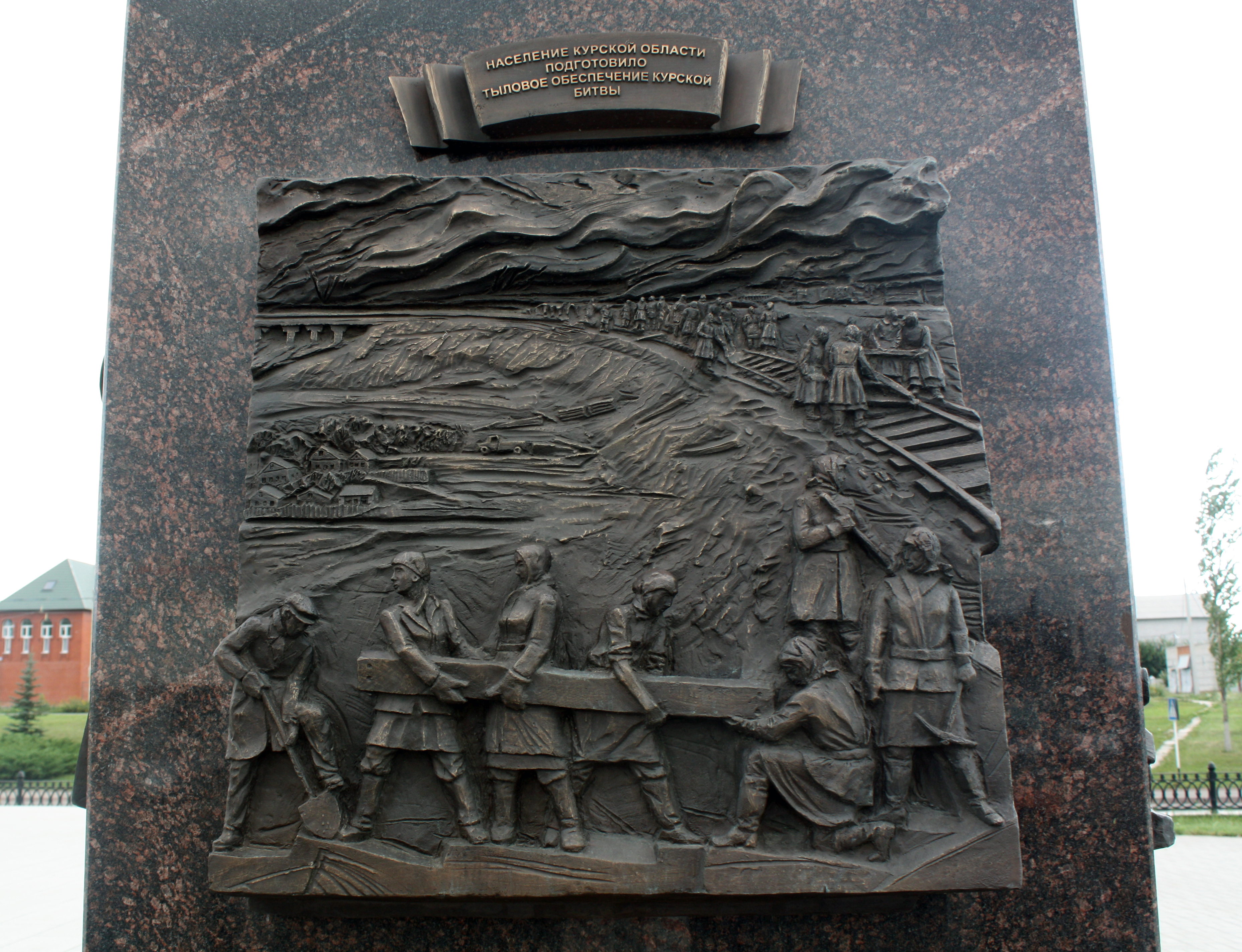
Phù điêu kỷ niệm các hoạt động khôi phục đầu mối dường sắt Kursk triong Chiến tranh Vệ quốc vĩ đại
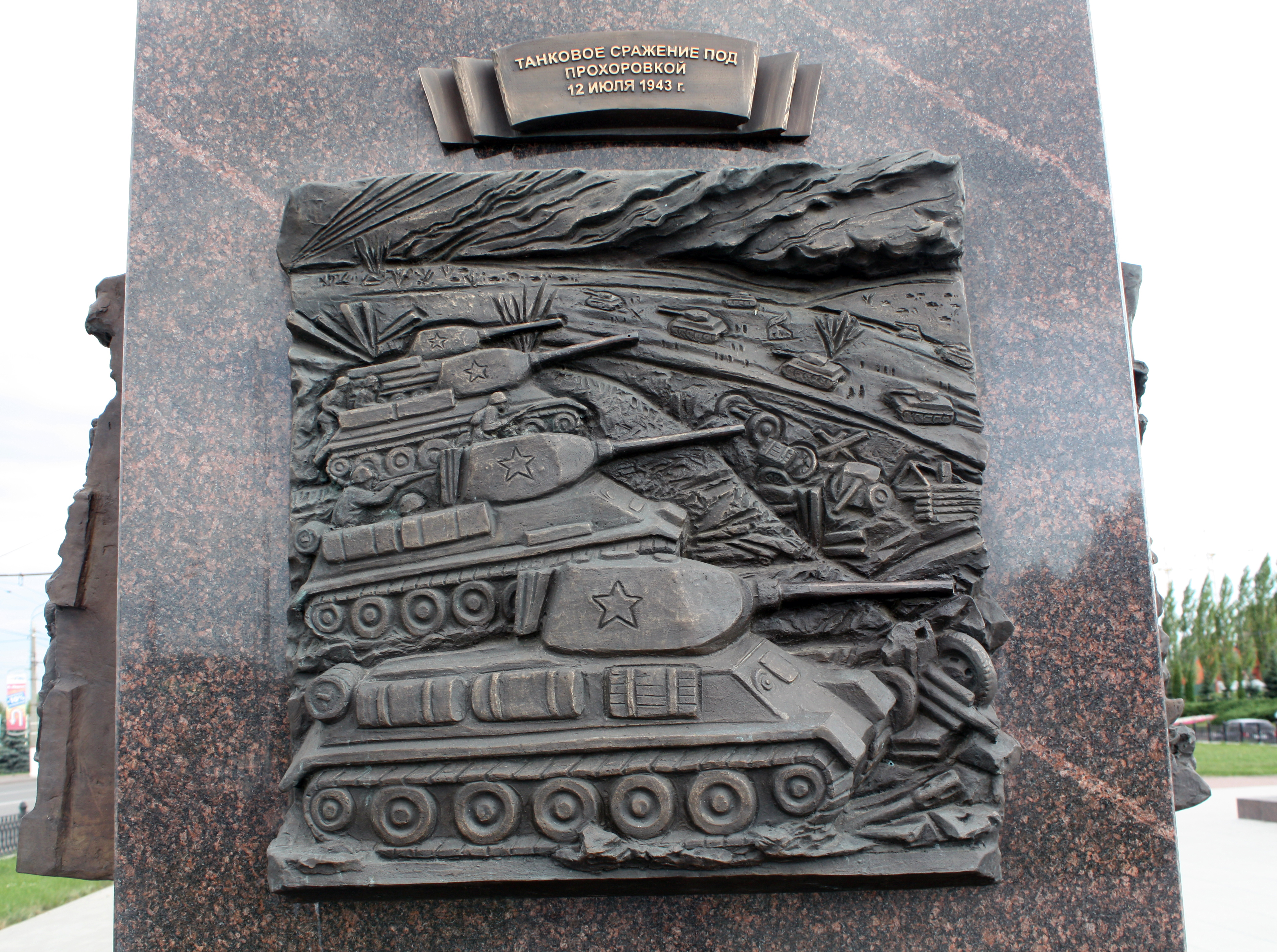
Phù điêu kỷ niệm trận đấu tăng lịch sử Pokhorovka trong vòng cung Kursk năm 1943
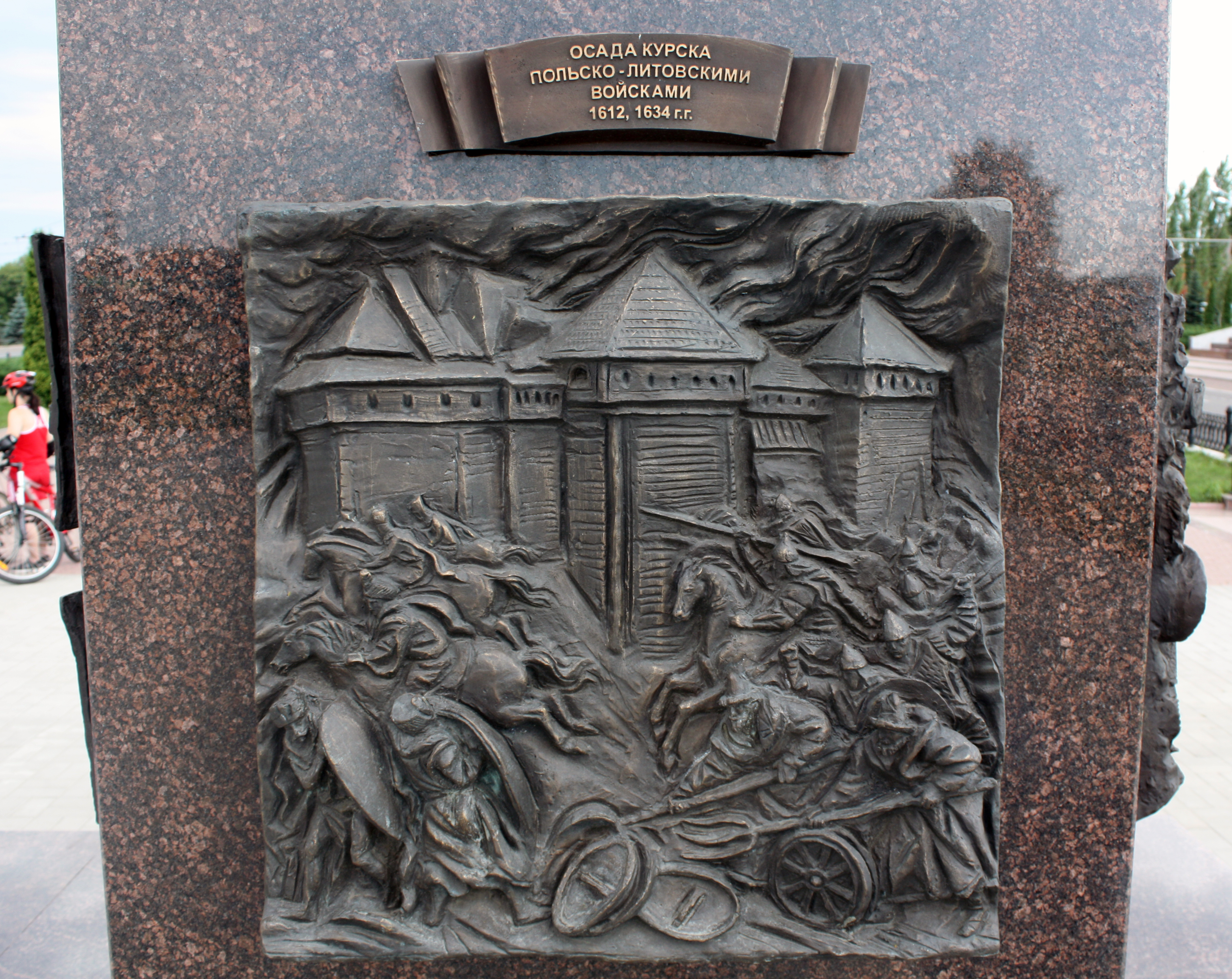
Phù điêu kỷ niệm cuộc chiến tranh Ba Lan - Litva tại Kursk từ năm 1612 đến năm 1634
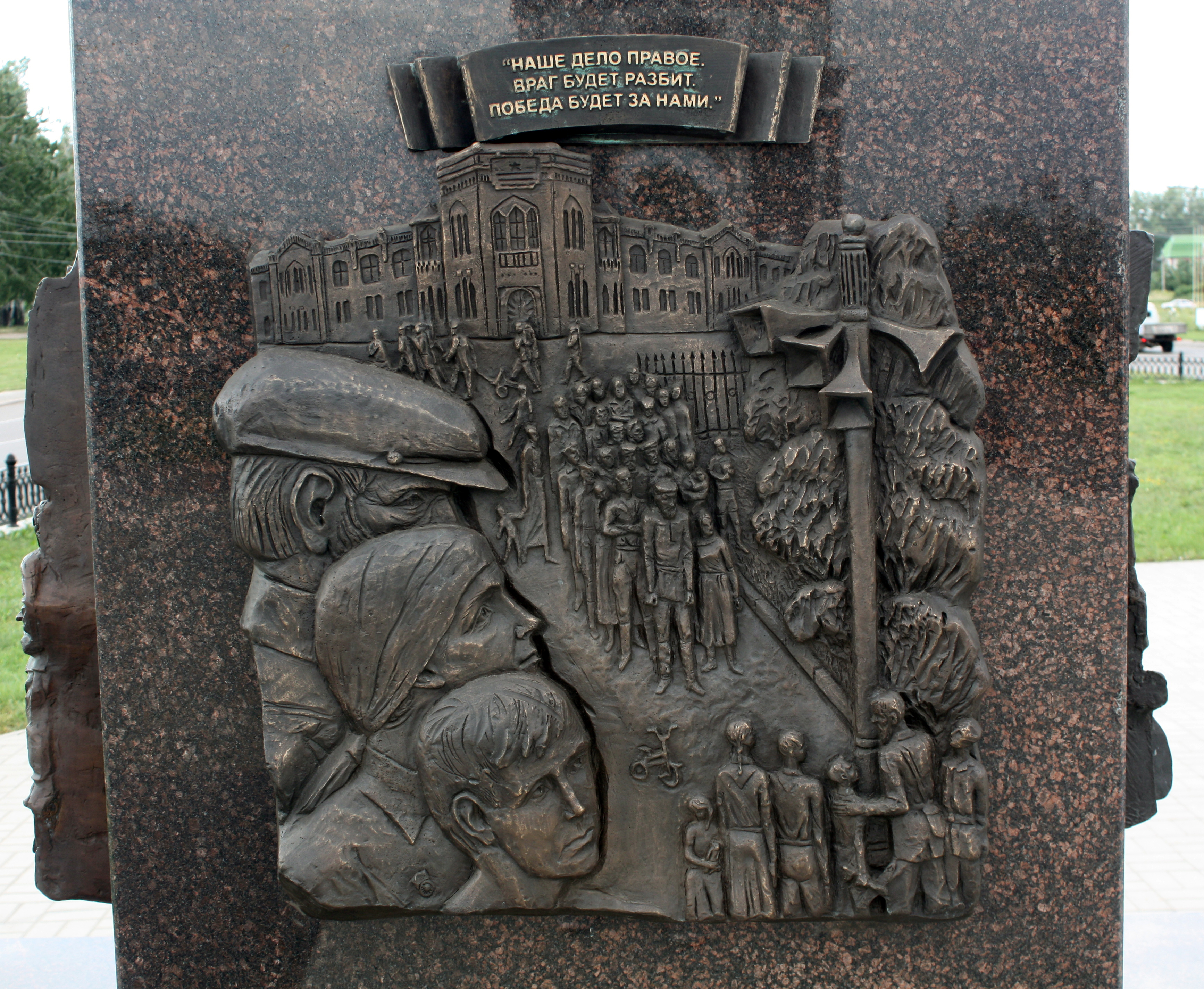
Phù điêu kỷ niệm người dân Kursk nghe các thông báo chiến sự qua loa truyền thanh trong cuộc Chiến tranh giữ nước vĩ đại
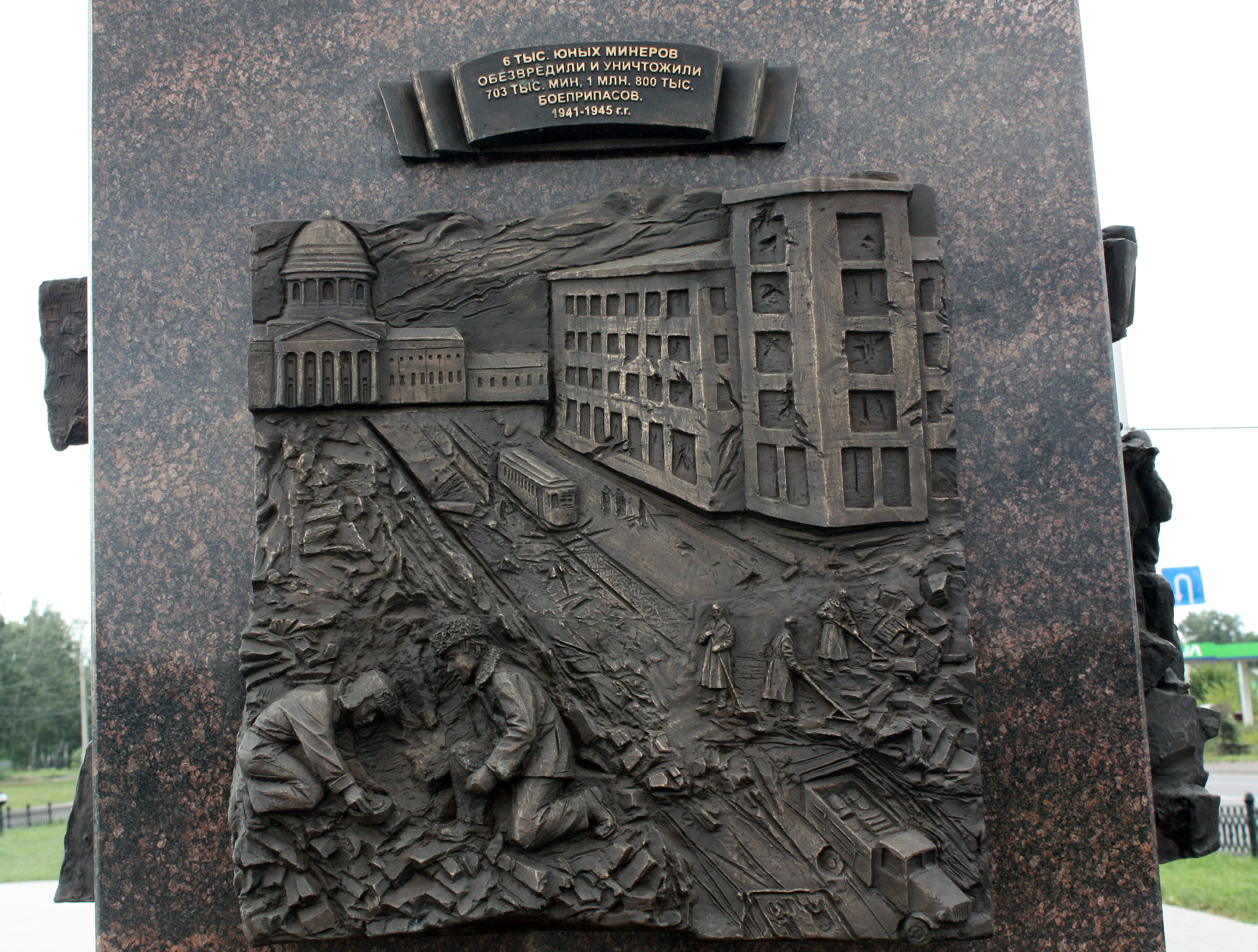
Phù điêu kỷ niệm cuộc tái thiết thành phố Kursk sau Chiến tranh Vệ quốc vĩ đại (1941-1945)
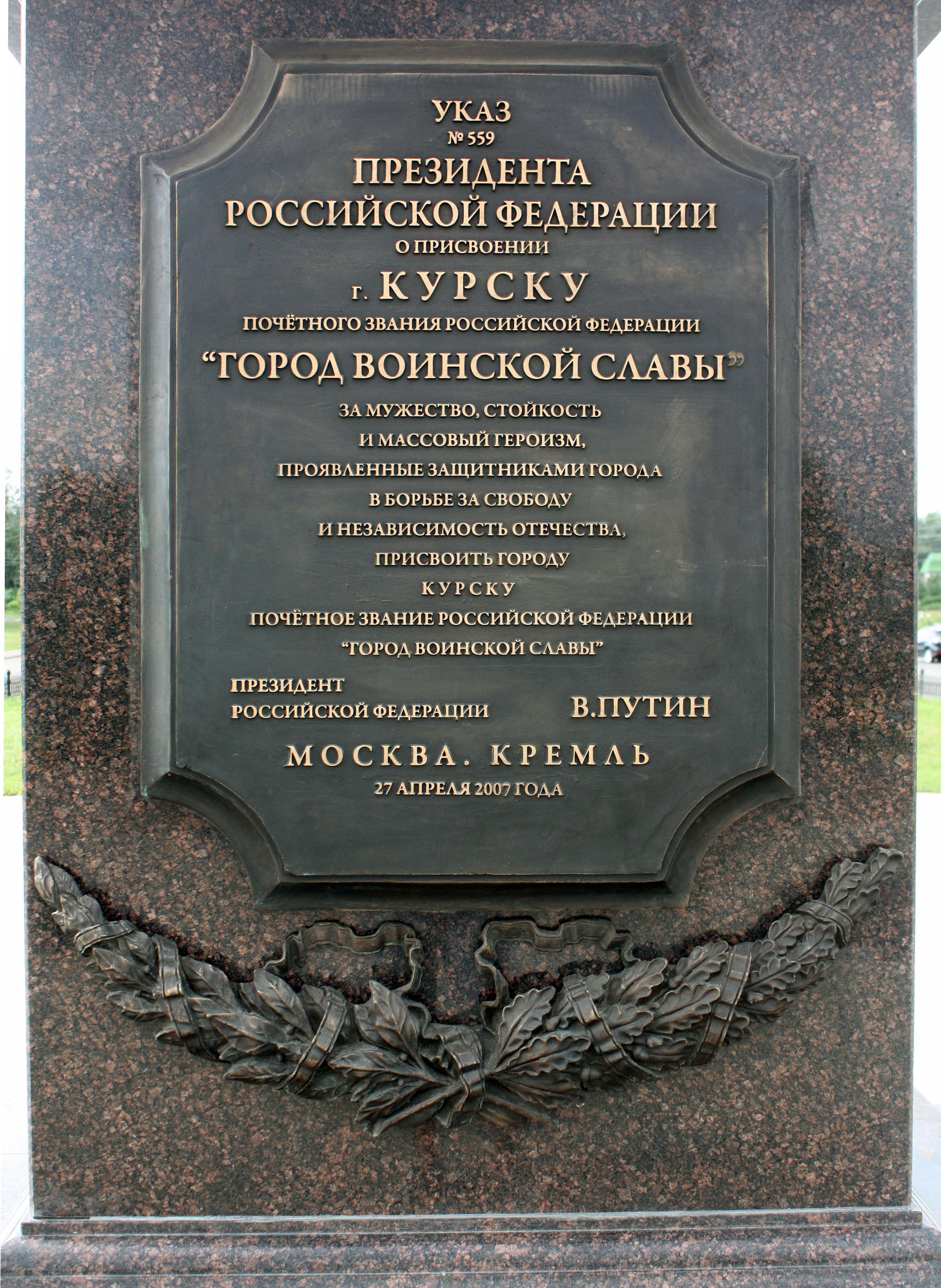
Bia vinh danh thành phố quân sự Kursk do Điện Kremly phong tặng ngày 27 tháng 4 năm 2007
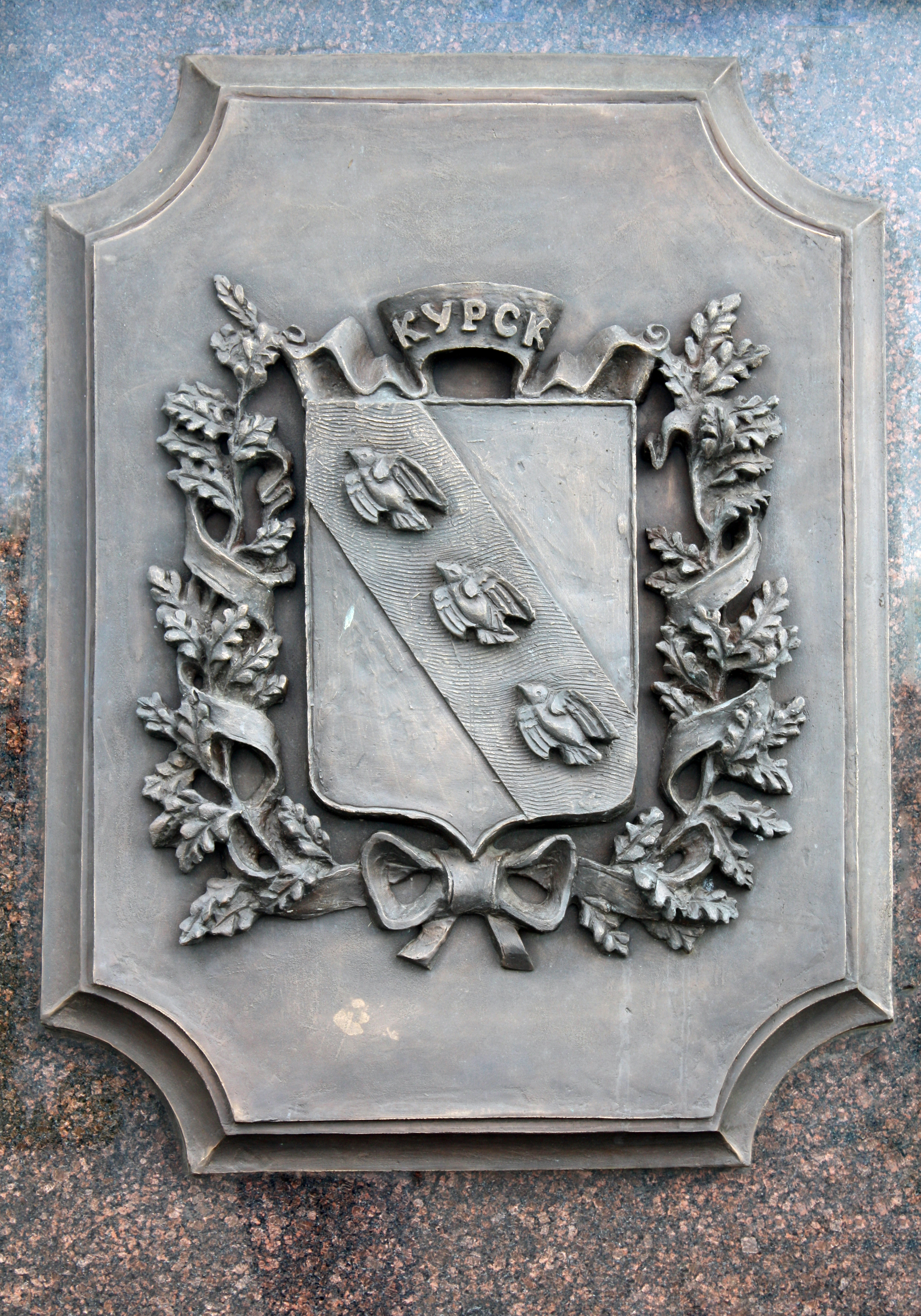
Biểu tượng hòa bình của thành phố quân sự được vinh danh Kursk
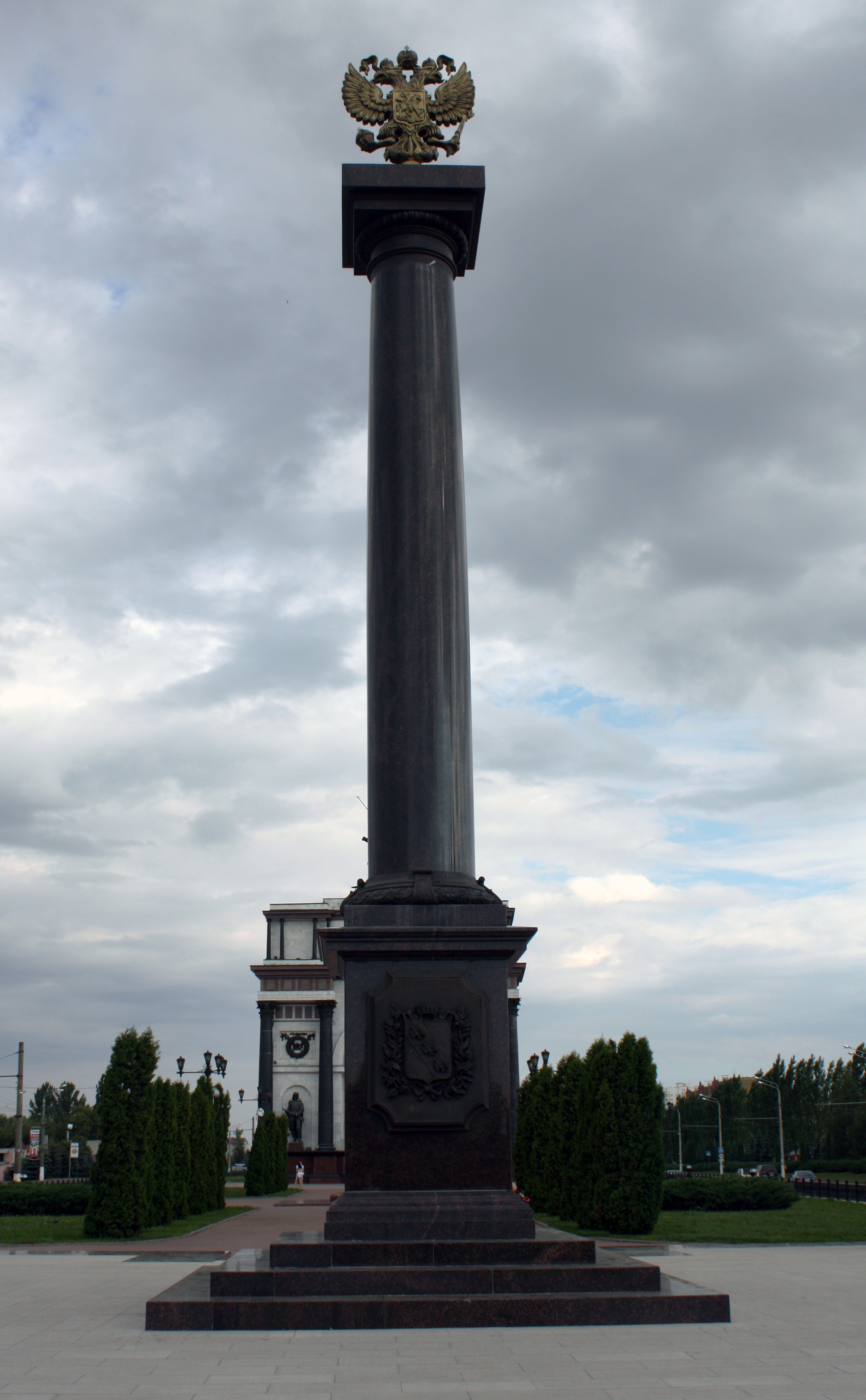
Đài kỷ niệm chiến thắng ở trung tâm thành phố Kursk

### Phim sử thi
Bối cảnh và diễn biến của Trận Kursk đã được sử dụng làm đề tài trung tâm cho tập đầu tiên có nhan đề "Cánh cung lửa" (tiếng Nga: «Огненная дуга») của bộ phim sử thi chiến tranh dài 5 tập "Giải phóng" (tiếng Nga: «Освобожде́ние») do hãng Mosfilm (Nga) và hãng phim DEFA (Đông Đức) thực hiện; tác giả kịch bản: Yuri Bondarev, Yuri Ozerov và Oscar Yeremeevich Esterkin; đạo diễn chính: Yuri Ozerov; quay phim chính: Igor Mikhailovich Slabnevich; cố vấn quân sự chính: Đại tướng S. M. Stemenko. Vì tại khu vực Kursk đã xây dựng nhiều công trình lớn, có nhiều cánh đồng thâm canh lúa mỳ, củ cải đường và mật độ dân cư đông hơn nhiều so với năm 1943 nên các nhà làm phim đã lấy các cánh đồng hoang quanh thị trấn Pereslavl thuộc tỉnh Yaroslavl để tổ chức các đại cảnh và ghi hình từ máy bay lên thẳng. Khởi quay năm 1968, hoàn thành và công chiếu năm 1969, bộ phim đã thành công và mở đầu cho một loạt phim sử thi nhiều tập của đạo diễn kiêm tác giả kịch bản Yuri Ozerov về chủ đề cuộc Chiến tranh vệ quốc vĩ đại. 107 nghệ sĩ và diễn viên Liên Xô và 27 diễn viên đến từ Cộng hòa dân chủ Đức đã tham gia đóng phim. Trong số hơn 100 nhân vật có 51 nhân vật lấy từ nguyên mẫu thật sự trong lịch sử. Quân đội Liên Xô đã cho đoàn làm phim "mượn" một sư đoàn bộ binh cơ giới và một trung đoàn xe tăng để thực hiện các cảnh quay trận Prokhorovka và một số trận đánh khác. Hơn 120 xe tăng T-34, trong đó có 45 chiếc đã được làm lại hình dạng bên ngoài giống với xe tăng Tiger I và 16 chiếc Tiger được chế tạo đúng như nguyên mẫu từ nhà máy sản xuất máy kéo Lvov đã được huy động vào các cảnh đấu tăng.

### Tem thư
Một số cảnh của trận Kursk đã được mô tả sớm nhất trong con tem ở Liên Xô tháng 11 năm 1943 và các con tem phát hành vào các dịp kỷ niệm 20 năm, 30 trận Kursk (1963 và 1973).

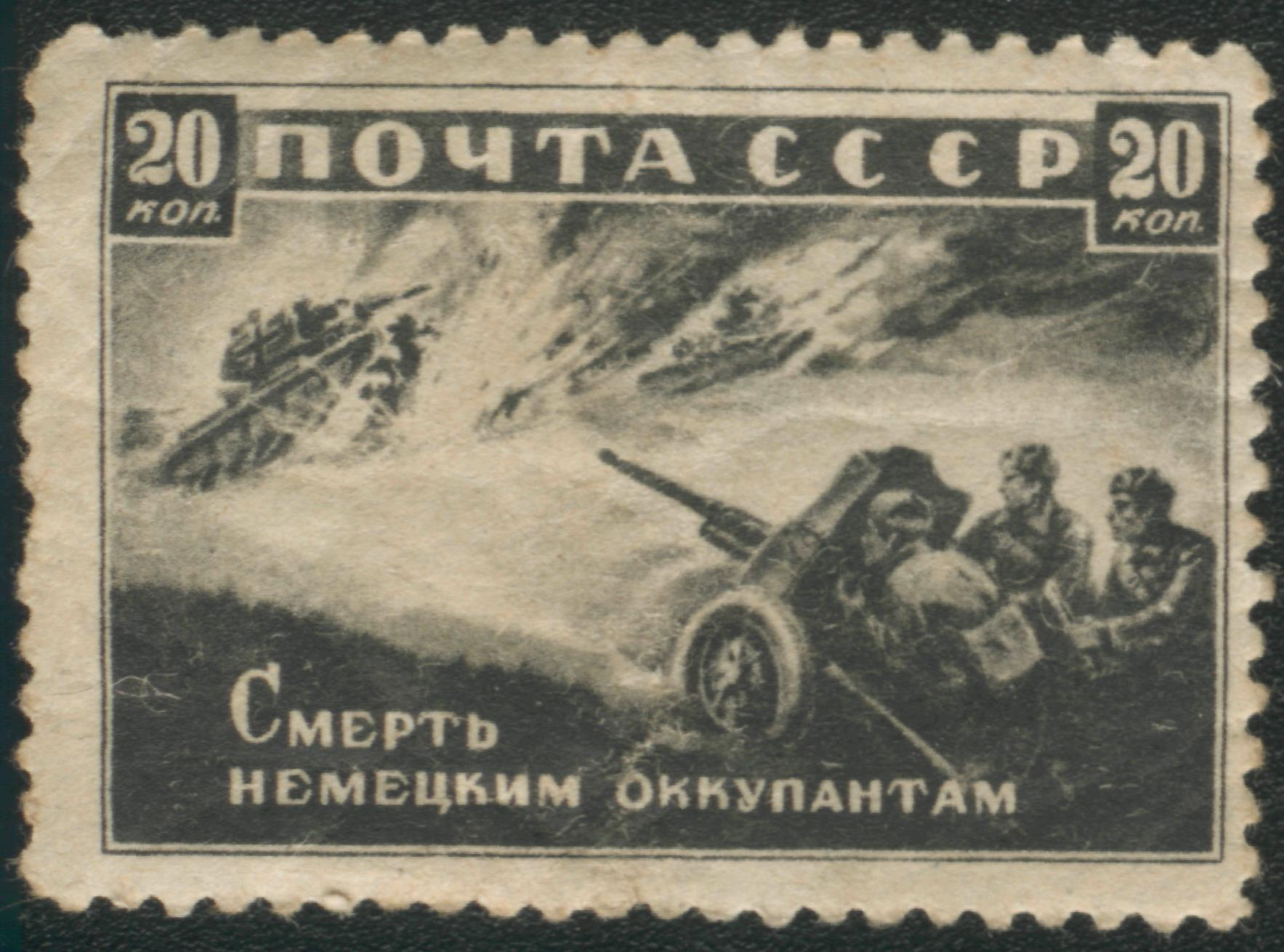
Con tem 20 kopek tháng 11 năm 1943
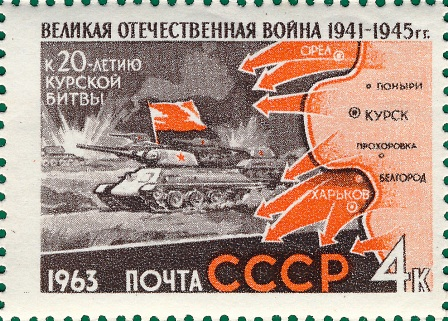
Con tem 4 kopek tháng 7 năm 1963
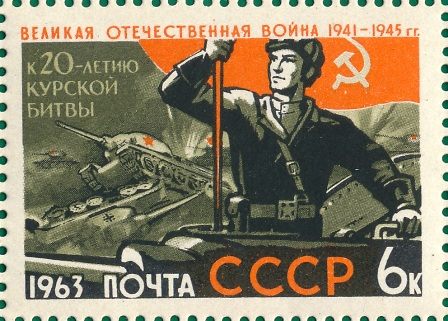
Con tem 6 kopek tháng 7 năm 1963
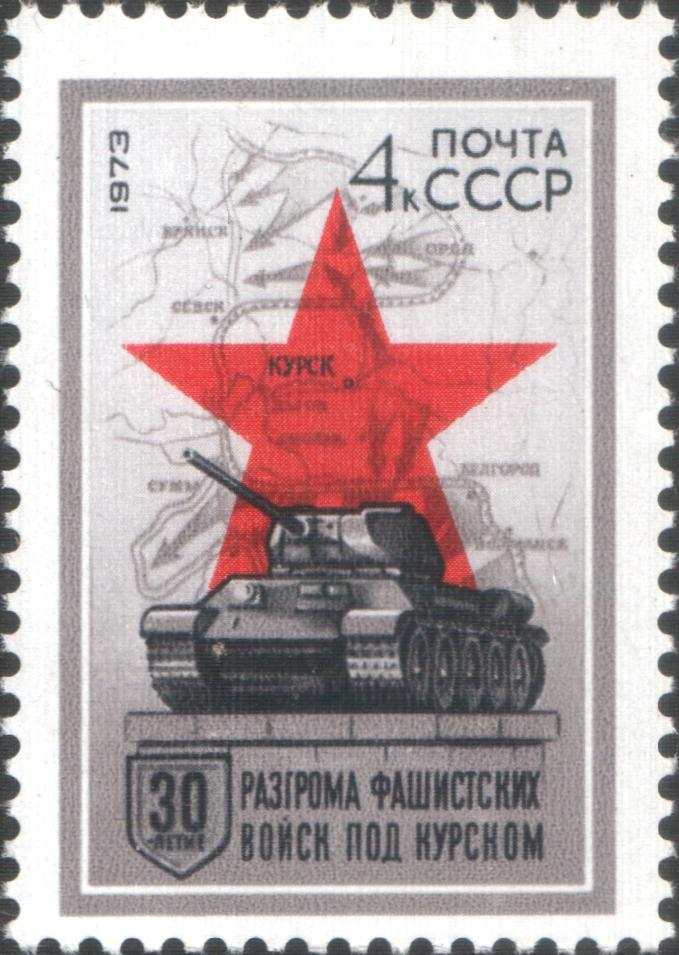
Con tem 6 kopek tháng 7 năm 1973
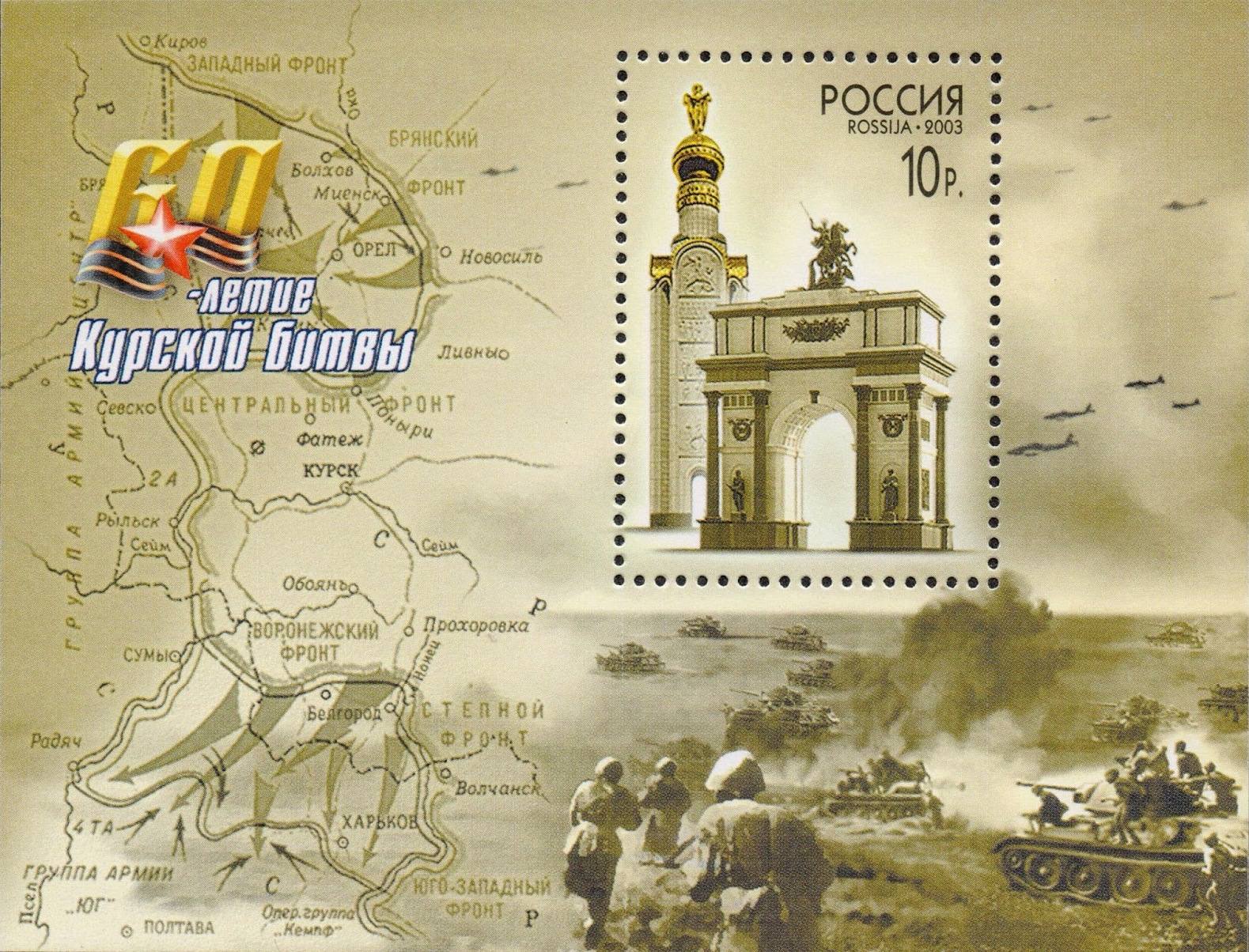
Con tem 10 rub của Liên Bang Nga kỷ niệm 60 năm trận Kursk (1943-2003)

### Tác giả Anh và Hoa Kỳ
- Sir Winston Spencer Churchill. The Second World War. — London-Toronto, Cassell and Co Ltd., 1950
- Sir Basil Henry Liddel Hart Sir Basil Henry, Second World War. - Moscow: AST, St. Petersburg.: Terra Fantastica, 1999.
- Alexander Bevin, How Hitler Could Have Won World War II: The Fatal Errors That Lead to Nazi Defeat. — London, Times Books, 2000
- Alan Clark. Barbarossa: The Russian-German Conflict 1941–1945. New York: William Morrow. 1966.
- David M. Glantz. Colossus Reborn: The Red Army At War, 1941-1943. — Lawrence (Kansas): University Press Of Kansas. 2002
- David M. Glantz. & Orenstein, Harold S. The Battle for Kursk 1943: The Soviet General Staff Study. Frank Cass. 1999. ISBN 0-7146-4933-3.
- David M. Glantz. Soviet military deception in the Second World War. Routledge. 1989. ISBN 978-0-7146-3347-3.
- David M. Glantz & Jonathan M. House, The Battle of Kursk, University Press of Kansas, 2004 ISBN 0-7006-1335-8
- Nik Cornish, Image of Kursk-History's Greatest tank battles
- Walter Moss, A History of Russia: Since 1855, Tập 2, Anthem Press, 2005. ISBN 1-84331-034-1.
- Robert C. Grogin, Natural Enemies: The United States and the Soviet Union in the Cold War, 1917-1991, Lexington Books, 2001. ISBN 0-7391-0160-9.
- Timothy P. Mulligan. "Spies, Ciphers and 'Zitadelle': Intelligence and the Battle of Kursk, 1943" (pdf). Journal of Contemporary History 22 (2) 1987.
- Stephen H. Newton, Kursk: The German View. Westview Press, 2003 ISBN 0-306-81150-2
- Richard Overy. Why the Allies Won. New York City: Norton Press. 1995. ISBN 978-0-393-31919-3.
- David L. Robbins, Last Citadel, Orion mass market paperback, 2004. ISBN 0-7528-5925-0
- Brian Williams, Britain at War 1939-1945, Jarrold Publishing, 2005. ISBN 1-84165-154-0.
- A.J.P. Taylor & V.M. Kulish, A History Of World War Two. Octopus Books. 1974. ISBN 0-7064-0399-1.
- Nikolas Zetterling; A, Frankson. Kursk 1943: A Statistical Analysis. London: Cass. 2000. ISBN 0-7146-8103-2.
- Dữ liệu về trận Kursk của Viện Dupuy (Hoa Kỳ) và Hãng Rantek (Nga) (bản tiếng Nga)
- Говард М. Большая стратегия (bản tiếng Nga)

### Tác giả Đức
- Nicolaus von Below, Als Hitlers adjutant: 1937–1945. — Mainz: v. Hase und Koehler, 1980. trang 417. ISBN 3-7758-0998-8* Christer Bergström. Kursk — The Air Battle: July 1943. Chervron/Ian Allen. 2007. ISBN 978-1-903223-88-8.
- Christer Bergström. Bagration to Berlin — The Final Air Battle in the East: 1941–1945. Chervron/Ian Allen. 2008. ISBN 978-1-903223-91-8.
- Christer Bergstrom. Figures for 5–31 July, as given by the Generalquartiermeister der Luftwaffe. 2008
- Karl-Heinz Frieser; Schmider Klaus; Schönherr Klaus; Schreiber Gerhard; Kristián Ungváry, Bernd Wegner. Das Deutsche Reich und der Zweite Weltkrieg - Vol. 8: Die Ostfront 1943/44 - Der Krieg im Osten und an den Nebenfronten. Deutsche Verlags-Anstalt München 2007. ISBN 978-3-421-06235-2.
- John Frederick Charles Fuller, The Second World War 1939-1945. A Strategical and Tactical History. — London, 1948.
- Heinz Guderian, Erinnerungen eines Soldaten. — Heidelberg, 1951
- Magenheimer, die Militärstrategie Deutschlands 1940-1945.
- Erich von Manstein, Verlorene Siege. — Bonn, 1955
- Friedrich Wilhelm von Mellenthin, Panzer battles 1939-1945: A study of the employment of armour in the second world war. — 2nd edition, enlarged. — London, 1956.
- Walter Schwabedissen. Russian Air Force in the Eyes of German Commanders. — Ayer Co Pub, 1968
- Мюллер-Гиллебранд Б. Сухопутная армия Германии 1933—1945 (bản tiếng Nga).
- Kurt von Tippelskirch, Geschichte des Zweiten Weltkrieges. — Bonn, 1954.
- Karl Heinz Frieser, Deutsche Das Reich Und Der Zweite Weltkrieg, Deutsche Verlags-Anstalt GmbH, 2007. ISBN 3-421-06235-8, ISBN 978-3-421-06235-2

### Tác giả Nga và SNG
- Г. Ф. Кривошеев, В. М. Андроников, П. Д. Буриков. Гриф секретности снят: Потери Вооруженных Сил СССР в войнах, боевых действиях и военных конфликтах: Стат. исслед. — Воениздат, 1993.
- Константин Константинович Рокоссовский, Солдатский долг. — М.: Воениздат, 1988.
- Павел Иванович Батов, В походах и боях. — М.: Воениздат, 1974.
- Анатолий Иванович Уткин, Вторая мировая война. — М.: Алгоритм, 2002.
- Иван Васильевич Тимохович[liên kết hỏng], Советская авиация в битве под Курском. — М.: Воениздат, 1959.
- С. М. Давтян, Пятая воздушная. Военно-исторический очерк боевого пути 5-й воздушной армии в годы Великой Отечественной войны. — М.: Воениздат, 1990.
- Арсений Васильевич Ворожейкин, Над Курской дугой. — М.: Воениздат, 1962.
- Иван Пароткин, Иван Васильевич Паротькин, Тхе Баттле оф Курск, Прогресс Публишерс, 1974.
- Валерий Николаевич Замулин, урский излом. — М.: Яуза, Эксмо, 2007.
- Валерий Николаевич Замулин, Засекреченная Курская битва. — М.: Яуза; Эксмо, 2007.
- Г.А. Колтунов, Б.Г. Соловьев, Курская битва — М.: Воениздат, 1970.
- Григорий Петрович Евдокимов, 300 вылетов за линию фронта. — Ижевск: Удмуртия, 1979.
- Иван Христофорович Баграмян, Так шли мы к победе. — М.: Воениздат, 1977.
- Кирилл Семёнович Москаленко, На Юго-Западном направлении. 1943-1945. Воспоминания командарма. Книга II. — М.: Наука, 1973.
- Михаил Ефимович Катуков, На острие главного удара. — М.: Воениздат, 1974.
- Павел Алексеевич Ротмистров, Время и танки. — М.: Воениздат, 1972.
- Павел Алексеевич Ротмистров, Стальная гвардия. — М.: Воениздат, 1984.
- Иван Васильевич Тимохович[liên kết hỏng], Советская авиация в битве под Курском. — М.: Воениздат, 1959.
- Иван Владимирович Ковалев, Транспорт в Великой Отечественной войне (1941–1945 гг.). — М.: Наука, 1981.
- Александр Васильевич Горбатов, Годы и войны. — М.: Воениздат, 1989.
- Иван Васильевич Болдин, Страницы жизни. — М.: Воениздат, 1961.
- Алекса́ндр Миха́йлович Самсо́нов, Крах фашистской агрессии 1939-1945. — М.: Наука, 1980.
- Николай Кириллович Попель, Танки повернули на запад. — М.-СПб.: Terra Fantastica, 2001.
- Иван Степанович Конев, Записки командующего фронтом. — М.: Наука, 1972.
- Федор Дмитриевич Волков, За кулисами второй мировой войны. — М.: Мысль, 1985
- Alexander Chubarov, Russia's bitter path to modernity: a history of the Soviet and post-Soviet eras, Continuum International Publishing Group, 2001. ISBN 0-8264-1350-1.

### Tiếng Việt
- Georgy K. Zhukov. Nhớ lại và suy nghĩ. Tập 3. Nhà xuất bản Quân đội nhân dân. Hà Nội. 1987. (bản tiếng Việt)
- Aleksandr M. Vasilevsky. Sự nghiệp cả cuộc đời. Nhà xuất bản Tiến Bộ. Moskva. 1985. (bản tiếng Việt)
- Sergey. M. Stemenko. Bộ Tổng tham mưu Xô Viết trong chiến tranh. (2 tập). Nhà xuất bản Tiến Bộ. Moskva. 1985. (bản tiếng Việt)
- Grigory Doberin. Những bí mật của Chiến tranh thế giới thứ hai. Nhà xuất bản Sự Thật. Hà Nội. 1986. (bản tiếng Việt)

### Tư liệu truyền thông
- Tư liệu về chiến dịch Belgorod - Kharkov
- Tư liệu tóm tắt của Nga về trận Kursk
- Tài liệu tổng hợp của Nga về trận Kursk Lưu trữ ngày 16 tháng 9 năm 2009 tại Wayback Machine
- Tài liệu tổng hợp của Tây Ban Nha về trận Kursk

### Bản đồ tư liệu quân sự
- Bản đồ các trận địa chống tăng của Tập đoàn quân 13 (Liên Xô)
- Bản đồ phương án phòng thủ của Tập đoàn quân xe tăng 2 (Liên Xô)
- Bản đồ phương án phòng thủ của Phương diện quân Trung tâm
- Bản đồn kế hoạch chống tăng của Sư đoàn bộ binh 375 (Liên Xô)
- Bản đồ kế hoạch pháo kích phản chuẩn bị của Tập đoàn quân 6 (Liên Xô)
- Bản đồ tình hình mặt trận tại Prokhorovka ngày 10 tháng 7 năm 1943
- Bản đồ tình huống sau trận Prokhorovka

### Bản đồ có độ phần giải cao
- Bản đồ bố trí binh lực trước trận đánh và kế hoạch của quân đội Đức Quốc xã
- Bản đồ giai đoạn tấn công của quân đội Đức Quốc xã tại mặt Bắc và mặt Nam vòng cung Kursk
- Bản đồ giai đoạn phản công của quân đội Liên Xô

### Bản đồ mô phỏng động
- Kế hoạch tấn công chỗ lồi Kursk của quân đội Đức Quốc xã Lưu trữ ngày 17 tháng 1 năm 2012 tại Wayback Machine
- Diễn biến chiến sự trên chính diện phía nam Kursk từ ngày 5 tháng 7 đến ngày 23 tháng 8 Lưu trữ ngày 17 tháng 1 năm 2012 tại Wayback Machine
- Diễn biến chiến sự trên chính diện phía bắc Kursk từ ngày 5 tháng 7 đến ngày 18 tháng 8 Lưu trữ ngày 17 tháng 1 năm 2012 tại Wayback Machine

### Điện ảnh
- Tập phim "Cách cung lửa" trong loạt phim sử thi nhiều tập "Giải phóng" của Liên Xô (cũ)
- Phim tài liệu và bình luận quân sự về trận Kursk - Tập 1 - Hướng Nam, Tập 1-Hướng Bắc, Tập 2-Hướng Bắc, Tập 2-Hướng Nam, Tập 3-Hướng Nam, Tập 3-Hướng Bắc, Tập 4-Hướng Bắc, Tập 4-Hướng Nam, Tập 5-Hướng Nam, Tập 5-Hướng Bắc
- Phim tài liệu của Star Media về "Chiến dịch Kursk"